# Léman
Ne doit pas être confondu avec Lac Clément.
Pour les articles homonymes, voir Léman (homonymie).
Le Léman (/lemɑ̃/ ), ou par pléonasme lac Léman, également dénommé lac de Genève notamment dans le canton de Genève et dans plusieurs langues, est un lac d'origine glaciaire situé en Suisse et en France ; par sa superficie, c'est le plus grand lac alpin et subalpin.
Le lac, d'une longueur d'environ 72,8 km et d'une largeur maximale inférieure à 14 km, est en forme de croissant orienté de l'est vers l'ouest. Le rivage nord et les deux extrémités sont suisses et sont partagés entre les cantons de Genève, de Vaud et du Valais. Le rivage sud, quant à lui, est français et situé dans le département de la Haute-Savoie. La frontière franco-suisse passe au milieu du lac.
Le Léman est principalement alimenté par le Rhône, fleuve franco-suisse qui coule d'est en ouest, constituant 75 % des apports. Sa formation a des origines multiples : plissement tectonique pour la partie du Grand-Lac et action du glacier du Rhône pour le Petit-Lac (entre Yvoire et Genève). Il s'est constitué lors du retrait progressif du glacier du Rhône après la dernière période glaciaire, il y a près de seize mille ans. Ses berges ont été fortement artificialisées.
En 2006, selon une étude de la Commission internationale pour la protection des eaux du Léman (CIPEL), seulement 3 % de côtes sont encore sauvages. Hors 23 % de prés semi-naturels et de cultures, environ 60 % des berges et abords sont aménagés, enrochés, pavés, privatisés, ce qui limite probablement l'expression de l'écopotentialité du site.

## Toponymie

### Léman

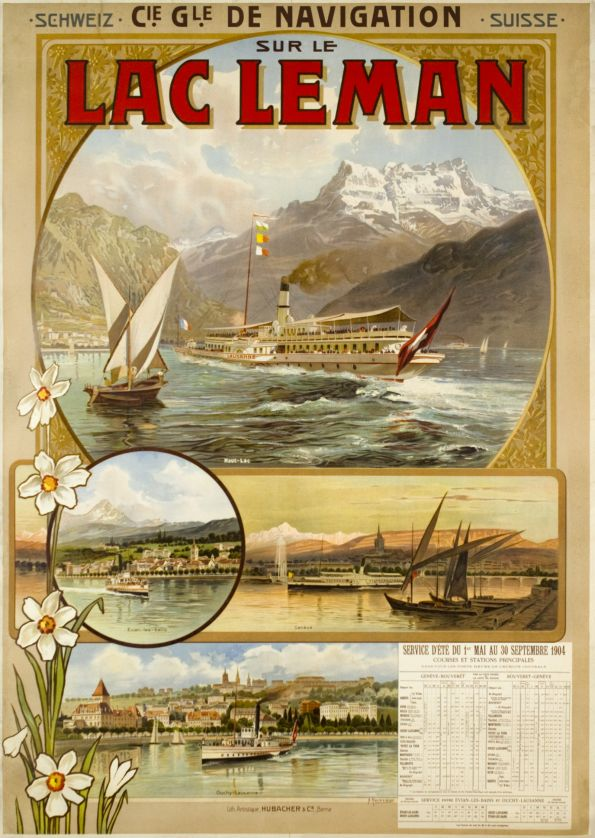
Affiche de 1904 de la Compagnie générale de navigation sur le lac Léman.

Le toponyme Léman renvoie à une racine indo-européenne, signifiant « lac ». L'origine du nom fait que « lac Léman » est un pléonasme ou une tautologie, puisque cela signifie « lac lac ». Cette formulation existe cependant depuis l'Antiquité,.
Au Ier siècle av. J.-C., le grec Strabon parle de « lemanè limnè ». Cette forme est ensuite reprise par les autres auteurs grecs, comme Dion Cassius au IIe siècle (« lemanos limnè »), avant d'être popularisée par les textes en latin. Elle est utilisée par Jules César en 58 av. J.-C. et les géographes de l'époque, qui parlent de « lacus lemanus »,. Au début de l'ère commune, Pomponius Mela et Pline l'Ancien reprennent cette même forme, suivis par Ammien Marcellin au IVe siècle.
Les humanistes et cartographes du XVIe siècle Sebastian Münster et Gérard Mercator reprennent « Léman », dont se sert l'administration bernoise, puis les autorités révolutionnaires (république lémanique, département du Léman). François Bonivard, en 1529, parle du « lac Lemanne » mais précise « qu'est nostre lac de Genesve ». Au XVIIIe siècle, des auteurs tels que Jean-Jacques Rousseau, Voltaire et Lord Byron utilisent « Léman », donnant une certaine célébrité au nom.
Au XIXe siècle, la carte Dufour utilise la forme « Lac Léman » et la forme prend le dessus sur « lac de Genève ». Dès lors, « Léman » figure sur toutes les cartes nationales des grands États par souci de normalisation.

### Lac de Lausanne
La forme « lac de Lausanne » s'impose dès le IIe siècle. Sa première apparition, dans l’Itinéraire d'Antonin, utilise « lacus lausonnius » ou « lacu Lausonio »,,. La plus ancienne carte géographique connue de la région lémanique, la table de Peutinger, copie du XIIIe siècle de cartes romaines antiques, reprend cette forme (lacus Losanete ou lacus Losanetes),.
La forme « lac de Lausanne » aurait ainsi prévalu au Moyen Âge ; à la fin du XIVe siècle, dans son Saint voyage de Jérusalem, Ogier IX d'Anglure mentionne le « lac de Lozanne », et une gravure de Lausanne à Venise datant de 1567 porte l'inscription « Lago di Losanna ». La forme « lac de Lausanne » n'est plus utilisée à partir du milieu du XIXe siècle.

### Lac de Genève
Le nom de « lac de Genève » apparaît au XVIe siècle, mais il coexiste avec « Léman », qui réapparaît grâce à l'étude des textes anciens réalisée par les humanistes de l'époque. En 1538, Aegidius Tschudi parle alors de « lac Léman ou de Genève ». En 1552, dans un plan de la ville de Genève, Sebastian Münster écrit que « le Rhône traverse le lac de Genève, ou de Lausanne, qu'on appelait autrefois lac Léman ». Les nombreuses cartes italiennes de la seconde moitié du XVIe siècle utilisent quant à elles « lac de Genève ».
Au XVIIe siècle, les cartes utilisent « lac de Genève » pour le Petit-lac et « lac de Lausanne » pour le Grand-lac. Cette distinction disparaît cependant au siècle des Lumières. Le nom de « lac de Genève », ou « bassin de Genève », est cependant toujours attribué au petit lac du Léman, soit la partie du lac entre Genève et Nyon ou Versoix,, notamment sur les cartes officielles suisses.
Dès le XVIIIe siècle, « lac de Genève » est utilisé couramment dans les langues étrangères et les premiers guides touristiques, : en allemand : Genfersee, déjà attesté au XVe siècle ; en anglais : lake of Geneva ; l'italien utilise la double nomenclature « Lemano » et « lago di Ginevra ». En français, cette forme n'est cependant utilisée que par les auteurs genevois.
L'appellation alternative « lac de Genève » pour l'ensemble du lac subsiste encore toutefois sur la carte nationale suisse jusqu'en 2003,  pour être ensuite utilisée uniquement pour le Petit-lac.

### Léman ou lac de Genève?
Le nom du lac est le sujet d'un débat entre certains Genevois, qui l'appellent « lac de Genève », et les Français, les Valaisans et les Vaudois, qui l'appellent « Léman »,.
Dans Le Léman : monographie limnologique, le naturaliste originaire de Morges François-Alphonse Forel écrit : « L'usage tend à s'établir en géographie, et cela avec raison, de préférer, partout où il en existe, le nom personnel d'un lac au nom de la ville située sur ses bords. Un lac est un individu géographique en lui-même et par lui-même ; il a sa vie propre et indépendante de toute action humaine ; ses relations avec les cités des hommes transitoires et passagères en comparaison de la durée bien supérieure du lac, sont d'importance accessoire »,.

## Géographie

### Situation

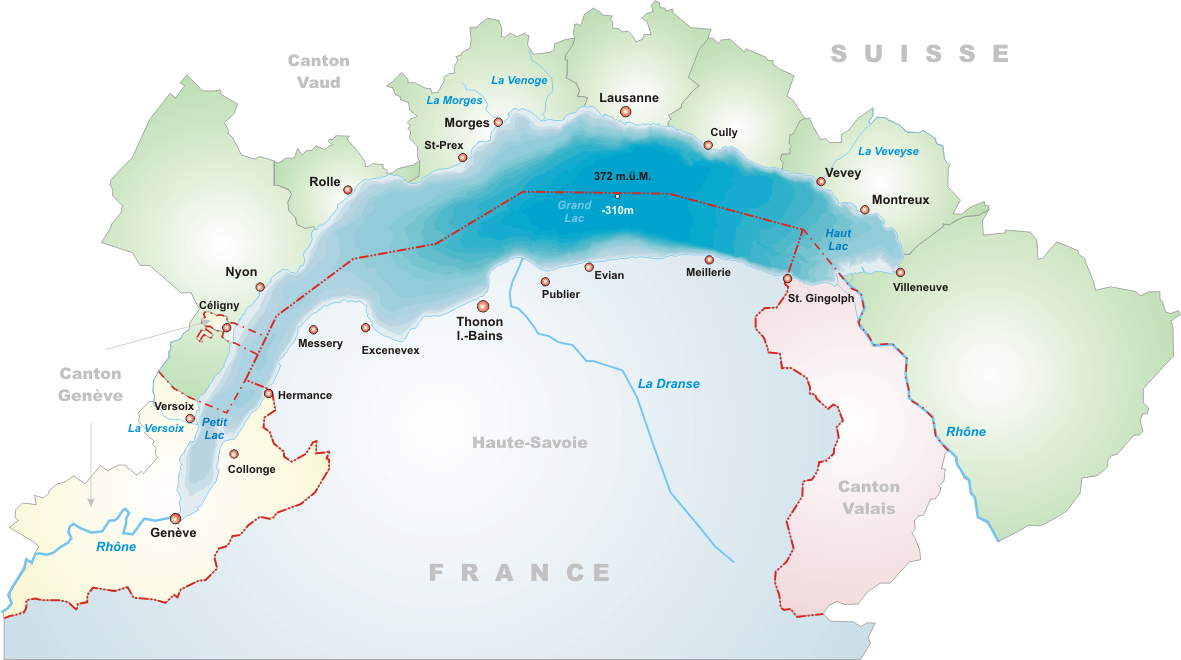
Carte des principales communes autour du Léman.

Le Léman se situe à l'ouest de la Suisse et au nord du département français de la Haute-Savoie, au pied du massif du Jura. La frontière entre la France et la Suisse, fixée à l'origine par le traité de Lausanne de 1564 entre le duché de Savoie et la Suisse, se trouve sur l'axe du lac jusqu'à ce que celui-ci soit rejoint par le prolongement de la frontière terrestre.
Le niveau du lac est régulé artificiellement à une altitude fluctuant entre 371,7 et 372,3 mètres depuis 1884. L'altitude moyenne de la surface du lac, mesurée entre 1943 et 2008, se trouve à 372,05 mètres ; son altitude minimum a été mesurée à 371,78 mètres en 1949 et son maximum à 372,19 mètres en 1977. La profondeur maximale du Léman se situe à 309,7 mètres au-dessous de la surface du lac, tandis que la profondeur moyenne du lac est de 152,7 m.
Les rives du lac s'étendent sur 200,2 kilomètres, dont 58 en France, 102 dans le canton de Vaud 7,6 en Valais et 32,6 dans le canton de Genève. Le Léman est le plus grand lac d'Europe de l'Ouest. Sa superficie totale de 580,1 km2 est partagée entre la France (234,8 km2) et la Suisse (345,3 km2 dont 298,0 km2 dans le canton de Vaud, 10,6 km2 en Valais et 36,7 km2 dans le canton de Genève). Les principales villes au bord du Léman sont Genève, Lausanne et Montreux en Suisse et Évian-les-Bains et Thonon-les-Bains en France. Au total, 65 communes sont riveraines du Léman.

### Origine et géologie

#### Contexte régional

Carte tectonique simplifiée de la région lémanique. MCE = Massifs cristallins externes.

Le bassin lémanique est constitué par trois unités géologiques principales,. Les roches sédimentaires mésozoïques du domaine jurassien constituent le substratum rocheux profond dont la partie émergente forme le massif du Jura ainsi que le Salève. Son implication sur le Léman se réduit à la présence d'accidents décrochant qui traversent le bassin lémanique du nord-ouest au sud-est mais sans avoir d'impact sur les dépôts superficiels quaternaires. À la verticale du Léman, ces roches constituent un substratum plongeant sous les reliefs des Préalpes et des massifs cristallins externes dans le cadre de l'orogenèse alpine. La dépression occasionnée par la flexure de la plaque eurasiatique plongeant sous la plaque africaine constitue le bassin d'avant-pays nord alpin dont le remplissage molassique forme l'encaissant du lac. La molasse, datant de l'Oligocène et du Miocène, est subdivisée en deux grands ensembles tectoniques. La molasse du plateau (Chattien - Aquitanien) est très peu déformée et correspond à la moitié nord-ouest de l'encaissant du lac. La moitié sud-est du lac est creusée dans la molasse subalpine ou molasse charriée (Rupélien). Cette dernière chevauche la molasse du plateau et se distingue par de nombreuses déformations entraînant la formation de reliefs d'altitude modérée tels que le mont Pèlerin. La molasse subalpine est surmontée à son tour par les nappes helvétiques des massifs subalpins (massif des Bornes) et ultrahelvétiques à penniques du massif du Chablais (Trias à Éocène). Ces dernières servant aussi localement (Meillerie - Saint-Gingolph) de substrat rocheux au Léman. Ainsi le Grand-Lac repose sur une juxtaposition d’unités tectoniques depuis les nappes penniques des Préalpes jusqu’à la molasse du Plateau tandis que le Petit-Lac est intégralement creusé dans la molasse du Plateau.

#### Origine du lac
« Tandis que nombre de lacs ont une nature parfaitement simple et évidente à la première étude, le Léman, comme du reste la plupart des lacs subalpins, est difficile à expliquer ; sa théorie est encore obscure et en grande partie hypothétique. La géologie moderne est arrivée à établir quelques faits positifs de son histoire ; d'autres restent encore à l'état de pure hypothèse. »

— 1892, Forel

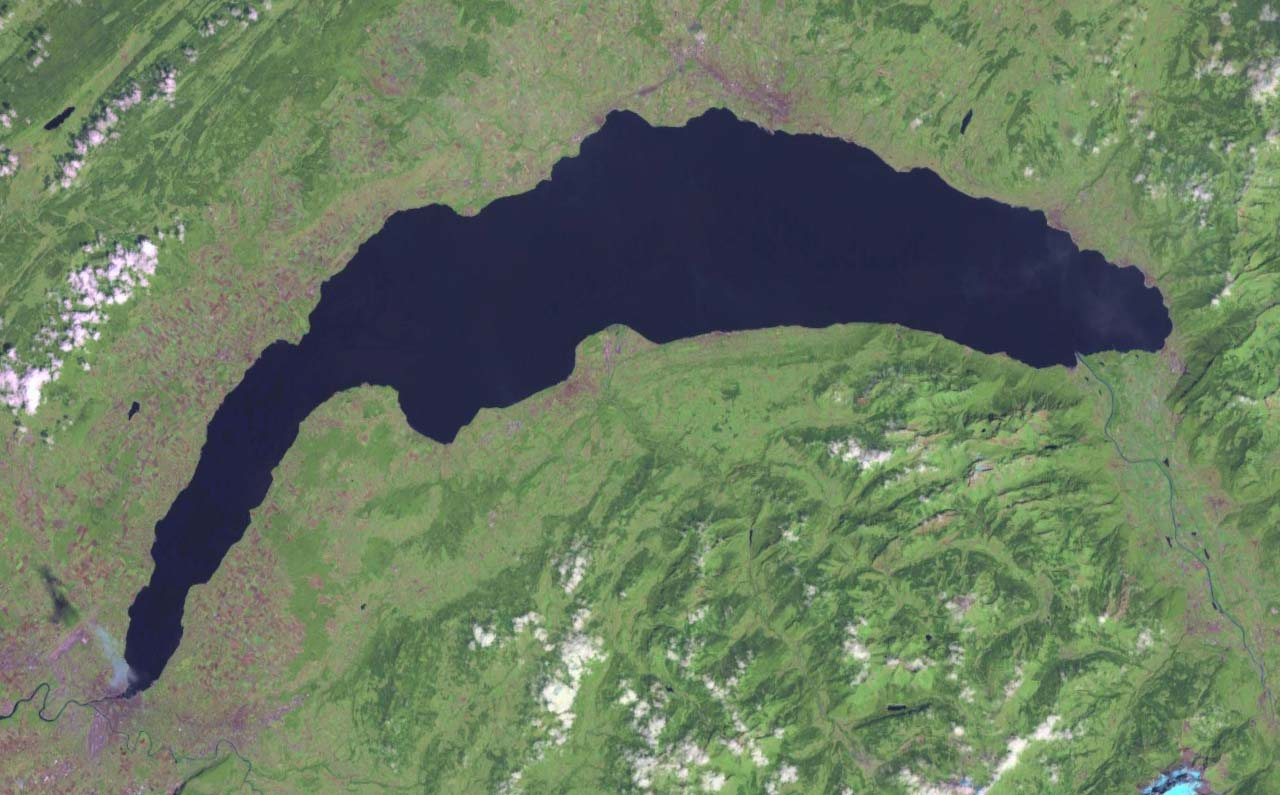
Vue satellite du Léman.

Trois écoles se sont opposées sur l'origine du Léman (et des grands lacs alpins en général) entre la seconde moitié du XIXe siècle et les années 1970,, : l'influence tectonique, l'origine glaciaire et un modèle mixte invoquant à la fois une érosion fluviatile et une déformation tectonique. Si l'origine tectonique bénéficie de nombreux soutiens jusque dans les années 1970, les travaux réalisés à partir de l'imagerie sismique du substratum lacustre dans les années 1980 corroborent la thèse de l’émergence du Léman par surcreusement glaciaire du glacier du Rhône lors des grandes phases des glaciations quaternaires,.

##### Hypothèse tectonique
Louis Albert Necker est le premier à proposer en 1841 une origine tectonique au Léman. Elle bénéficie d'un appui large auprès de la communauté scientifique dès les années 1860. Trois mécanismes différents sont proposés pour justifier une origine tectonique du Léman.
Le premier invoque la formation de plis : Pierre Jean Édouard Desor suggère que des plissements auraient favorisé la formation d'un lac de cluse (le Grand-Lac) tandis que la partie occidentale du Léman depuis Lausanne serait un lac d'érosion. Charles Lyell est le premier à proposer une théorie générale des lacs alpins en 1864 ; selon lui, le soulèvement des Alpes aurait été suivi par une série d'affaissements qui auraient engendré des cuvettes finalement comblées par l'eau. Cette théorie est ensuite reprise et développée par Albert Heim en 1891.
Le second modèle décrit la cuvette du Léman comme un graben et sous-entend la présence de failles normales qui longeraient le lac, l'une au nord longeant la côte vaudoise de Lausanne à Villeneuve et une seconde au sud sur la rive française entre Lugrin et le Bouveret. Bernhard Studer, en 1864, est l'un des premiers à le proposer. Alphonse Favre (1885) propose un modèle décrivant la formation du Léman par un assemblage de plis et de cassures. Ce modèle est tardivement remis au goût du jour par la supposée identification de failles dans le substratum du Léman à partir des données d'imagerie sismique et qui délimiterait une structure en graben dans le Petit-Lac,,. Bien qu'ils ne prouvent pas que le Grand-Lac soit lui aussi d'origine tectonique, un autre travail datant de 1969 aurait identifié la présence d'une faille au large d'Évian-les-Bains et suggérerait que le socle lémanique serait découpé en plusieurs compartiments qui auraient joué lors d'une phase de néotectonique générale de l'Europe. Les données sismiques ont par la suite infirmé l'existence d'une faille au nord tandis que la faille sud s'est révélé être le plan de chevauchement au font de la nappe des Préalpes médianes. Par ailleurs, l'orientation des plans de faille (plongent vers le sud-est) et leur mécanicisme (failles liées à un charriage) sont néanmoins en contradiction avec cette théorie.
Enfin, le troisième modèle est élaboré par Augustin Lombard en 1939 et lie la formation du lac à la mise en place des nappes. Il interprète le Petit-Lac comme une zone surélevée par les nappes de l'Helvétique supérieur  (initialement suggéré par Édouard Paréjas en 1938) tandis que le Grand-Lac serait une zone affaissée par le poids des nappes des Préalpes médianes. Ces deux compartiments seraient par ailleurs délimités par des structures transversales nord-sud datant du Quaternaire. Cette hypothèse est ensuite remaniée par Colette Serruya et al. en 1966 sur la base des premiers résultats obtenus par réflexion sismique dans le lac. Ils considèrent que les terrains molassiques entre le Jura et les Préalpes se seraient déformés parallèlement à la chaine jurassienne ce qui aurait conféré sa morphologie au Petit-Lac tandis que le Grand-Lac résulterait du chevauchement de la molasse subalpine qui aurait formé un haut-fond et expliquerait sa courbure vers le nord. Le poids des nappes aurait ensuite provoqué un affaissement de la région qui aurait permis son ennoiement.

##### Hypothèse de l'érosion fluviatile
François-Alphonse Forel suggéra un modèle très proche de celui de Lyell en constatant que la soubassement rocheux s'enfonce d'aval en amont. Il en déduit que le soulèvement des Alpes a favorisé une érosion fluviatile importante qui a creusé des vallées en pentes continues jusqu'à la mer puis un affaissement général des Alpes, lié à la mise en place des glaciers, entraina la formation de contre-pentes dans les vallées ce qui leur conféra la morphologie étroite et allongée caractéristique des lacs alpins. L'alluvionnement dans les vallées, après le retrait glaciaire, les aurait ensuite progressivement comblé et restreint les lacs dans leur position actuelle. Cette hypothèse est reprise par G. Bourdon puis par André Delebecque. Toutefois ce modèle est jugé peu crédible car plusieurs cycles glaciaires se sont succédé au Quaternaire, ce qui impliquerait une succession de soulèvement et d'affaissement.
Plus récemment, un modèle comparait la vallée du Rhône en amont du Léman aux canyons du sud des Alpes formés lors de la crise de salinité messinienne qui furent creusés par les rivières jusqu'à atteindre une profondeur inférieure au niveau actuel de la mer. Ce modèle est néanmoins en contradiction avec la remontée du substratum lémanique marquant la transition entre le Grand-Lac et le Petit-Lac.

##### Origine glaciaire
Andrew Ramsay, et John Tyndall sont les premiers dès 1862 à proposer que les lacs alpins seraient dus au surcreusement glaciaire, théorie reprise en France par Gabriel de Mortillet. Leur hypothèse est ensuite corroborée par les travaux de Albrecht Penck et de Eduard Brückner sur les glaciers alpins.
L'hypothèse de la formation des lacs par l'action des glaciers est ensuite reprise par Étienne Joukowsky en 1920 puis par Léon-William Collet en 1925 dans son traité sur les lacs. Des géographes soutiennent aussi l'hypothèse d'une érosion glaciaire comme Emmanuel de Martonne, André Allix et Jules Blache.
Élie Gagnebin propose en 1937 un modèle de formation du Léman qui repose sur la présence de plateau morainique et de dépôts glaciaires sur les flancs des Préalpes et qu'il interprète comme d'anciennes auges glaciaires. L'auteur décrit la formation du lac au travers des quatre stades glaciaires (Gunz, Mindel, Riss et Würm).
Aujourd'hui les recherches les plus récentes insistent sur le creusement de la cuvette du Léman par les avancées du glacier du Rhône lors de grandes phases de glaciation,. En effet, le glacier du Rhône recouvrait la région de l'actuelle Vevey d'environ un kilomètre de glace et la région genevoise d'environ 700 mètres. Lors de la glaciation de Würm, le glacier du Rhône descendait depuis le Valais et se séparait en deux parties distinctes : l'une partant vers l'ouest en direction de Genève puis Lyon présente une forme arquée en contournant les reliefs du massif du Chablais, l'autre est dévié vers le nord-est par le Jura en direction du Plateau suisse et rejoint le Rhin. À la déglaciation, la déformation du socle entraine la mise en place d'une ligne de séparation des eaux au nord entre Châtel-Saint-Denis et Eclepens, les écoulements privilégient un drainage vers l'ouest en direction de Genève et s'accompagne de la capture de la Dranse et de la Venoge par le Rhône. Un affluent du Petit Lac creuse le seuil d'Yvoire et met en communication les deux bassins versants auparavant séparés ; le Léman prend ainsi sa forme actuelle.

#### Stratigraphie

Comparaison des unités sismiques du Petit Lac et du Grand Lac. Les âges sont par défaut Avant le présent sauf * (Avant notre ère).

Coiffant le soubassement rocheux dont les roches les plus jeunes sont datées du Miocène inférieur (Molasse d’eau douce inférieure), la série stratigraphique du Léman comprend une séquence glaciaire à glacio-lacustre du Pléistocène inférieur surmontée par des dépôts lacustres holocènes. Leur description repose sur des relevés d’imagerie sismique, qui ont abouti à la description d’unités sismiques, et sur des carottages pour certaines d’entre elles. Ces accumulations sédimentaires présentent néanmoins des disparités entre le Petit Lac et le Grand Lac.

##### Érosions successives
Une succession de périodes d’érosion relative à l’avancée des glaciers durant les périodes glaciaires successives au Pléistocène marque le creusement du bassin lémanique dans le substrat rocheux. Durant cette période, les sédiments glaciaires déposés durant chaque cycle sont systématiquement érodés par les phases de glaciations ultérieures si bien que seuls subsistent aujourd’hui, à quelques exceptions près, les dépôts glaciaires datant au moins du dernier maximum glaciaire.
Les plus anciennes traces de dépôts glaciaires correspondent au lac d’Écoteaux,, au nord de Vevey, situé à plus de 400 m au-dessus du niveau actuel du lac et témoigne d’un relief encore peu raboté par les glaciers. Ces dépôts datés de la base du Pléistocène inférieur (−780 000 ans) se prolongeraient jusqu’au maximum de la glaciation de Würm.

##### Séquence glaciaire à glacio-lacustre
La séquence glaciaire à glacio-lacustre est décrite dans le Petit Lac où elle est aussi la plus développée. Cette différence avec le Grand Lac s’expliquerait par la géométrie étroite du Petit Lac qui aurait empêché que le glacier atteigne le fond de la vallée glaciaire, laissant un espace d'accommodation suffisamment important pour favoriser le dépôt d’une épaisse série glaciaire. Elle est subdivisée en 12 unités sismiques (U1 à U12). Elles sont majoritairement composées de sédiments fins (argile à silt) laminés. L’unité U1 serait antérieure au maximum de la glaciation de Würm. Des dépôts équivalents sont généralement attribués aux glaciations du Riss voire au début du Würm. Les unités U2 à U6 correspondent à des dépôts glaciaires contemporains du dernier maximum glaciaire. C’est la séquence la plus épaisse (jusqu’à 150 m). L’unité U2 est ainsi considéré comme la première séquence de dépôt du dernier cycle glaciaire. Cet intervalle est entrecoupé par des niveaux de diamictite et de tillite. Les unités U7 à U12 marquent l’ultime déglaciation du glacier du Rhône (Dryas ancien) et décrivent une accumulation glacio-lacustre (inférieure à 100 m d’épaisseur) liée à l’apparition d’un lac qui s’étend au fur et à mesure du retrait du glacier du Rhône. La distribution de ces unités ainsi que la présence de tillite et de moraine de poussée montrent toutefois que la période de déglaciation est marquée par deux périodes de réavancées (stade de Coppet, U9 et de Nyon, U11) liées à des phases de refroidissement mineures. L’unité U12 enfin marque le début des apports fluviatiles dans le lac.
Dans le Grand Lac, les dépôts équivalents ont été reconnus uniquement en imagerie sismique. Deux séquences glaciaires et deux séquences lacustres ont été reconnues ainsi que plusieurs surfaces d’érosion. Celle séparant les deux séquences glaciaires est associé au stade de Nyon ce qui permet de définir que l’unité glaciaire inférieure est équivalente aux unités U1à U10. L’unité glaciaire supérieure est alors équivalente à U12 et se concentre uniquement dans la partie occidentale du Grand Lac. Les dépôts présentent par ailleurs une extension discontinue, notamment sur les flancs mais peuvent se montrer très épais dans l’axe central du lac.

##### Séquence lacustre
La phase de remplissage lacustre débute à la fin du Pléistocène et se poursuit actuellement. Elle correspond aux unités sismiques U13 et U14 dans le Petit Lac qui décrivent un remplissage mineur (quelques dizaines de mètres au maximum) contrôlé par les apports des cours d’eau et des courants lacustres. Les dépôts forment respectivement des cônes deltaïques et des contourites. Ces dernières, plus abondantes, répandent les apports sédimentaires sur le fond du lac. Elles résultent du passage de courants de fond qui circulent en sens inverse des courants de surface, qui sont eux-mêmes influencés par l'orientation des vents dominants. Une campagne d'imagerie sismique dans la région de Corsier et des Hauts-Monts a ainsi mis en évidence que le régime des vents a fortement varié au cours du Quaternaire oscillant entre des directions SO et NE ce qui s'est matérialisé par des modifications des circulations des courants de fonds et donc sur la dispersion des sédiments.
Dans le Grand Lac, ces dépôts sont nettement plus épais que les séries glacio-lacustres (50 à 350 m). Ils sont aussi alimentés par les affluents du Léman mais ils sont surtout entrecoupés par neuf séquences de transport en masse dans les trente derniers mètres de la séquence lacustre. Ils sont séparés par dépôts argilo-silteux laminés de sédiment hémipélagique d'épaisseur décimétrique. Ces dépôts massifs résultent d’évènements ponctuels comme celui du Tauredunum qui se sont produits entre 3 895 ± 225 ans AP et 1 387 ans AP. Ces dépôts chaotiques à dominante argileuse ont une épaisseur qui varie entre 2 et 10 m d'épaisseur et sont globalement évalués entre 1 et 250 millions de m3 de sédiments. Ils résulteraient d'instabilité de pente, les niches d'arrachements demeurent visibles sur les versants nord et sud du Grand Lac, ou d'effondrement du delta du Rhône, ce dernier générant les plus gros volumes de transport en masse. Ces différents évènements sont eux-mêmes provoqués par des séismes, des surcharges sédimentaires voire des modifications de pressions dans le sédiment engendrées par les résurgences au fond du lac. Plusieurs d'entre eux sont ainsi corrélés avec des évènements sismiques comme le tremblement de terre d'Aigle en 1584, celui de l'Âge de Bronze précoce (3 695 ans AP) et de 2 200 ans AP. Quatre autres sont attribués à des effondrements de delta dont le plus récent est celui du Tauredunum ce qui suggère un taux de récurrence de 300 à 500 ans. Le volume des dépôts les plus importants serait suffisant pour générer un tsunami dont la hauteur des vagues pourrait atteindre de 1 à 3 m de haut voire plusieurs mètres de haut pour l'épisode du Tauredunum.
Le toit de la succession est enfin composé d'une couche de sédiment hémipélagique de 5 m d'épaisseur qui forme un drapage et lisse le relief lacustre. Cette succession est interrompu par plusieurs évènements turbiditiques. Ces dépôts présentent une teinte plus sombre que la sédimentation hemipélagique de couleur grise et sont d'épaisseur centimétrique. Ils sont déclenchés par des épisodes crues des affluents (Rhône ou Dranse) ou par des épisodes d'instabilité des cônes sous-marins associés à ces affluents. Deux groupes sont identifiés d'après leur composition : les turbidites de composition siliciclastique sont affiliées à des apports du Rhône tandis que les turbidites carbonatés proviennent de la Dranse. Certaines turbidites sont associées, avec incertitude, avec le tremblement de terre d'Aigle de 1584 (1 500 ± 100 ans AP), un épisode de vidange de lac (1 785 ± 115 ans AP) se produisant entre le XVIIe siècle et le XVIIIe siècle. L'épisode le plus récent correspond à une instabilité sur le cône sous-marin du delta de la Dranse qui se serait produit en 1 974 ± 4 ans AP. La faible fréquence des épisodes turbiditiques dans le Haut-Lac (de 0,017 à 0,03 turbidites par an) contraste par ailleurs avec le niveau d'activité du delta du Rhône où ont été enregistrés cinq évènements au cours de 78 jours de mesures et souligne que seuls des évènements majeurs atteignent le plaine abyssale du Haut-Lac.

### Bathymétrie

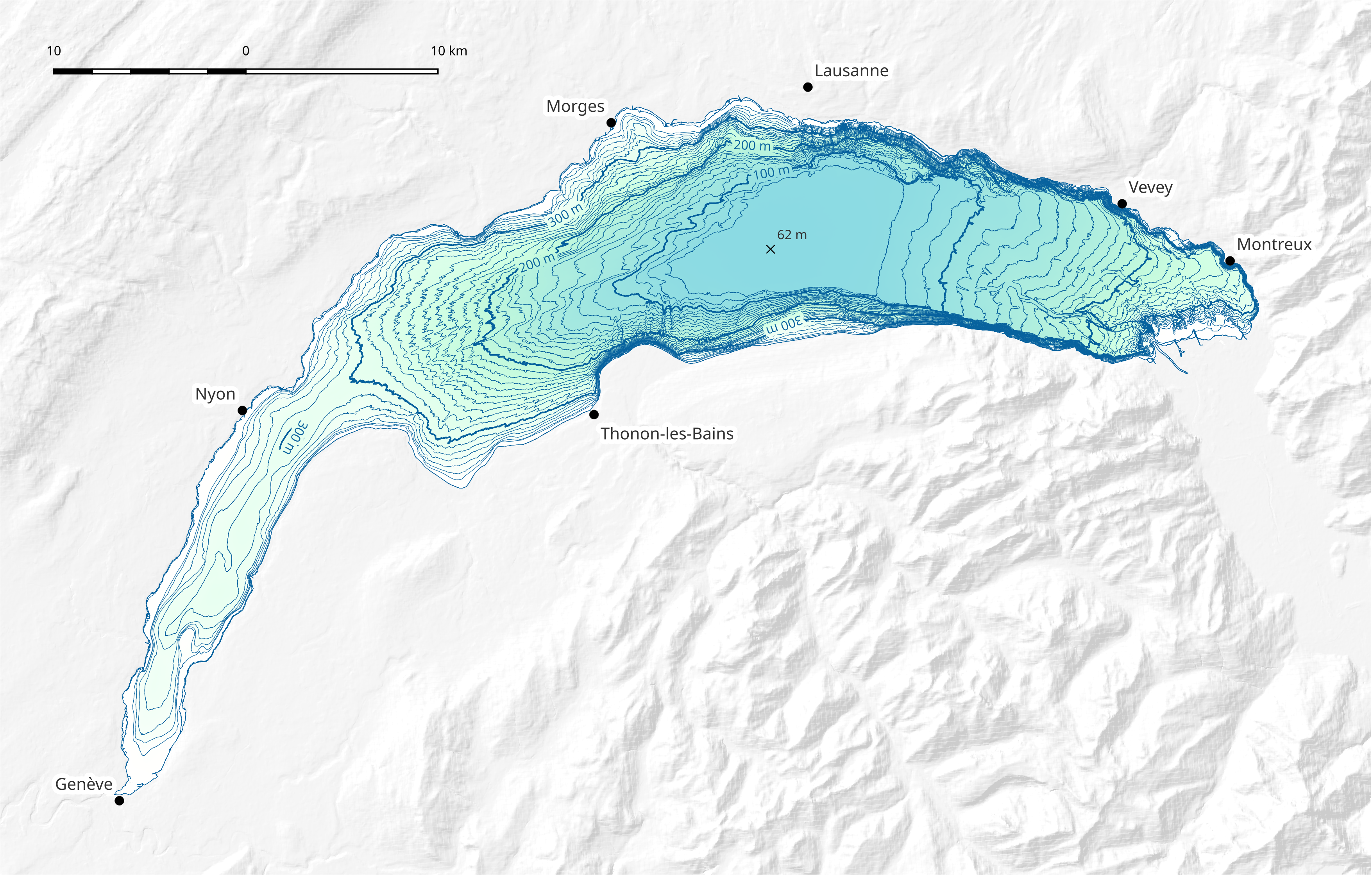
Carte bathymétrique du Léman.

En raison de son origine glaciaire, le Léman présente une topographie similaire à celle des vallées glaciaires avec notamment un fond partiellement plat au milieu du lac. Les variations bathymétriques permettent de distinguer le Haut Lac, constituant le versant amont du lac, du Grand Lac qui définit la partie centrale et la plus profonde du lac tandis que le Petit Lac se distingue par une profondeur inférieure à 70 m.
Horace Bénédict de Saussure est le premier à s'être intéressé à la profondeur du lac qu'il évalue dans le cadre de ses mesures de la température de l'eau auquel lui succèdent Henry De la Beche, Charles Martins et, Marc-Auguste Pictet et Jacques-André Mallet. La première carte bathymétrique est réalisée en 1892 par François-Alphonse Forel à partir d'une compilation de mesures effectuées par plusieurs auteurs entre 1873 et 1889 dont Philipp Gosset et J. Hörnlimann dans le cadre de l'édification de l'Atlas topographique de la Suisse. Elle est complétée plus tard par celle de André Delebecque en 1898 pour la partie française. La carte de Forel est reprise par l'Office fédéral de topographie comme carte topographique officielle jusqu'au XXIe siècle. Dès les années 1960, des campagnes de prospection sismique sont menées dans le lac,. Elles aboutissent à la première carte bathymétrique précise du lac. La carte bathymétrique officielle de Forel est depuis remplacée par une nouvelle version établie à partir de données obtenues par échosondeur multifaisceaux,.

#### Haut Lac
Le Haut Lac sert de transition depuis la vallée du Rhône et est occupé par le prolongement sous-lacustre au delta du Rhône qui est traversée par une série de canyons. Il se présente sous la forme d'un plateau en pente douce sur toute sa largeur tandis que les rives sud et nord forment des escarpements hérités de l'érosion glaciaire. Quelques reliefs correspondant à des affleurements conglomératiques de la molasse subalpine (équivalents aux poudingues du mont Pèlerin) rompent la monotonie et forment des crêtes orientées nord-ouest - sud-est. Neuf canyons sous-lacustres ont ainsi été identifiés depuis les premiers travaux de cartographie du Léman par François-Alphonse Forel et André Delebecque dès 1885
,,,. Leur nombre reflète les variations de configuration du delta du Rhône au cours du temps et de la localisation de l'embouchure principale du fleuve. Par opposition, les embouchures des rivières voisines (Veveyse, Baie de Clarens, Baye de Montreux, Veray, Tinière et Morge) constituent des rentrants mineurs dans la bathymétrie du lac et ne présentent pas de canyons sous-lacustres.
À la suite d'opérations d'endiguement du Rhône en amont du lac entre 1863 et 1894, le delta du Rhône s'est stabilisé et alimente aujourd'hui un unique canyon, appelé aussi canyon principal,, long de 14 km, d'une largeur pouvant atteindre environ 1 km à l'embouchure et profond de 40-50 m. Il est emprunté par des courants de turbidités issus du Rhône qui, outre leur charge sédimentaire, présentent une différence de température suffisamment importante avec les eaux du lac pour être assez denses et plonger par gravité sous la surface. Ils constituent la principale source d'apport sédimentaire dans le lac et permettent leur épandage dans la plaine centrale du lac. Ces courants sont particulièrement fréquents lors des périodes de crue du Rhône durant lesquelles ils peuvent être actifs pendant plusieurs heures. Deux petits canyons au nord-est du canyon principal sont réactivés ponctuellement lorsque les courants liés aux épisodes de crue débordent du canyon principal. Enfin, un canyon, situé à l'extrémité ouest du delta et longeant le littoral de Saint-Gingolph, constitue le prolongement sous-lacustre du canal Stockalper. son activité est indépendante du canyon principal.
Les apports sédimentaires sont dominés par des graviers fluviatiles qui forment une épaisse accumulation (10 m) à l'embouchure du delta du Rhône tandis que les fractions plus fines (sables, silts) sont exportés au large dans les canyons. Une partie se dépose au fond des canyons, voire sur les épaulements des canyons lorsque les courants sous-lacustres débordent, et le reste est transporté jusque dans la plaine centrale. Les graviers font l'objet d'une exploitation depuis 1929 dans le lac mais aussi jusqu'à 1,5 km en amont de l'embouchure. Cependant, le développement de nombreux barrages dans le bassin versant du Rhône et sa canalisation ont entrainé une diminution significative des apports sédimentaires dans le lac ce qui provoque une migration des dépôts sédimentaires vers le delta et non plus dans la plaine centrale. Enfin la pente du delta est aussi soumise à des instabilités gravitaires qui peuvent entrainer le glissement d'un volume plus ou moins important de sédiment vers la plaine centrale. Celui-ci peut alors entrainer un déplacement de masse d'eau suffisamment important pour engendrer un tsunami comme celui du Tauredunum.

#### Grand Lac
Le Grand Lac forme la partie la plus profonde du lac (plus de 300 m). Elle se caractérise dans sa moitié est par une zone relativement plate, la plaine centrale, qui s'étend sur toute la largeur du lac. Les rives sud et nord demeurent escarpées mais leur pente s'adoucit. La moitié ouest du Grand-lac sert de transition avec le Petit lac sous la forme d'une pente vallonnée. Les rives présentent alors une pente douce, à l'exception du delta de la Dranse qui marque une avancée dans le lac.

#### Petit Lac
Le Petit Lac se distingue par sa profondeur relativement faible (inférieure à 70 m), diminuant à moins de 10 m vers l'exutoire à Genève. La bathymétrie relativement homogène est uniquement contrariée par une dépression s'enfonçant sous les 300 m d'altitude en aval du resserrement de Promonthoux et d'un haut-fond, les Hauts-Monts, qui forme un promontoire sous-marin (9 à 14 m de profondeur) depuis la rive gauche à hauteur de Corsier,.
Sa topographie n'est pas directement affectée par son héritage glaciaire au cours duquel des gorges étroites ont été creusées mais l'épaisse couverture sédimentaire (200 m) qui scelle ces paléoreliefs nivelle la surface et forme localement des reliefs de faible amplitude qui témoignent du retrait progressif du glacier du Rhône. La bathymétrie actuelle présente ainsi une morphologie constituée d'un assemblage de fosses et de barres de longueur kilométrique dont la distribution est aujourd'hui contrôlée par les courants transitant à travers le Petit Lac.

### Hydrographie

#### Bassin versant

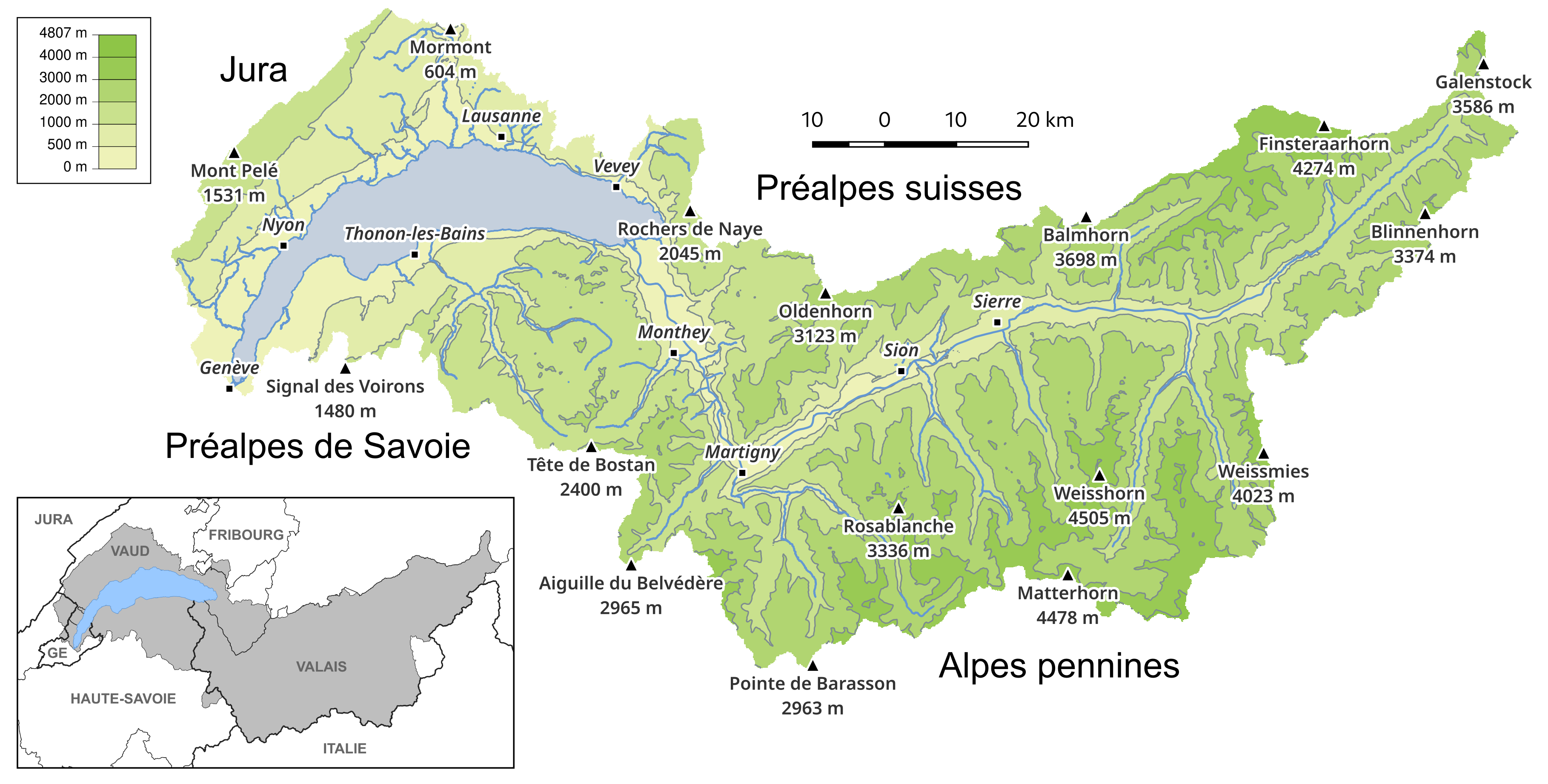
Carte topographique du bassin versant du Léman.

Le Léman est alimenté par un bassin versant qui s'étend sur 7 395 km2 à travers les cantons suisses romands du Valais, de Vaud, de Fribourg et de Genève, ainsi que des départements français de Haute-Savoie et de l'Ain. Les sources sont situées dans les Alpes pennines, les Préalpes suisses, les Préalpes de Savoie et le Jura. Ses principaux affluents sont par ordre décroissant le Rhône, la Dranse, l'Aubonne, la Venoge et la Versoix.
Le Rhône en amont du Léman (débit moyen de 179,2 m3/s entre 2005 et 2015) contrôle l'hydrographie du lac. Ses variations, principalement dues à l'influence glaciaire, génèrent des fluctuations du niveau du lac que François-Alphonse Forel a mesuré comme étant en moyenne de 1,54 m entre l'été et l'hiver, avant la construction du barrage qui régit le niveau du lac depuis 1883,. Les apports sédimentaires du Rhône sont de l'ordre 3 317 t/an mais cet approvisionnement est aujourd'hui en grande partie influencé par les nombreux ouvrages hydroélectriques construits dans le bassin versant. Les sédiments sont autant issus des unités de socle des Alpes (Alpes pennines) que des unités de couverture sédimentaire (massif du Chablais et préalpes suisses).
La Dranse, l'Aubonne, la Venoge et la Versoix ont respectivement des débits moyens de 16,7, 4,8, 3,5 et 2,7 m3/s et leur bassin versant est entièrement composés de roches sédimentaires. Le Rhône à Genève est également l'unique émissaire du Léman. Son débit moyen est alors de 318,3 m3/s soit presque du double de celui à l'embouchure.
| Canton / Département | Superficie du bassin versant | Part du bassin versant | Part du Canton / Département |
| -------------------- | ---------------------------- | ---------------------- | ---------------------------- |
| Valais               | 5 013 km2                    | 67,59 %                | 95,96 %                      |
| Vaud                 | 1 313 km2                    | 17,70 %                | 40,88 %                      |
| Fribourg             | 39 km2                       | 0,53 %                 | 2,33 %                       |
| Genève               | 66 km2                       | 0,89 %                 | 23,36 %                      |
| Haute-Savoie         | 901 km2                      | 12,15 %                | 20,53 %                      |
| Ain                  | 85 km2                       | 1,15 %                 | 1,48 %                       |

#### Courants et marées

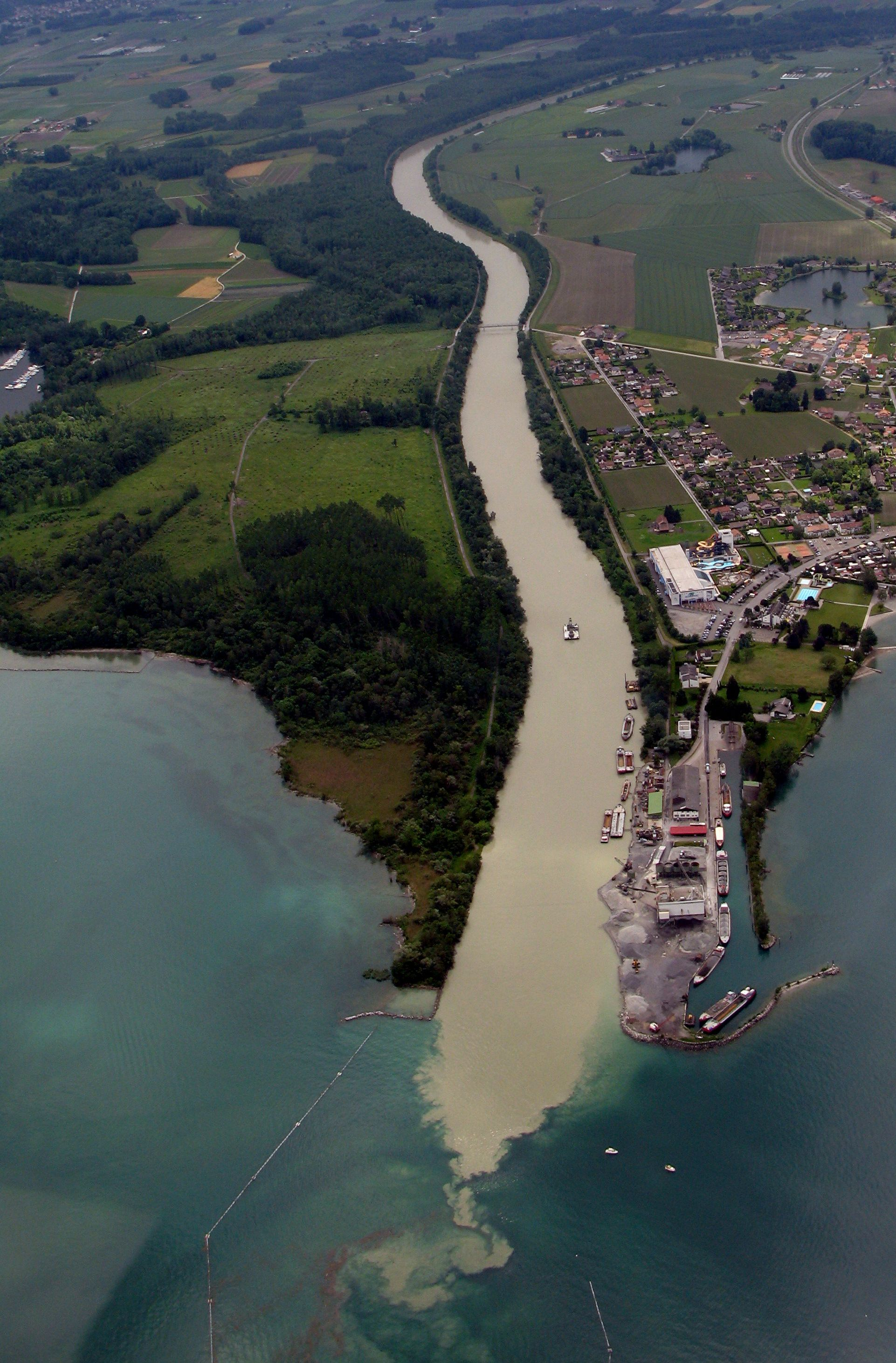
Vue de l'embouchure du Rhône dans le Léman. Le fleuve est particulièrement chargé en sédiments en raison de précipitations importantes en amont du fleuve, additionnées à la fonte du manteau neigeux en altitude.

L'eau des affluents génère, à leurs embouchures, un courant dans le Léman ; le Rhône peut voir son courant (en profondeur dans le lac, suivant le ravin sous-lacustre) s'étaler sur plus de 6 km. De plus, étant de températures différentes de la température moyenne de l'eau du lac, les eaux de ces affluents (souvent d'origine nivale) s'étalent dans cette eau lacustre où elles finissent par trouver leur équilibre densimétrique. Un courant plus faible et plus localisé se créé à l'embouchure, où les eaux du lac s'échappent.
D'origine thermique, d’autres courants horizontaux (très variables) et verticaux (brassage du lac en fin d'année) peuvent également être mesurés. Mais ce sont les courants dus à l'action mécanique des vents qui sont les plus importants, en surface d'abord, puis en réaction avec des courants en profondeur allant en sens inverse des vents.
À l'instar des océans, des mers et des grands lacs, le Léman subit des marées, infimes mais identifiables (de l'ordre de 4 mm).
Durant l'hiver 2017, les eaux du Léman ont été brassées jusqu'à une profondeur de 200 m. Selon la CIPEL, ce brassage n'a pas été complet, le lac ayant une profondeur supérieure à 300 m.

#### Les seiches lémaniques
Il s'agit de deux types d'ondes stationnaires observées dans le lac. Les unes concernent la surface libre, interface entre l'air et l'eau, les autres impliquent la thermocline, interface entre les eaux superficielles (épilimnion) et les eaux profondes (hypolimnion).
Les premières études sur ce sujet ont été effectuées par le naturaliste, physiologiste et limnologue vaudois, originaire de Morges, François-Alphonse Forel.

#### Alluvions
Le lac reçoit 8,3 millions de tonnes d'alluvions par an dont 6,1 de la part du Rhône, 1,1 de la part de la Dranse, et 1,1 pour les autres affluents. À Genève, le Rhône n'évacue qu'une masse d'environ 30 000 tonnes par an.
Les eaux du Léman sont riches en substances dissoutes, notamment carbonates et sulfates de calcium et magnésium ; les matières en suspension sont décelables dans un milieu calme ; la quantité de ces matières arrivant au lac principalement par le Rhône se monte annuellement à 8 millions de tonnes (1966).

### Climat

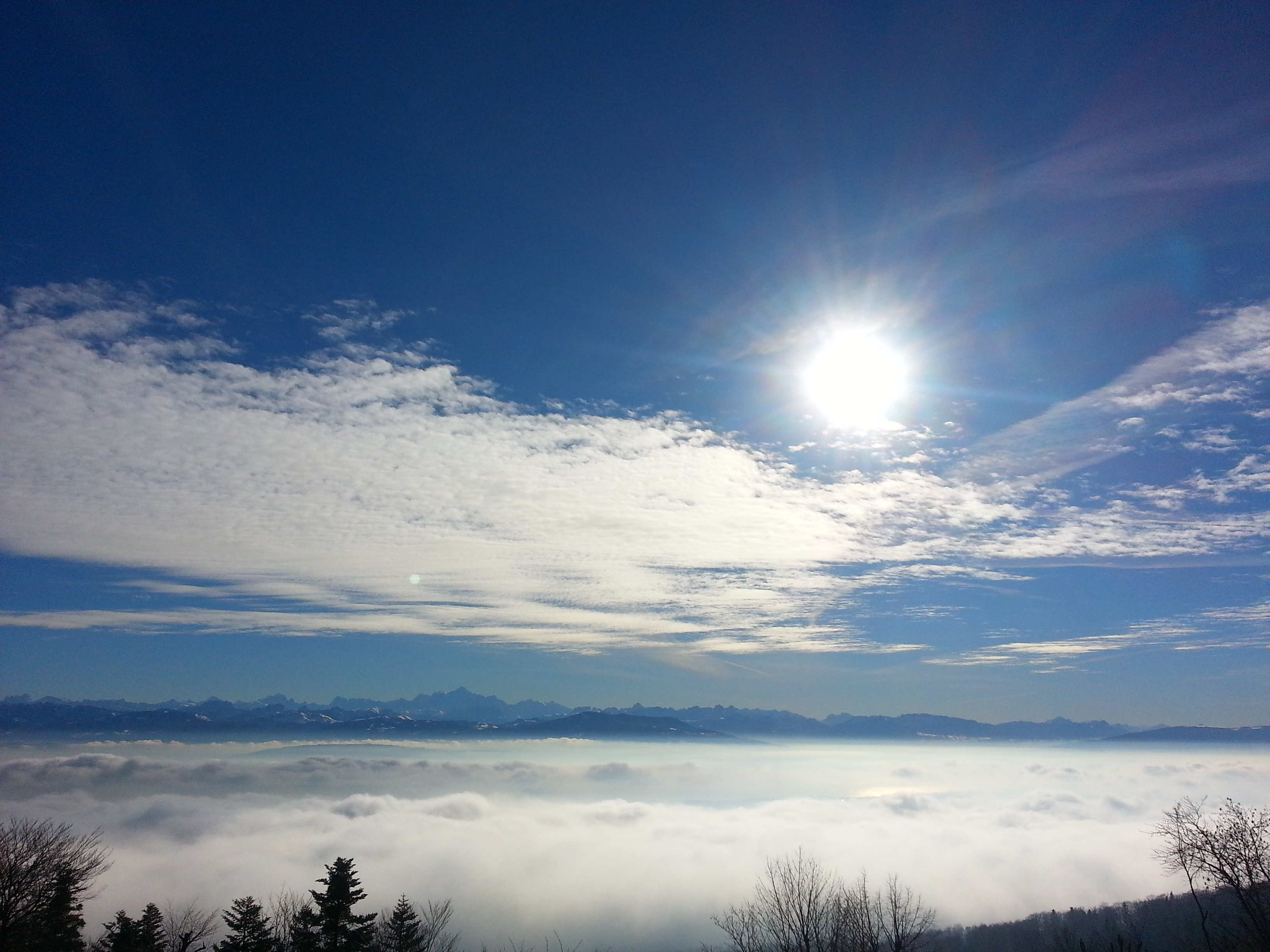
Stratus sur le bassin lémanique.

Situé à la bordure nord-ouest des Alpes, le Léman, par la masse d'eau qu'il contient, crée autour de lui un microclimat, en particulier à Montreux et ses abords immédiats, cette partie de la Riviera vaudoise étant protégée de la bise.
En hiver, le lac restitue la chaleur accumulée durant l'été, ce qui adoucit les températures à son voisinage. En été, il rafraîchit tout son pourtour.
En hiver, en cas de conditions climatiques particulières, avec notamment de l'air sec froid et stagnant en haute et moyenne altitude, l'humidité qui s'élève des eaux du lac se transforme en épais stratus qui s'accumulent sur une épaisseur de deux ou trois cents mètres, épaisse couche pouvant stagner durant deux à trois semaines. Cette mer de nuages déborde souvent du bassin lémanique et envahit les vallées adjacentes jusqu'à une altitude de 800 à 1 000 m.
Selon Météo suisse, le climat de la rive nord du Léman (secteur de Pully) présente, pour la période 1981-2001, des normes climatiques suivantes :
| Mois                                | jan. | fév. | mars | avril | mai  | juin | jui. | août | sep. | oct. | nov. | déc. | année |
| ----------------------------------- | ---- | ---- | ---- | ----- | ---- | ---- | ---- | ---- | ---- | ---- | ---- | ---- | ----- |
| Température minimale moyenne (°C)   | 0,3  | 0,7  | 3,5  | 6,4   | 10,7 | 13,8 | 16,1 | 15,9 | 12,6 | 9,1  | 4,2  | 1,4  | 7,9   |
| Température moyenne (°C)            | 2,2  | 3    | 6,6  | 10    | 14,4 | 17,8 | 20,3 | 19,7 | 15,8 | 11,6 | 6,1  | 3,2  | 10,9  |
| Température maximale moyenne (°C)   | 4,4  | 5,6  | 10,1 | 14    | 18,7 | 22,4 | 25   | 24,4 | 19,8 | 14,6 | 8,6  | 5,3  | 14,4  |
| Ensoleillement (h)                  | 72   | 97   | 159  | 179   | 201  | 229  | 252  | 234  | 183  | 128  | 79   | 58   | 1 872 |
| Précipitations (mm)                 | 77   | 67   | 78   | 87    | 117  | 112  | 92   | 110  | 114  | 113  | 93   | 92   | 1 153 |
| Nombre de jours avec précipitations | 10,1 | 8,8  | 10,2 | 9,8   | 12,1 | 10,4 | 9    | 9,5  | 8,8  | 10,1 | 10,2 | 10,7 | 119,7 |

| Ville             | Ensoleillement · (h/an) | Pluie · (mm/an) | Neige · (j/an) | Température moyenne · (°C) |
| ----------------- | ----------------------- | --------------- | -------------- | -------------------------- |
| Lausanne          | 1 828                   | 1 005           | 8              | 10.5                       |
| Zurich            | 1 531                   | 1 054           | 20             | 9                          |
| Lausanne          | 1 872                   | 1 153           | 10             | 11                         |
| Lugano            | 2 069                   | 1 559           | 4              | 12                         |
| La Chaux-de-Fonds | 1 710                   | 1 441           | 45             | 6                          |

En raison du changement climatique, la température moyenne des eaux de surface du lac (à 5 mètres de profondeur) est passée de 10,9 °C en 1970 à 12,9 °C en 2016 (+ 2 °C en 46 ans).

#### Les différents vents lémaniques

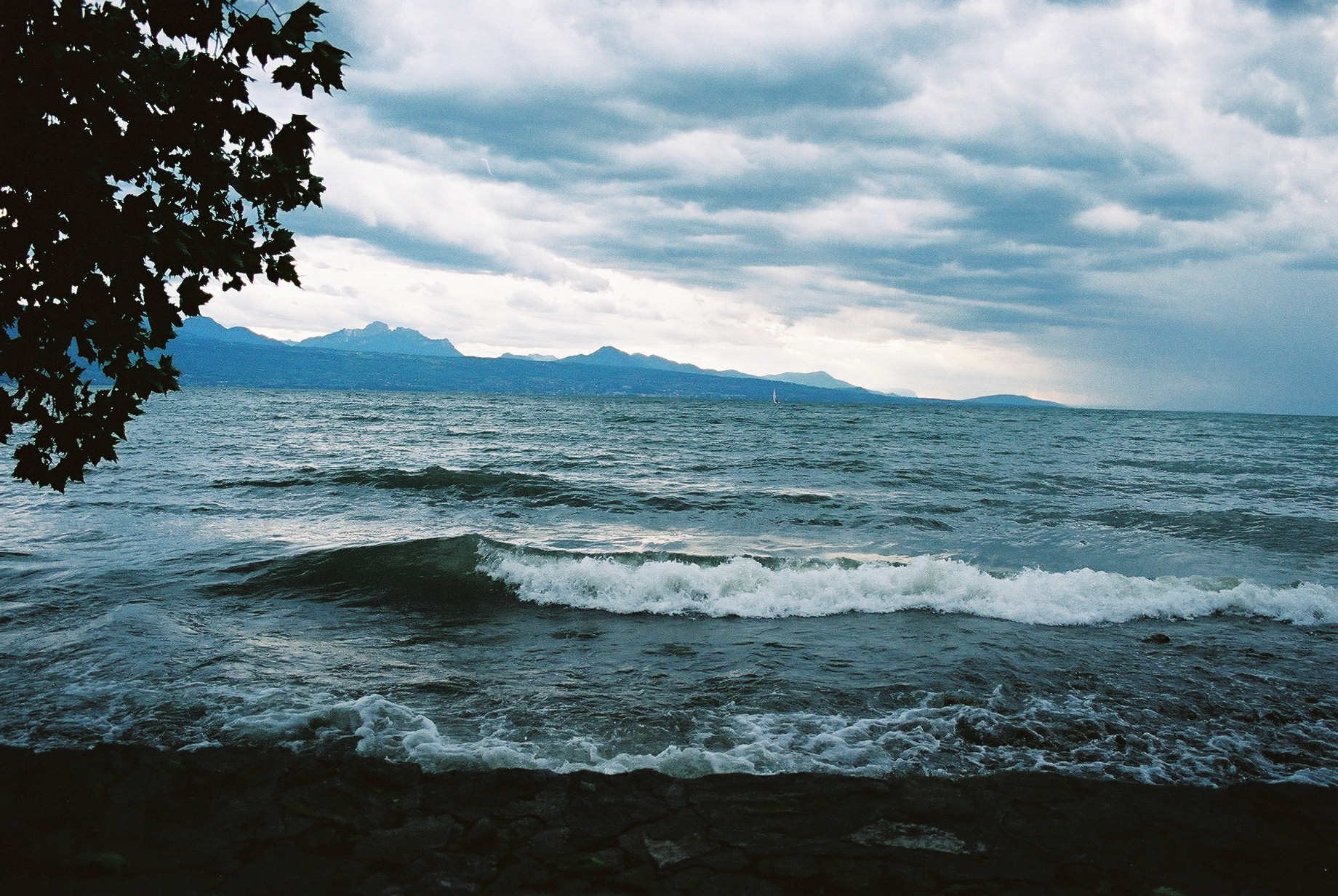
Le vent d'Ouest peut initier un phénomène de vagues importantes sur l'étendue lacustre.

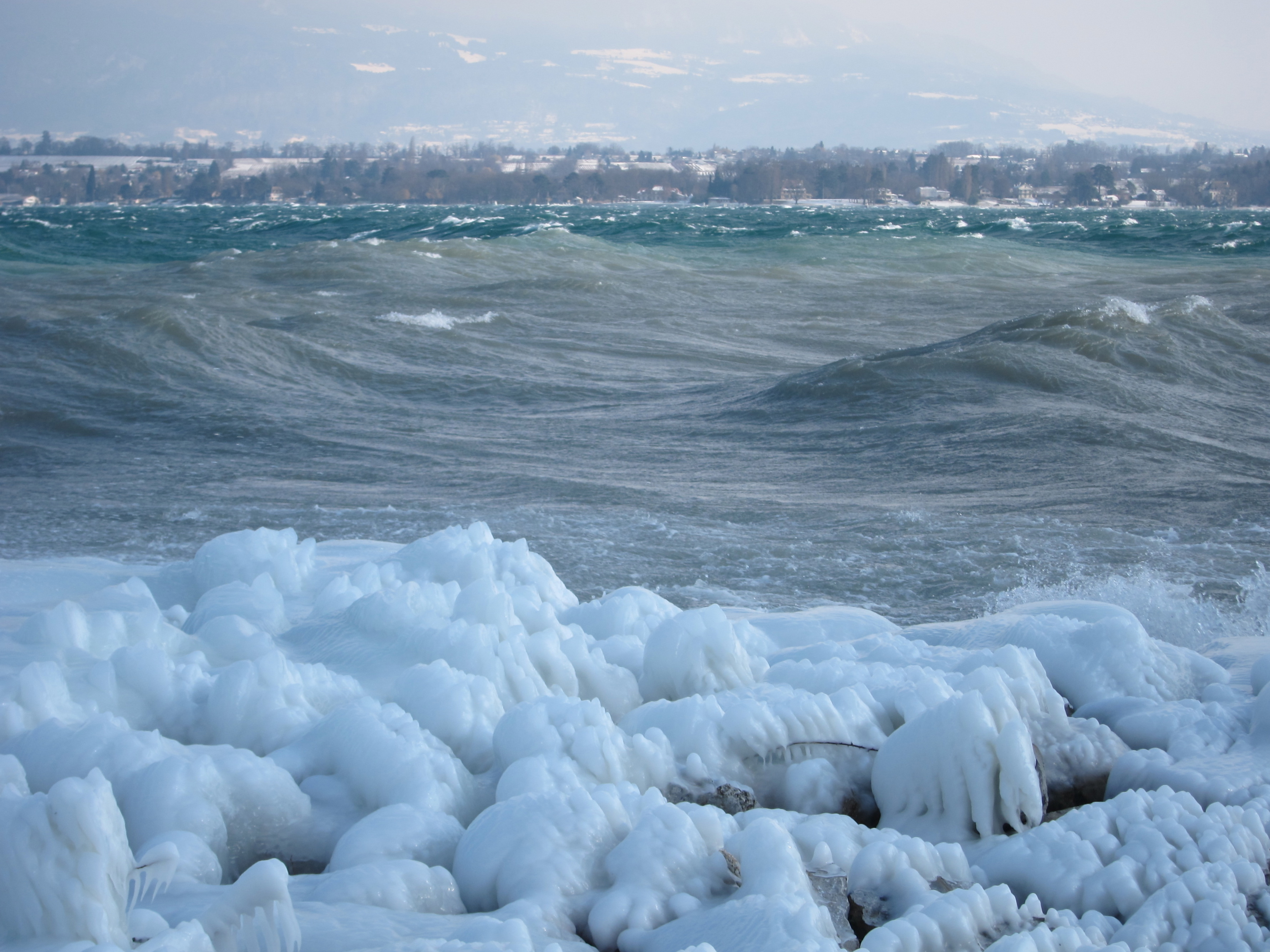
Tempête de bise sur le lac Léman, ici à Versoix en février 2012.

Le Léman est balayé régulièrement par des vents généraux, des vents d'orages et des vents thermiques connus des météorologues locaux, mais aussi des navigateurs et des riverains.

##### Les vents
- Le Vent est un fort vent du sud-ouest à ouest, généralement en été et accompagné par une dépression, Il souffle entre 35 et 70 km/h.
- La Bise est un vent de beau temps, froid et sec provenant du nord-est. En principe, elle se forme entre un anticyclone au nord et une dépression sur le Golfe de Gênes. Elle souffle de manière irrégulière entre 15 et 90 km/h et s’installe entre 3 et 10 jours.
- La Vaudaire (haut lac, parties française et suisse. Vent du sud-est, soufflant à plus de 50 km/h).
- Le Vent blanc (petit lac ou moyen lac, partie suisse. Vent de secteur ouest chaud et régulier qui souffle à environ 25 km/h).
- Le Joran (côte nord, partie suisse. Vent de secteur nord-ouest, fréquent au printemps qui peut souffler à plus de 100 km/h).

##### Les vents d'orage
- Le Bornan (côte sud, partie française, vent du sud, soufflant par rafales jusqu'à 120 km/h).
- Le Môlan (Petit lac, partie française et suisse, vent du sud lié aux orages).

##### Les brises thermiques diurnes
- Le Rebat souffle pendant les heures chaudes depuis le large en direction des rives avec une orientation ouest à nord-ouest. Cette légère brise peut atteindre plus de 20 km/h.
- Le Séchard souffle sur le Petit et le Grand lac durant la journée. Brise légère.

##### Brises thermiques nocturnes
Les brises thermiques nocturnes sont des vents pouvant atteindre 20 km/h. Descendant les vallées par lesquelles elles sont canalisées, elles apparaissent en fin d’après-midi. Un relief abrupt engendre un vent plus fort.
- Le Jorasson souffle de Nyon à Versoix.
- Le Morget souffle entre Morges et Nyon.
- Le Bisoton souffle entre Cully et Saint Sulpice.
- Le Dézaley descend les pentes du Dézaley sur la côte nord entre Rivaz et Cully (côte nord).
- Le Jaman descend depuis le col de Jaman sur la Riviera vaudoise.
- Le Vauderon souffle de l’embouchure du Rhône jusqu’à la Tour-de-Peilz.
- Les Albrans soufflent de terre entre Évian et le Bouveret.
- Le Birran souffle depuis la vallée des Dranses vers le golfe de Coudrée.
- La Môlaine souffle entre Hermance et Yvoire.
- Le Fraidieu souffle dans la Vallée de l’Arve (vent du nord, brise thermique nocturne).

### Îles du Léman
Le lac héberge plusieurs îles, toutes situées sur le territoire suisse :
| Nr. | Nom de l'île                       | Superficie m2 | Distance au rivage m | Commentaire                         | Commune                                | Secteur   |
| --- | ---------------------------------- | ------------- | -------------------- | ----------------------------------- | -------------------------------------- | --------- |
| 1   | Île de Chillon                     | 5070          | 2                    | héberge le château de Chillon       | Veytaux                                | Haut Lac  |
| 2   | Île de Peilz                       | 77            | 480                  | face à Villeneuve et les Grangettes | Villeneuve et Noville[réf. nécessaire] | Haut Lac  |
| 3   | Île de Salagnon (Île aux Mouettes) | 1450          | 110                  | près de Clarens                     | Montreux                               | Haut Lac  |
| 4   | Île aux Oiseaux                    | 60            | 60                   | près de Préverenges                 | Préverenges                            | Grand Lac |
| 5   | Île de la Harpe                    | 2368          | 70                   | près de Rolle                       | Rolle                                  | Grand Lac |
| 6   | Île de Choisi                      | 120           | 70                   | près de Bursinel                    | Bursinel                               | Grand Lac |
| 7   | Île Rousseau                       | 3390          | 60                   | au débouché du lac sur le Rhône     | Genève                                 | Rhône     |

### Accès aux rives

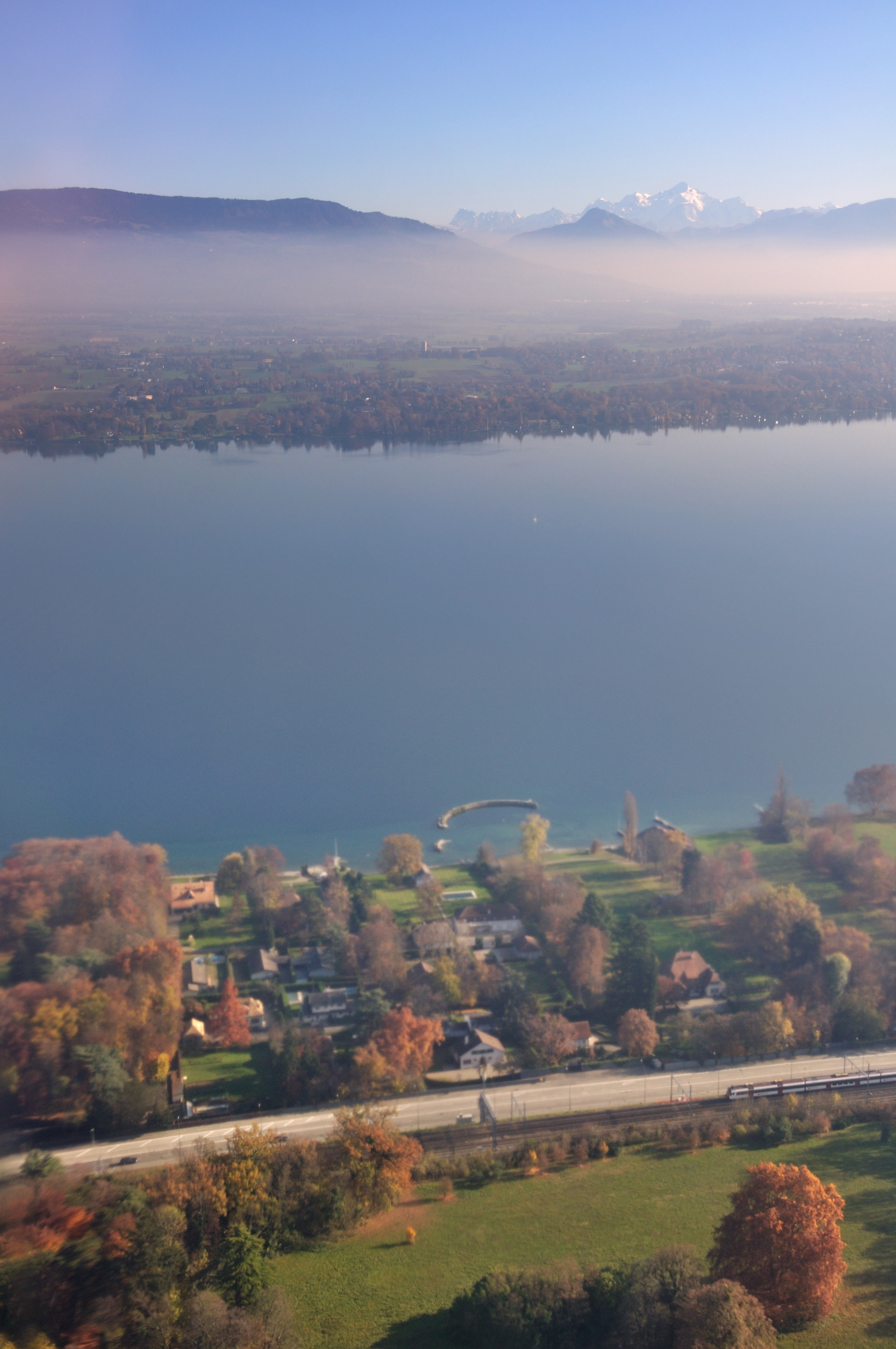
Propriétés privées au bord du lac à Bellevue.

#### En Suisse
Bien que les grandes villes soient épargnées par ce phénomène, de nombreuses parcelles au bord du lac, principalement dans les petites communes du district de Nyon, du district de Morges et les communes limitrophes de la ville de Genève, appartiennent à des propriétaires privés. Les habitants des communes de La Tour-de-Peilz et de Gland, ont néanmoins obtenu par votation populaire, respectivement en novembre 2010 et en février 2012, que leurs rives soient accessibles au public sur tout le territoire de leur commune. Néanmoins, malgré ces deux votations, le délai pour que le public puisse se promener sur l'ensemble du territoire prendra plusieurs années en raison des oppositions des propriétaires sur les modalités d'expropriation de leurs parcelles.
L'accès aux rives du Léman est souvent sujet à conflits entre les propriétaires et les partisans d’un chemin au bord de l’eau, en particulier l’association Rives publiques, fondée en 2003, concernant notamment la Loi fédérale sur l’aménagement du territoire (LAT), qui stipule à l'Art. 3, de tenir libres les bords des lacs et des cours d’eau et de faciliter au public l’accès aux rives et le passage le long de celles-ci, ainsi que la Loi sur le marchepied le long des lacs et sur les plans riverains (LML), qui date de 1926 et qui stipule à l'Art. 1, que : Sur tous les fonds riverains du lac Léman, des lacs de Neuchâtel et de Morat, des lacs de Joux et Brenets, et du lac de Bret, il doit être laissé, le long de la rive et sur une largeur de 2 mètres, un espace libre de toute construction ou autre obstacle à la circulation, pour le halage des barques et bateaux, le passage ou marchepied des bateliers et de leurs aides, soit pour tous autres besoins de la navigation ainsi que pour ceux de la pêche. et que : Lorsqu'il y a une grève le long du fonds riverain, la distance de 2 mètres sera prise sur le dit fonds, dès la limite de la grève.

#### En France
C'est la Loi Littoral, par l'intermédiaire du Code général de la propriété des personnes publiques qui énonce les servitudes des berges de cours d'eau domaniaux. Celle-ci est entrée en vigueur le 5 janvier 1986.
Selon un panneau installé par la mairie d'Anthy-sur-Léman, « Les propriétaires riverains d'un cours d'eau ou d'un lac domanial ne peuvent planter d'arbres ni se clore par haies ou autrement qu'à une distance de 3,25 mètres. Leurs propriétés sont grevées sur chaque rive de cette dernière servitude de 3,25 mètres, dite servitude de marchepied ».

## Environnement, faune et flore
La qualité de l'eau s'est globalement améliorée depuis les années 1970. Cependant, le 2 avril 2008, les préfets de Savoie et de Haute-Savoie ont dû interdire la pêche pour consommation et commercialisation de l'omble chevalier (Salvelinus alpinus) dans le Léman en raison de taux très élevés de polychlorobiphényles (PCB) et de dioxines « supérieurs aux normes réglementaires » pour deux échantillons de ces poissons, « les rendant impropres à la consommation humaine et animale », « jusqu’à ce qu’il soit établi par des analyses officielles que ces mesures ne s’avèrent pas utiles à la maîtrise du risque pour la santé publique » en attendant qu'une enquête de l’Agence française de sécurité sanitaire de aliments (Afssa) précise l'ampleur du problème (la pêche sans consommation du poisson reste autorisée, ainsi que la baignade et les sports nautiques, les PCB étant faiblement solubles dans l’eau).

## Protection et classement
La conservation du milieu naturel est assurée par plusieurs organisme : une réserve naturelle, deux réserves de chasse, un site inscrit, deux sites classés.
Un site Natura 2000 est géré par Thonon Agglomération, la réserve naturelle nationale du Delta de la Dranse est gérée par le Conservatoire d’espaces naturels de Haute-Savoie.
Deux zones sur le Léman sont des sites Ramsar. Le plus important, le site dénommé Les Grangettes occupe sur 6 342 ha l'est du Haut-Lac, la réserve naturelle des Grangettes, l'embouchure du Rhône et Le Bouveret. La limite ouest étant une ligne entre le port et le camping de La Pichette (commune de Chardonne) sur la rive nord et Saint-Gingolph sur la rive sud. Le site Rives du Lac Léman, reconnu le 8 avril 1991, occupe lui une surface de 3,335 ha sur la rive française entre les embouchures de la Dranse et du Vion, sont inclus dans le site Ramsar, dans la partie française : le domaine de Ripaille, la baie de Sciez, les rives entre Tougues et Hermance.
Leurs buts sont de préserver, restaurer et entretenir les milieux naturels, en renforçant les roselières aquatiques, en entretenant l’îlot de l’étang de Saint Disdille pour permettre la nidification des oiseaux dans la réserve naturelle, et en restaurant diverses zones humides.

### Poissons, crustacés et cnidaires
En 2021, une trentaine d'espèces de poissons et de crustacés cohabitent dans le Léman ainsi que, depuis quelques années, une espèce de cnidaire et dont voici la liste (non exhaustive) :

#### Espèces indigènes
- le corégone blanc (dénommé localement la féra[101]), 360 tonnes pêchées en 2006 (310 tonnes en 2005) ;
- la perche commune dont on fait des filets, 485 tonnes pêchées en 2009 (234 tonnes en 2005, 224 tonnes en 2006, 305 tonnes en 2008) ;

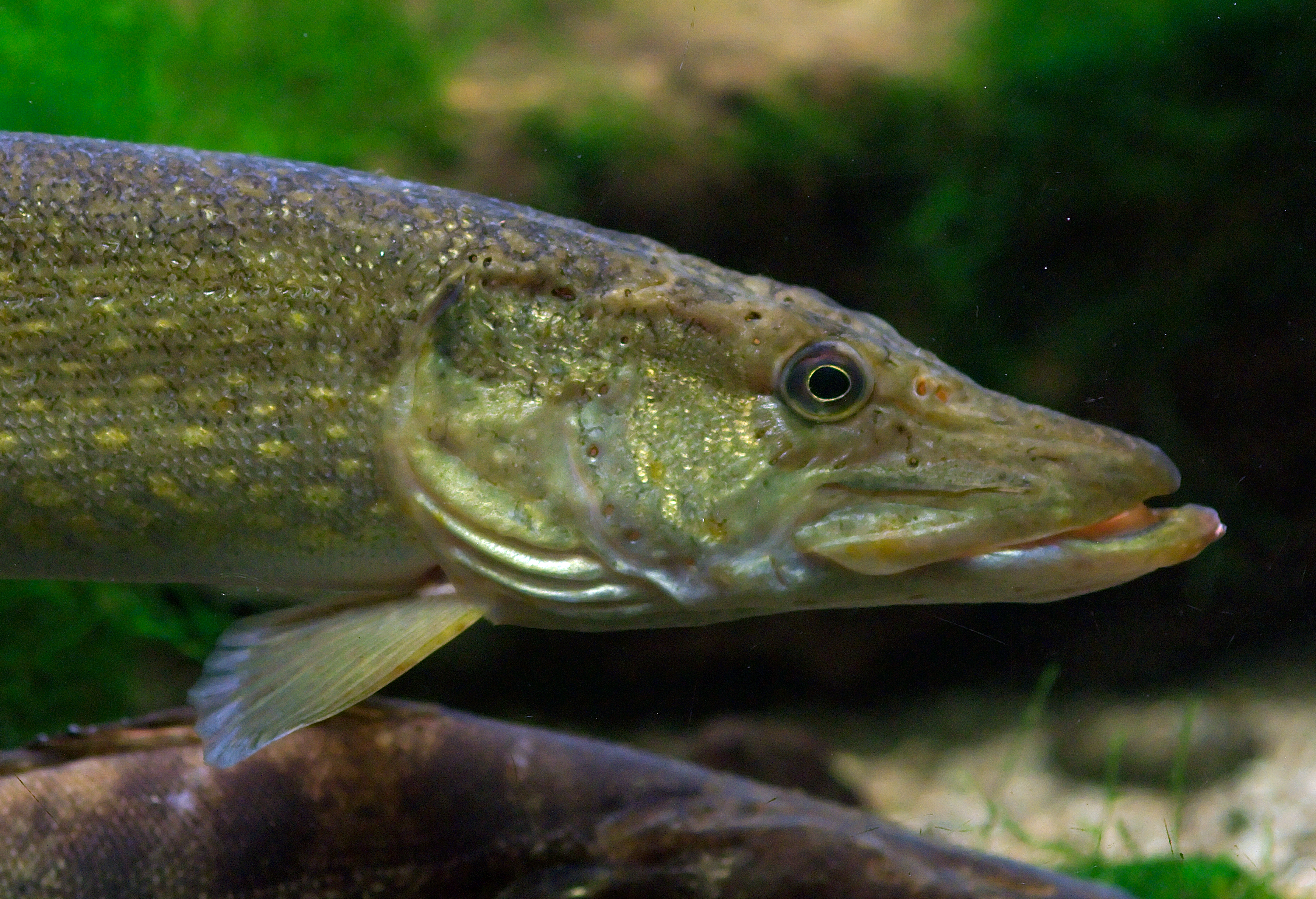
Grand brochet.

- le grand brochet[102], 35 tonnes pêchées en 2006 (31 tonnes en 2000, 29 tonnes en 2004, 47 tonnes en 2005). Un brochet record de 1,38 m[103] a été pêché sur le lac en 2012, et plusieurs spécimens de plus de 1,3 m ont été capturés ;
- la truite lacustre, 11 tonnes pêchées en 2006 (27 tonnes en 2004, 17 tonnes en 2005). Certains spécimens peuvent atteindre 8 et 10 kilos[104] ;
- l'omble chevalier, très prisé dont 14 tonnes ont été pêchées en 2006 (68 tonnes en 2000, 9 tonnes en 2004, 17 tonnes en 2005), cependant ce poisson est très sensible au réchauffement car sa reproduction nécessite de l'eau très froide ;
- les gardons, les ablettes, les carpes, les lotes, les tanches, les épinoches (liste non exhaustive).

Espèces introduites
- Le silure glane[105] ;
- l'écrevisse américaine relâchée par erreur dans le lac dans les années 1980 a aujourd'hui colonisé ses eaux. Ce petit crustacé, très apprécié pour sa chair succulente, est aujourd'hui pêché pour fournir des restaurants ;
- la moule zébrée, la moule quagga[106], l'amphipode d'eau douce (Gammarus fossarum), l'écrevisse turque à pattes grêles (Astacus leptodactylus) et l'écrevisse de Californie (Pacifastacus leniusculus).

Espèces particulières

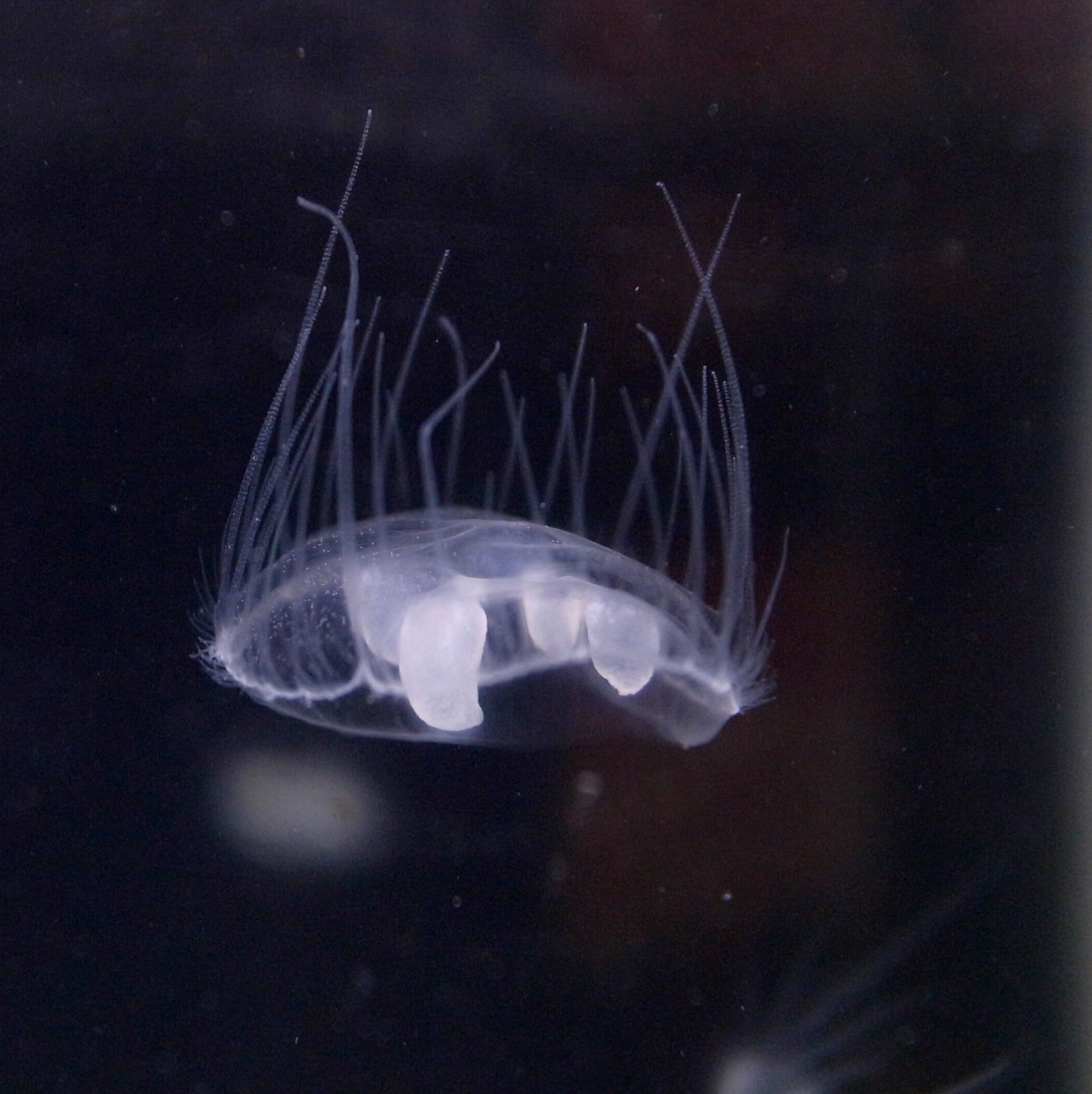
Méduse d'eau douce.

- La méduse d'eau douce (Craspedacusta sowerbyi) semble être apparue dans les eaux du lac en 1962 et elle est observée de façon régulière depuis, particulièrement en période de fortes chaleurs[107]. Cette espèce commence sa vie sous la forme d'un petit polype, accroché à la végétation sub-aquatique, des rochers, des souches d'arbres qui se nourrit et se reproduit par une reproduction asexuée au printemps et en été. Adulte (ou mature), ces méduses dulcicoles ont toutes les caractéristiques des méduses marines avec des tentacules de nature identique[108].

Espèce éteinte
- La féra du Léman (Coregonus fera) a été menée à l'extinction au début du XXe siècle à cause de l'eutrophisation de son habitat et de la surpêche. Le terme de féra est encore utilisé pour désigner d'autres espèces de poisson de la même famille mais différent de cette espèce désormais disparue.

#### Recensement des poissons
En 2021, l’EAWAG publie le "Projet Lac", un recensement des poissons des lacs de l’arc alpin. Le Léman héberge les espèces suivantes : Abramis brama, Alburnus alburnus, Barbus barbus, Cyprinus carpio, Gobio gobio, Leuciscus leuciscus, Rutilus rutilus, Scardinius erythrophthalmus, Scardinius hesperidicus, Squalius cephalus, Tinca tinca, Barbatula quignardi, Barbatula sp “Lineage II”, Coregonus palaea, Salmo trutta, Salvelinus umbla, Thymallus thymallus, Perca fluviatilis “Yellow-orange form”, Perca fluviatilis “Red form”, Salaria fluviatilis “French lineage”, Cottus gobio “Rhine lineage”, Esox lucius, Gasterosteus gymnurus, Ameiurus melas et Lota lota. Plusieurs espèces précédemment observées dans le lac n’ont pas été inventoriées dans le Projet Lac, dont deux espèces de corégones : Coregonus fera et Coregonus hiemalis qui sont considérées comme éteintes. Les résultats seront utilisés pour la pêche durable et la protection de la biodiversité.

### Oiseaux

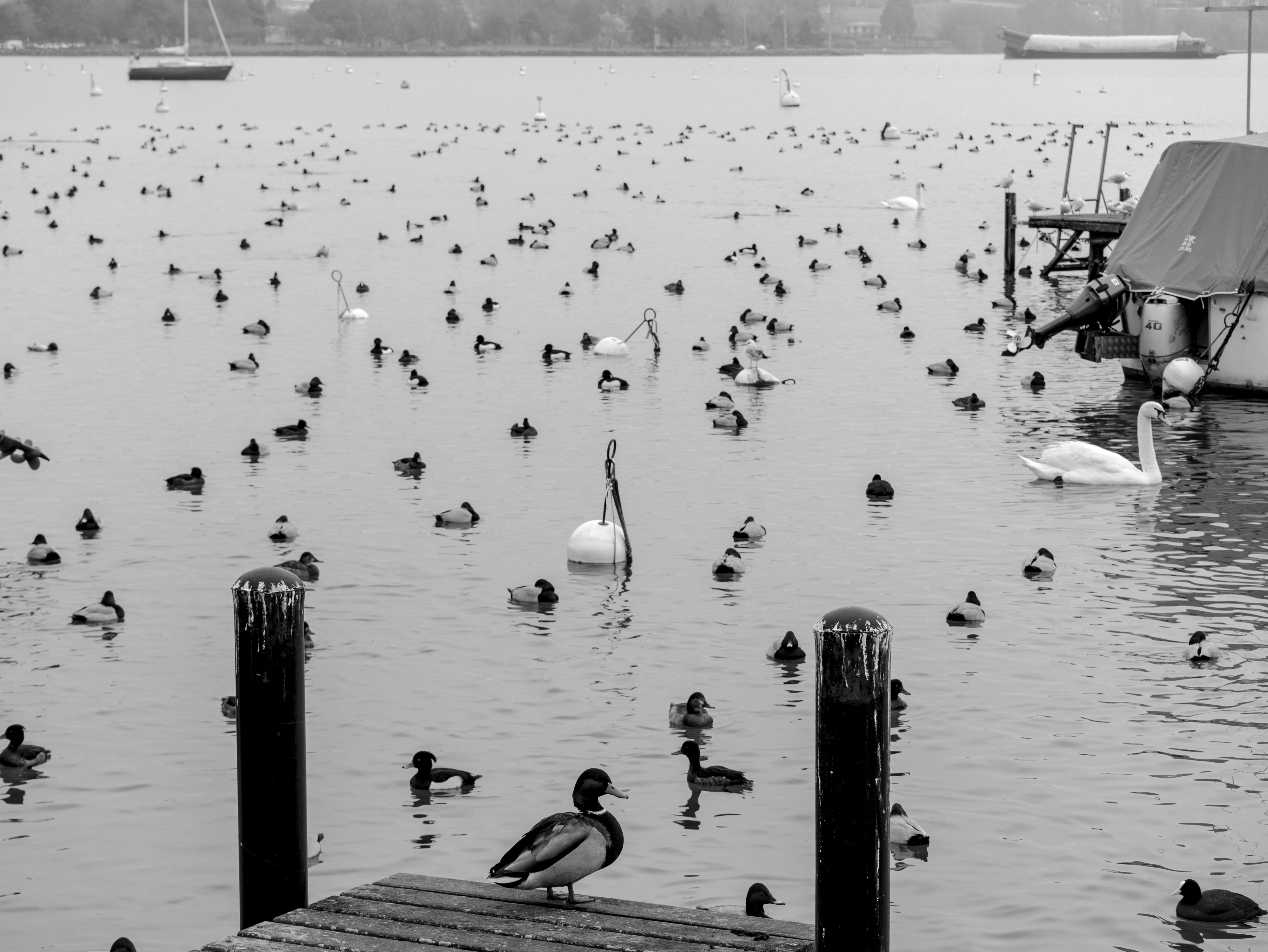
Fuligule milouin et Fuligule morillon en hivernage et quelques canards colvert, cygnes tuberculés, foulques macroules et mouettes rieuses sur le Léman, à Morges.

On y trouve des oiseaux sédentaires et nicheurs comme le cygne tuberculé, le canard colvert, la mouette rieuse, la foulque macroule, le fuligule morillon, le harle bièvre, le grèbe huppé, le grand cormoran, le milan noir, le goéland leucophée, le goéland cendré, la nette rousse, le héron cendré, le grèbe à cou noir, le grèbe castagneux ou la gallinule poule-d'eau.
Se situant sur un courant migratoire entre les Alpes et le Jura, le lac est une zone de prédilection pour de nombreux oiseaux. En provenant du nord-est de l'Europe, de Scandinavie ou même de Sibérie, 150 000 volatiles viennent y prendre leur quartier d'hiver, dont le fuligule morillon, le grèbe huppé, le fuligule milouin, le grand cormoran, le harle bièvre, la foulque macroule, le garrot à œil d’or, le grèbe à cou noir, le grèbe castagneux, le goéland leucophée et occasionnellement le goéland brun, le harle huppé, l'eider à duvet, le canard souchet, la macreuse brune, le fuligule milouinan.
Il y a également des espèces estivantes comme la mouette rieuse, le goéland leucophée et la nette rousse ou le martinet noir et le milan noir sur le rivage et dans les villes. Une oie à tête barrée, oiseau originaire de l'Extrême-Orient a été observée depuis les rives du lac.

### Protection des eaux

#### Pollution
Le Léman contient quelque 14 millions de débris plastiques selon une étude de 2019. Cette pollution, semblable, en proportion, à celle des océans, provoque des dommages considérables sur la faune et la flore.
En 1992, le Département militaire fédéral reconnaît que des déchets militaires sont immergés dans des lacs suisses. Concernant le Léman, on a trouvé un obus et plusieurs caisses de munitions à une profondeur de 40 m au large de Bellevue. Ils ne seront pas récupérés pour éviter des dégâts en raclant le fond.

#### Lutte contre les espèces invasives
Depuis de nombreuses décennies, les eaux du Léman connaissent une inquiétante prolifération de nouvelles espèces exotiques. Une association franco-suisse se bat pour endiguer l'expansion d'une des plus importantes expansions, celle de la Renouée du Japon qui s'étend au bord du lac et notamment dans sa rive sud, autour de Saint-Gingolph et de Publier.

#### Le CIPEL
La pollution était préoccupante dans les années 1980, mais la situation s'est stabilisée avec une diminution des algues et un meilleur apport en oxygène. Toutefois, des déchets chimiques comme les phosphates et les engrais continuent à se déverser dans le lac.
La Commission internationale pour la protection des eaux du Léman (CIPEL) est une commission transfrontalière travaillant depuis 1963 à l'amélioration de la qualité des eaux du Léman, sur la base d'une convention entre la France et la Suisse. L'actuel plan d'action 2011-2020 de la CIPEL, orientant les travaux de la commission, vise à préserver les milieux aquatiques et à garantir certains usages du lac (alimentation en eau potable de la population, pratique d'activités nautiques de loisirs, peuplement piscicole de qualité, etc.).
Le secrétariat permanent de cette organisation est basé à Nyon, quartier de Changins, situé dans le canton de Vaud. Ce service gère l'administration, les services financiers, technique et scientifique ainsi que la coordination des travaux de la commission.
Les études en paléo-environnement, faites à partir des restes de végétaux, par la station d'hydrologie lacustre de l'Institut national de la recherche agronomique (INRA), basée à Thonon-les-Bains, avaient révélé que le bassin lémanique a connu de fortes variations climatiques et biologiques depuis un demi-siècle. De nombreuses espèces végétales ont disparu, car les concentrations excessives de phosphore, d'herbicides, de pesticides et de métaux lourds — on trouve encore, au fond des lacs alpins, les traces de la métallurgie au plomb de l'époque romaine — issues des activités urbaines et agricoles — un mètre carré de berge pollué pollue lui-même 12 m3 d'eau — ont permis à l'excès la production des algues qui ont surconsommé l'oxygène contenu dans l'eau : c'est l'eutrophisation.
Cette densification de la matière solide en suspension fragilise le phytoplancton, car il ne reçoit plus assez de lumière — la baisse de la masse de phytoplancton a entraîné, à son tour, la disparition d'espèces de poissons comme l'épinoche, disparue en 1922 mais que l'on trouvait encore en petit nombre jusque dans les années 1970, et la méduse d'eau douce Craspedacusta sowerbyi disparue en 1962, mais revue depuis. De plus, la disparition du phytoplancton fournit un terrain propice aux cyanobactéries ou micro-algues (Planktothrix rubescens), qui rendent l'eau, par création de toxines hépatiques, nocive à la consommation des poissons, et même à la baignade.
L'observation, le suivi des cycles saisonniers et annuels des écosystèmes limniques, l'étude des incidences du climat et des pollutions (herbicides, pesticides, métaux lourds), le suivi des concentrations de protozoaires ciliés, des rotifères et autres espèces zooplanctoniques herbivores qui filtrent l'eau, la connaissance des espèces nouvelles apparues, ont permis au fil des années d'établir des plans de sauvegarde et de prévention, qui passent d'abord par l'amélioration de l'alimentation en eau potable du bassin et donc du lac lui-même.
La raréfaction des brassages complets du lac, qui nécessitent des hivers très froids lors desquels l'eau de surface apporte son oxygène en profondeur, le réchauffement climatique, qui modifie les dates des périodes de frai des poissons, vont être à l'origine de nouvelles adaptations de l'écosystème du lac. Les deux derniers brassages complets du Léman ont eu lieu durant l'hiver 2011-2012, et lors de l'hiver 2006. Les températures glaciales qui ont régné durant les deux premiers mois de 2012, avec des minima en dessous de −10 °C au bord du Léman, et de fortes périodes de bise ont refroidi les eaux du Léman et les ont brassées. Dans le Petit Lac, du fait de sa faible profondeur (moins de 80 m), les eaux sont homogénéisées chaque année.

#### Études
À la suite d'une étude publique, le site ArcInfo, service d’information suisse francophone, indique qu’une quantité estimée à une cinquantaine de tonnes de déchets plastiques sont rejetées dans les eaux du Léman chaque année. Ces détritus arrivent par le Rhône, un dixième étant évacué en aval à Genève. Cette étude a été effectuée par le Dr Julien Boucher en partenariat avec une équipe de École polytechnique fédérale de Lausanne.
L’association pour la sauvegarde du Léman profite de cette information pour lancer un appel pour une prise de conscience du problème au niveau local.

## Histoire

### Période glaciaire
Le Léman s'est installé sur le site d'un ancien fossé d'affaissement de type molassique très profond. Celui-ci a ensuite été façonné par les phases de glaciation qui se sont succédé durant le Quaternaire. Ce n'est qu'entre 15000 av. J.-C. et 14000 av. J.-C. que le lac est progressivement libéré des glaces. Le niveau de l'eau est alors de 33 à 36 mètres plus élevé qu'actuellement et la végétation aux alentours encore pauvre : quelques genévriers et quelques bouleaux nains.
La faune est alors composée de rennes, de chevaux et de mammouths. La végétation ne se développe vraiment que lorsque commence la période climatique du Bølling en 12000 av. J.-C. ; le niveau du Léman descend alors jusqu'à une hauteur supérieure de 8 mètres au niveau actuel. Celui-ci continue dès lors de baisser régulièrement, atteignant un premier minimum en 4000 av. J.-C., à un niveau inférieur de quelques mètres au niveau actuel, puis le niveau remontera avant la fin de la Préhistoire.

### Histoire humaine

#### Niveaux du lac et préhistoire

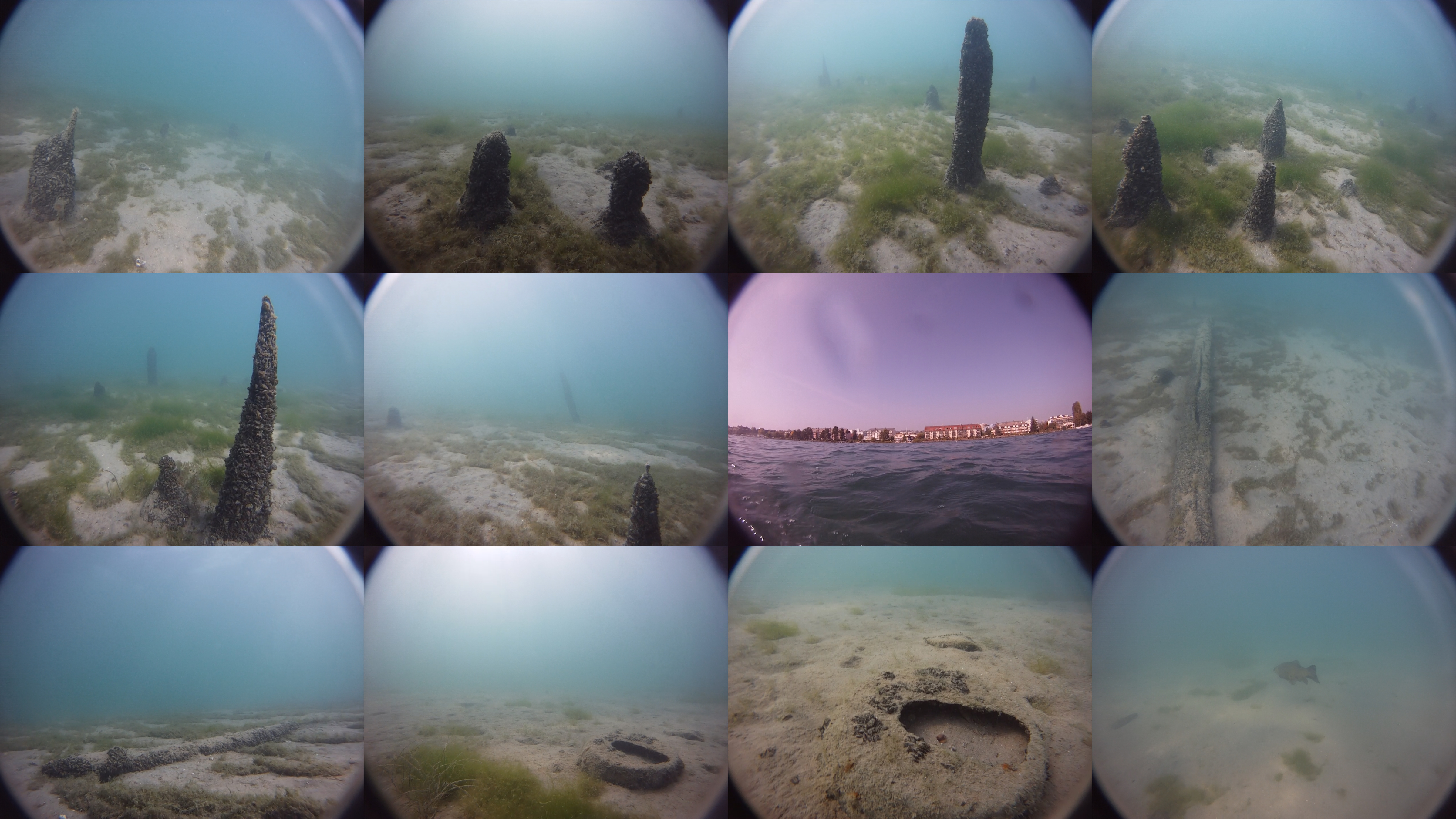
Le site palafittique préhistorique de Morges–Les Roseaux.

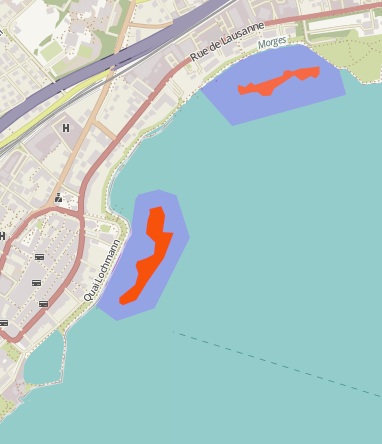
Localisation des sites néolithiques morgiens classés à l'UNESCO.

Les premiers humains identifiés dans le bassin lémanique ont été des chasseurs de rennes du magdalénien, à la fin du paléolithique supérieur ; des traces de campement ont été retrouvées à proximité de Veyrier au sud de Genève, dans les carrières du Salève. Mais les vestiges ultérieurs, ceux des villages palafittiques établis le long des rives, livrent surtout une extraordinaire documentation sur les conditions de vie à l’époque préhistorique. Ces villages dits « lacustres » ont été classés au patrimoine mondial de l'UNESCO.
Aujourd’hui, le Léman est artificiellement maintenu entre les cotes 371,7 et 372,3 m, ce qui efface les variations saisonnières que l’on a connues jusqu’à la fin du XIXe siècle. Toutefois, l’archéologie montre qu’il y a eu, sur le très long terme, des changements de niveaux bien plus importants : en raison de modifications majeures du climat, le lac a évolué dans une tranche d’altitude d’environ neuf mètres.
Au cours des millénaires, les humains se sont adaptés à ces conditions variables, s’établissant au voisinage immédiat du rivage lorsque de périodes relativement sèches créaient des conditions de basses eaux, et se retirant plus haut en période de transgression du lac. Les couches archéologiques n’ont été conservées que lorsqu’elles étaient protégées par l’eau, ce qui explique que seules les stations palafittiques sont bien documentées. Les habitats situés plus haut, en terrain sec, ont pour la plupart disparu sous l’effet de l’érosion.
La phase d’occupation la plus ancienne connue est celle du Néolithique moyen, lorsque des groupes d'agriculteurs-éleveurs s'installent sur la terrasse littorale nouvellement libérée par la baisse des eaux, alors que le lac est à un niveau fort bas (vers 368 m). La station de Corsier–Corsier-Port a laissé des vestiges datés de 3856 av. J.-C.
Après une brève remontée des eaux dans l’ensemble de la Suisse (vers 3300-3400 av. J.-C.) les stations littorales connaissent à nouveau un grand développement et cet essor s’étend sur près de huit siècles (3250-2450 av. J.-C.). Sur le Léman, à un niveau de 369,3 m, la station de Vers-l’Église, à Morges, est la seule qui ait conservé un témoignage de cette époque, avec un matériel céramique que l’on peut dater entre 2950 et 2700 av. J.-C..
Au néolithique final et Bronze ancien, entre 2400 et 1800 av. J.-C., on ne trouve plus guère de stations palafittiques, ni sur le Léman, ni ailleurs sur le Plateau suisse. Il s’agit assurément d’une période de forte hausse des niveaux d’eau, une condition qui a obligé les populations à se retirer des rives. Mais, peu après, intervient une sérieuse baisse : la station de Cologny-La Belotte a livré des pilotis datés par dendrochronologie de 1805 à 1778 av. J.-C., accompagnés de matériel archéologique du Bronze ancien. Le lac se situe alors à une altitude de 370 m, donc environ deux mètres au-dessous du niveau actuel. La station de Morges–Les Roseaux possède une couche archéologique similaire, à un niveau de 369,6 m et, tout près de là, le site de Préverenges a donné de nombreux pilotis contemporains, qui attestent deux étapes d’occupation, avec une césure brutale de 129 ans correspondant assurément à une brusque montée des eaux.
À l’âge du Bronze moyen intervient la dégradation climatique du Löbben, entre 1600 et 1500 av. J.-C., dégradation qui entraîne un haut niveau des eaux. Cet état pourrait correspondre à la fameuse terrasse lémanique de 3 m, la surface du lac se trouvant à 375 m. Ce phénomène a été observé en divers endroits, notamment à Vidy près de Lausanne.
Entre 1085 et 850 av. J.-C., on constate une nouvelle occupation générale des rives lacustres. À cette époque, le Léman connaît un niveau particulièrement bas, vers 369 m. Les fouilles de Plonjon ont montré que cet état est continu entre 1067 et 850 av. J.-C., avec tout de même des variations. Le niveau le plus bas a été mesuré sur le site d'Anières-Bassy, à une altitude de 366,4 m, soit 5,6 m au-dessous du niveau actuel. Cette station n’a pas encore livré de datation par dendochronologie, mais le matériel céramique trouvé en surface permet de la dater du Bronze final.
La date de 850 avant notre ère marque la fin des occupations palafittiques, non seulement au bord du Léman, mais sur l’ensemble des lacs du Plateau suisse. La dégradation du climat subatlantique entraîne en effet une importante montée des eaux de tous les lacs du nord des Alpes et marque la fin de l’émersion des terrasses littorales, favorables à l’établissement de constructions sur pilotis.

#### Moyen Âge

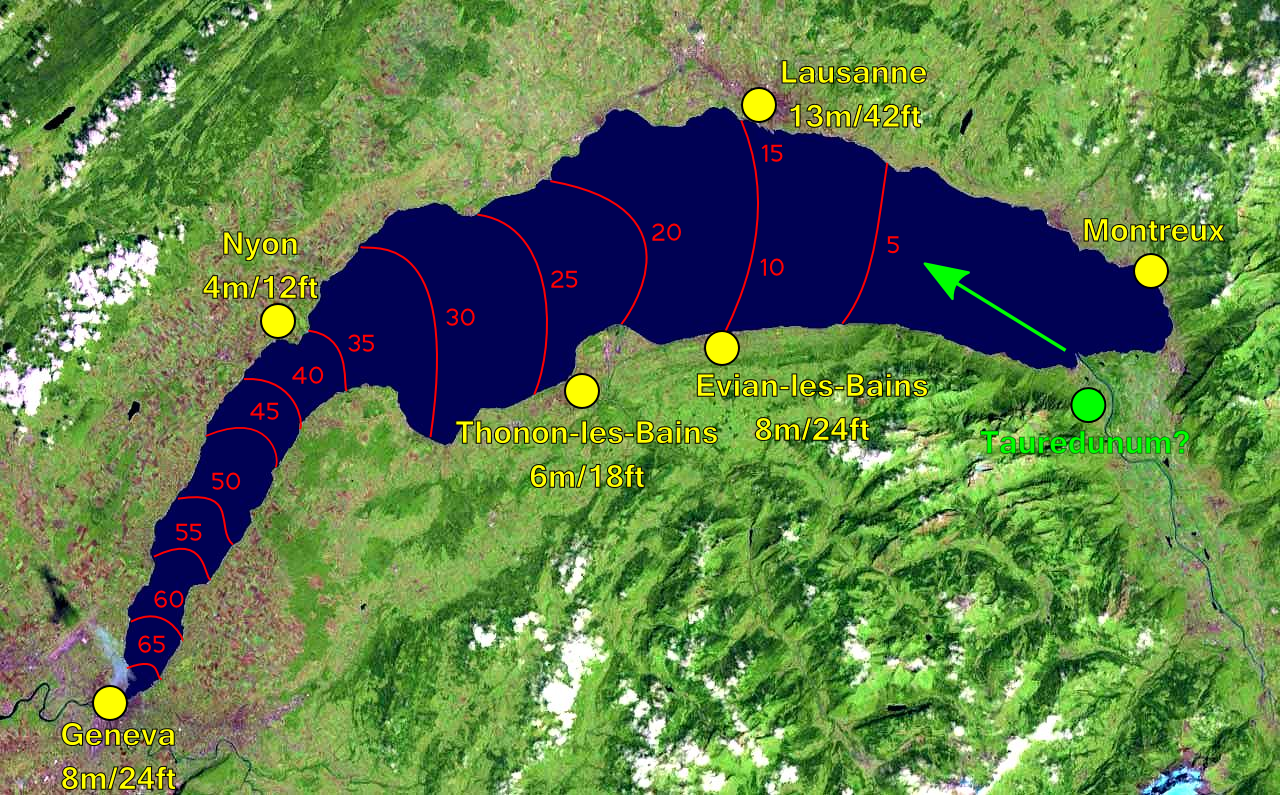
Temps de propagation de l'onde (en minutes) et hauteurs maximums du tsunami à des endroits clés au cours de la catastrophe du Tauredunum, selon une étude de 2012.

En 563, durant le haut Moyen Âge, l'éboulement du mont Taurus provoque un tsunami sur le Léman,. La vague aurait alors atteint 8 mètres à Évian et à Genève, 13 mètres à Lausanne, détruisant de nombreux villages.

« [La montagne] se précipita si subitement qu'elle engloutit un fort qui était proche, ainsi que des villages avec tous leurs habitants, et elle agita tellement le lac (...) que, sorti de ses deux rives, il dévasta de très anciens villages avec hommes et troupeaux ; il détruisit même beaucoup de lieux saints avec leurs desservants et il enleva avec furie le pont de Genève, des moulins et des hommes, et étant entré dans la cité de Genève, il y fit périr plusieurs personnes. »

— Marius d'Avenches

#### Époque contemporaine

##### La «république lémanique»
À la suite de sa libération de la tutelle bernoise et des remous dus à la création de la République française en 1792, des patriotes vaudois, le plus connu étant Frédéric-César de La Harpe, avocat dans le pays de Vaud, font la proclamation de la création d'une république sœur de la France, dénommée par ses initiateurs sous le nom de « république lémanique », mais celle-ci restera à l'état d'un simple projet, sinon de simple tentative,.
L'avocat vaudois rédigea en 1797, avec le concours de Vincent Perdonnet, des Instructions pour l'Assemblée représentative de la République lémanique, mais, par la suite, la République helvétique incorpora le Pays de Vaud sous l'appellation canton du Léman, sans qu'il ait eu le temps de proclamer la naissance d'un état indépendant.

### Régularisation du niveau du Léman

#### Jusqu'auXVIIIesiècle
Jusqu'en 1713, le Léman a toujours été sujet à de fortes variations saisonnières. La période estivale était en général marquée par des hautes eaux en raison de la fonte des glaces dans le massif alpin, tandis que l’hiver se caractérisait par une situation de basses eaux. À partir du XVIIIe siècle, plusieurs infrastructures sont construites par Genève sur le Rhône émissaire dont de nombreuses claies de pêche, palissades, estacades, retenues pour les biefs des moulins et autres établissements industriels, et tout particulièrement le barrage de la machine hydraulique assurant l’alimentation en eau des fontaines de la ville. Ces installations entrainent cependant d'importantes variations du niveau du lac et conduit les habitants des rives vaudoises et valaisannes à se plaindre de plus en plus souvent d’inondations et de dégâts causés à leurs propriétés riveraines. Ils accusent les habitants de Genève d’obstruer l’exutoire du Rhône et ainsi d’empêcher un écoulement normal du fleuve.

#### XIXesiècle: le procès du Léman
Il en résulte un conflit intercantonal de près de deux siècles, les Genevois assurant non seulement qu’ils ouvraient entièrement le barrage de la machine hydraulique en période de hautes eaux, mais aussi qu’ils n’observaient eux-mêmes aucune hausse de niveau, relevés scientifiques à l’appui. L’affaire s’envenime et culmine avec le retentissant « procès du Léman » devant le Tribunal fédéral qui dura sept ans (1877-1884). La difficulté était en effet d’ordre scientifique et méthodologique. Comment mesurer le niveau réel d’une masse d’eau aussi considérable et en constant mouvement ? Vers la fin du XIXe siècle, les écarts saisonniers pouvaient atteindre plus de 2 m.
Il y a d’une part les partisans d’une approche pragmatique, en général des non-scientifiques, qui recensent les signes manifestes d’exhaussement du lac, et d’autre part des ingénieurs cantonaux comme Adrien Pichard, Guillaume Henri Dufour ou Ignace Venetz, qui préfèrent se fier à des mesures dont les résultats attestent d'une relative stabilité du niveau. Guillaume Henri Dufour utilise notamment un repère circulaire de 85 mm de diamètre au dos de la Pierre du Niton pour mesurer le niveau de l’eau à la sortie du Rhône,. Il faut attendre le troisième quart du XIXe siècle, avec les travaux de François-Alphonse Forel, pour mieux comprendre toute la complexité de l’équilibre hydraulique du Léman. Celui-ci est en effet soumis à l’influence du vent, de la pression atmosphérique (déterminant les fameuses seiches lémaniques), de la pluviométrie, de mini-marées (qui ne sont pas négligeables sur une si grosse masse d’eau), mais aussi d’apports d’eau accrus en raison, dès le XIXe siècle, de déboisements dans les Alpes valaisannes et d’assèchements de marais dans la vallée du Rhône qui précédemment agissaient comme des régulateurs, ou encore d’un accroissement de la pluviométrie et de la fonte des glaces en raison du réchauffement climatique. Plutôt que de tenter de mesurer les variations du niveau réel du Léman, chose presque impossible, Forel, par une image dont l’évidence s’impose, a montré l’influence incontestable des obstacles qui ont progressivement encombré le Rhône : « Quand le robinet d'un tonneau est fermé partiellement, il s'écoule moins de vin que quand il est tout ouvert ».

#### XIXe–XXesiècles: régulation intercantonale
Le procès débouche sur la signature le 17 décembre 1884 d’une convention intercantonale puis du règlement fédéral du 7 octobre 1892 pour la régularisation des eaux du Léman. Elles se traduisent par la construction du barrage à rideaux mobiles du pont de la Machine puis de celui de l'usine hydraulique de la Coulouvrenière où une série de vannes horizontales maintiennent le niveau du lac entre les cotes 371,70 et 372,30 m au-dessus du niveau de la mer.
À la suite d'un acte intercantonal de régularisation ratifié le 11 septembre 1984 par les cantons de Genève, Vaud et Valais, sous l’égide de la Confédération, ce rôle de régulation est repris depuis 1995 par le barrage du Seujet, construit 100 m plus en aval et qui sert aussi à produire 25 GWh d'électricité par an en se servant du Léman comme réservoir. Sa production complète celle des barrages de Verbois et de Chancy-Pougny situés en aval sur le Rhône.
L'accord de 1984 définit aussi de nouvelles cotes à 371,6 m de mars à avril et 372,3 m de juin à décembre. Le niveau du lac est abaissé chaque année bissextile à 371,45 m pour permettre la réalisation de travaux d'entretiens et de réfection des ouvrages situés au bord du lac.

#### XXe–XXIesiècles: vers une prise en compte des écosystèmes lacustres?
En 1988, une colonie d’eider à duvet (canard marin d’Europe du Nord) s'installe dans la réserve des Grangettes, mais c’est seulement en 2020 que l’on observe pour la première fois une femelle couver sur un îlot de coquillages, à l'abri des prédateurs. Il est alors décidé de maintenir le niveau du lac stable afin d’éviter de submerger l'îlot.
Jusqu'à présent, la régulation des eaux du lac était définie en fonction des problèmes d'inondation, de gestion des berges et des installations riveraines. L'aspect écologique était peu voire pas du tout pris en compte dans la régulation. Depuis, la CIPEL étudie la possibilité de mettre en place un marnage plus fréquent pour favoriser les écosystèmes littoraux. Les roselières ainsi que certains oiseaux comme les limicoles ou les oiseaux d'eau en migration pourraient bénéficier d'un marnage plus régulier. Certains végétaux, aujourd'hui disparus comme la littorelle pourraient réinvestir les rives du lac. Cependant un impact négatif n'est pas exclu concernant notamment les invertébrés benthiques.

### Histoire de la navigation

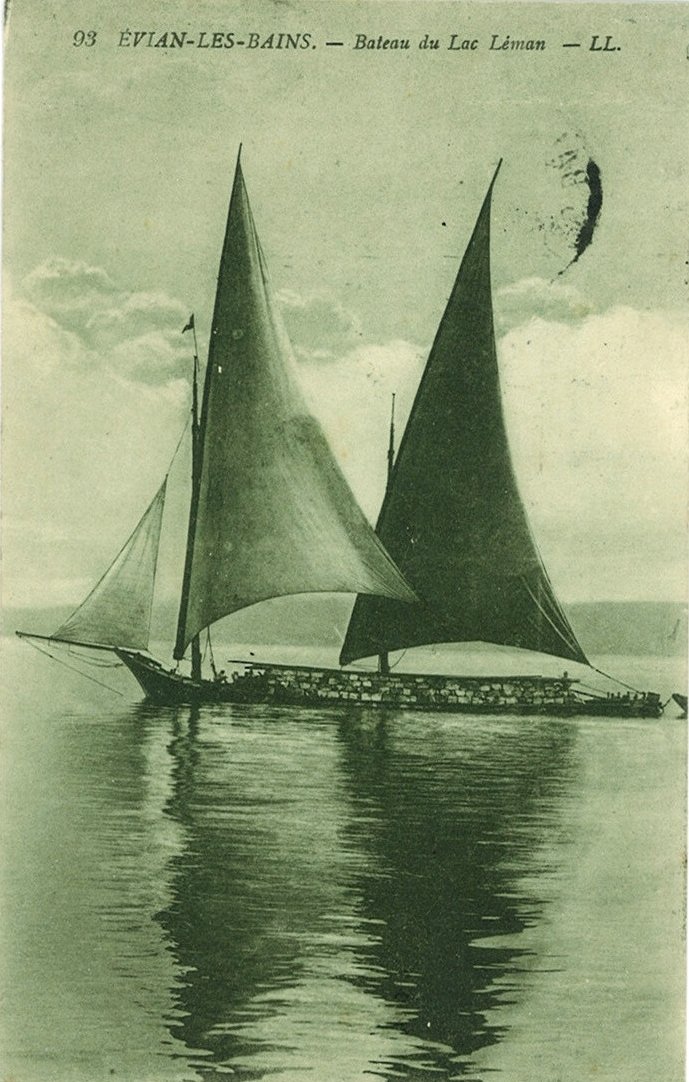
Carte postale d'une barque du Léman vers 1900.

Au XIIIe siècle, les comptes de la châtellenie de Chillon mentionnent l’existence d’une galère appartenant au prince de Savoie. Depuis cette période, jusqu’en 1720, des galères naviguent sur le Léman pour le compte de la Savoie, de Genève et de Berne. En référence à cette époque, une réplique de galère a été construite à Morges et navigue actuellement sur le Léman.
Dès le XVe siècle, les archives de Savoie mentionnent la présence de barques sur le Léman. Largement inspirées par l’architecture des galères qui les ont précédées sur le lac, les barques du Léman sont de grands bateaux à voiles latines. Leur principale période d’activité est le XIXe siècle et le début du XXe siècle où elles transportent souvent des chargements de pierres depuis les carrières de Meillerie vers Genève. Actuellement cinq barques du Léman naviguent sur le lac : deux barques préservées et trois répliques,.
À partir du 18 juin 1823, pour la première fois en Suisse, un bateau à vapeur fait son apparition : le Guillaume Tell. Construit par une entreprise bordelaise avec un moteur venant d'Angleterre, sa mise en service est l’œuvre du consul américain Edward Church, qui y voyait un moyen de promouvoir cette invention de son compatriote Fulton. Avec ses 23 mètres pour 200 places et une vitesse de 13 km/h, il permet de relier Genève à Lausanne en 6 h, à comparer avec la journée de voyage nécessaire pour faire le trajet en diligence dénommée malle-poste avec une dizaine de personnes à bord.
Cette innovation rencontre un grand succès et voit apparaître des concurrents. En 1824, les Genevois mettent en service le Winkelried tandis que les Lausannois lancent le Léman (500 places, 18 km/h) en 1826. Le « Guillaume Tell » quitte le service en 1836 pour laisser la place à des bateaux plus grands et plus rapides avec une coque en fer et non en bois. C'est la grande époque des bateaux à vapeur qui ne commence à s'achever qu'avec l'arrivée progressive des trains à partir de 1855. Ce nouveau concurrent pousse les sociétés de navigation à s'entendre, ce qui aboutit finalement à la fondation de la compagnie générale de navigation (CGN) en 1873.

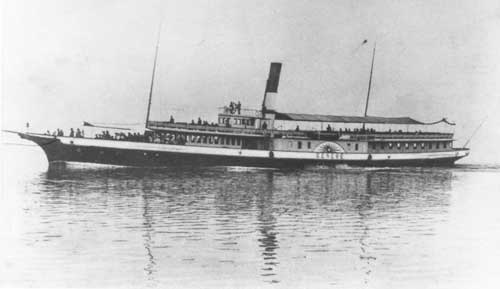
Le Genève, l'année de son lancement en 1896.

La CGN continue encore aujourd'hui d'exploiter à la belle saison une flotte de bateaux à vapeur datant du début du siècle dernier, ainsi qu'en toutes saisons, une flotte moderne remplissant une mission de service public en assurant de multiples liaisons quotidiennes entre les villes suisses de Lausanne et Nyon et les villes françaises d'Évian, Thonon, Yvoire et Chens.
En 1885, la Société internationale de sauvetage du Léman (SISL) est créée. Cette association a pour but de secourir les navigateurs en difficulté. Actuellement, elle compte 34 sections, réparties autour du lac, qui disposent toutes de moyens de sauvetage modernes.

#### Naufrages sur le lac

##### AuXIXesiècle
Le 1er août 1858, le vapeur L'Helvétie heurte de son étrave un radeleur (barque à fond plat permettant la prise en charge des passagers et de la marchandise) qui se dirigeait vers le bateau. L'embarcation chavire et les seize occupants se noient. L'accident se produit dans le cadre de la lutte acharnée que se livraient les différentes compagnies de navigation avant la création de la CGN en 1873. L'Helvétie part en effet en retard de Genève en raison d'une forte bise. À l'approche de Villeneuve, le capitaine constate que L'Aigle est déjà à quai l'obligeant à accélérer pour espérer le rattraper à Nyon. L'ambiance survoltée est par ailleurs renforcée par la présence d'une fanfare jouant sur le pont. L'Helvétie arrive ainsi à pleine vitesse et en fanfare à Nyon, double L'Aigle mais embroche dans sa course le radeleur qui devait l'aborder par tribord en passant devant le bateau. La fanfare qui joue alors à la poupe monopolise l'attention des passagers qui ne remarquent par le chavirage du radeleur et dont le bruit couvre les cris des naufragés. Dans le même temps, l'équipage est occupé avec le second radeleur venu par bâbord. Le capitaine de L'Helvétie et son pilote sont condamnés respectivement à 5 et 6 mois de prison pour négligence et imprudence. De son côté la presse réclame la construction d'embarcadères dans les ports et une responsabilisation des capitaines.
Le 10 juin 1862, le vapeur L'Hirondelle s’échoue sur des récifs, au lieu-dit La Becque, à 200 mètres du rivage, devant la commune de La Tour-de-Peilz. Le navire sombre entièrement le 30 juillet, à la suite d'une tempête nocturne. L'Hirondelle est le premier vapeur métallique entièrement construit en Suisse par les ateliers Escher, Wyss & Cie à Zurich en 1855 et navigue sur le lac dès août 1855. Parti de Genève, le vapeur accoste à Vevey où embarquent 200 passagers qui se rajoutent aux 150 passagers déjà à bord. À hauteur de la pointe de la Becque, le timonier remplaçant Visinand manœuvre L'Hirondelle pour éviter la barque Jeanne d'Arc mais se rapproche dangereusement du rivage. Le capitaine du navire est alors occupé à distribuer les billets aux passagers embarqués à Vevey tandis que le pilote s'occupe des bagages. En raison d'une méconnaissance des fonds et d'une visibilité réduite par la foule présente sur le pont, le timonier ne peut éviter les rochers présents le long du rivage. Le bateau s'enfonce jusqu'au tambour en moins de deux heures. Les passagers et les marchandises sont secourus indemnes par la Jeanne d'Arc et plusieurs bateaux de pêcheurs et sont débarqués à La Tour-de-Peilz. Malgré plusieurs tentatives de renflouage et de remorquage, L'Hirondelle sombre définitivement le 30 juillet vers 2 h 30 du matin. L'épave gît aujourd'hui à 42 m de profondeur au large de La Tour-de-Peilz tandis que sa poupe descend à 58 m. Hasard de la navigation, la barque Jeanne d'Arc finira par couler en novembre 1863 après avoir heurté le vapeur Le Simplon.
Le 1er octobre 1875, le yacht à vapeur « Le Nemo » sombre vers 19 h 30 à la suite d'un fort coup de vent sur le lac à environ 7 km de la Suisse. Le bateau à fond plat, propriété de William Marcet, médecin à Yvoire, était conçu en Angleterre pour naviguer sur la Tamise. Le médecin revenait d'une réunion de médecins à Lausanne depuis Ouchy. Le médecin, un petit garçon et un mécanicien ont juste eu le temps de monter à bord d'un canot de sauvetage avant qu'une énorme vague remplisse le bateau. Aujourd'hui, l'épave gît à 300 m de profondeur au large de Lausanne.
Le 23 novembre 1883, en raison d'une faible visibilité liée à des conditions météorologiques dégradées (pluie torrentielle et fort vent), le Cygne éperonne le cargo mixte Rhône. Le flanc bâbord du Rhône sur l'avant du tambour est transpercé par la proue du Cygne,. Le Rhône coule à 3-4 km d'Ouchy et 11 victimes sont à dénombrer. La collision a lieu au large d'Ouchy en fin de journée. Le Rhône quitte Évian vers 17 h 15 en direction d'Ouchy tandis que le Cygne avec à son bord une dizaine de passagers effectue le trajet en sens inverse mais se déroute vers Thonon en raison de l'état du lac. Pour une raison inconnue, le Cygne effectue une manœuvre soudaine sur la gauche qui le conduit à éperonner Rhône par bâbord. Le choc entraîne l'extinction des lumières sur le Cygne, tandis qu'une importante brèche se forme à hauteur du salon de seconde classe Rhône. Les deux bateaux restent encastrés pendant quelques minutes et les passagers du Rhône en profitent pour sauter à bord du Cygne malgré la confusion à bord. Lorsque le Cygne se dégage, l'eau s'engouffre dans l'immense brèche et le Rhône coule en glissant sous le Cygne dans un immense tourbillon. Seulement 5 minutes séparent l'abordage du naufrage. Parmi les onze victimes, se trouve la mère et la sœur du capitaine du Cygne qui avaient préféré prendre le Rhône plutôt que d'attendre l'arrivée du Cygne en raison de la météo. Le Cygne rejoint Ouchy vers 18 h 15 en marche arrière, l'étrave enfoncée. La cloison étanche lui permettra d'atteindre le quai malgré les nombreuses fuites d'eau. Le capitaine du Cygne, M. Gopp, sera arrêté le lendemain puis acquitté en mars 1884 car il aurait respecté les règles de navigation. Des voix s'élèvent néanmoins pour demander une clarification des règles de navigation en matière de croisement : en effet, les règles vaudoises, genevoises et françaises étaient en contradiction. Le capitaine du Rhône, Alexandre Lacombe, deviendra directeur commercial de la CGN en 1896. L'épave repose à 300 m de profondeur entre Lausanne et Évian et la cloche fut remontée en accord avec les autorités vaudoises et est depuis exposé au Musée du Léman à Nyon.
Le 9 juillet 1892 à 12 h 5, la chaudière du Mont-Blanc II explose lors du débarquement de ses passagers à Ouchy faisant 26 victimes. À la suite d'importants travaux, le navire est rebaptisé La Suisse I et reprend son service commerciale en 1893.
Le 6 février 1897, la mouche à marchandises Ville d'Évian arrive au débarcadère de Nyon chargée de 24 tonnes de marchandise. Elle est alors prise par le travers sous une rafale de vent, une partie de son fret basculant sur tribord. En raison de la gîte marquée, l'eau pénètre par les hublots restés ouverts et le Ville d'Évian coule à 5 mètres du quai par 30 mètres de fond. Alors que six membres d'équipage ont été sauvés, un matelot a sombré avec le bateau, qui sera renfloué entre le 16 et 26 mars 1897.

##### AuXXesiècle

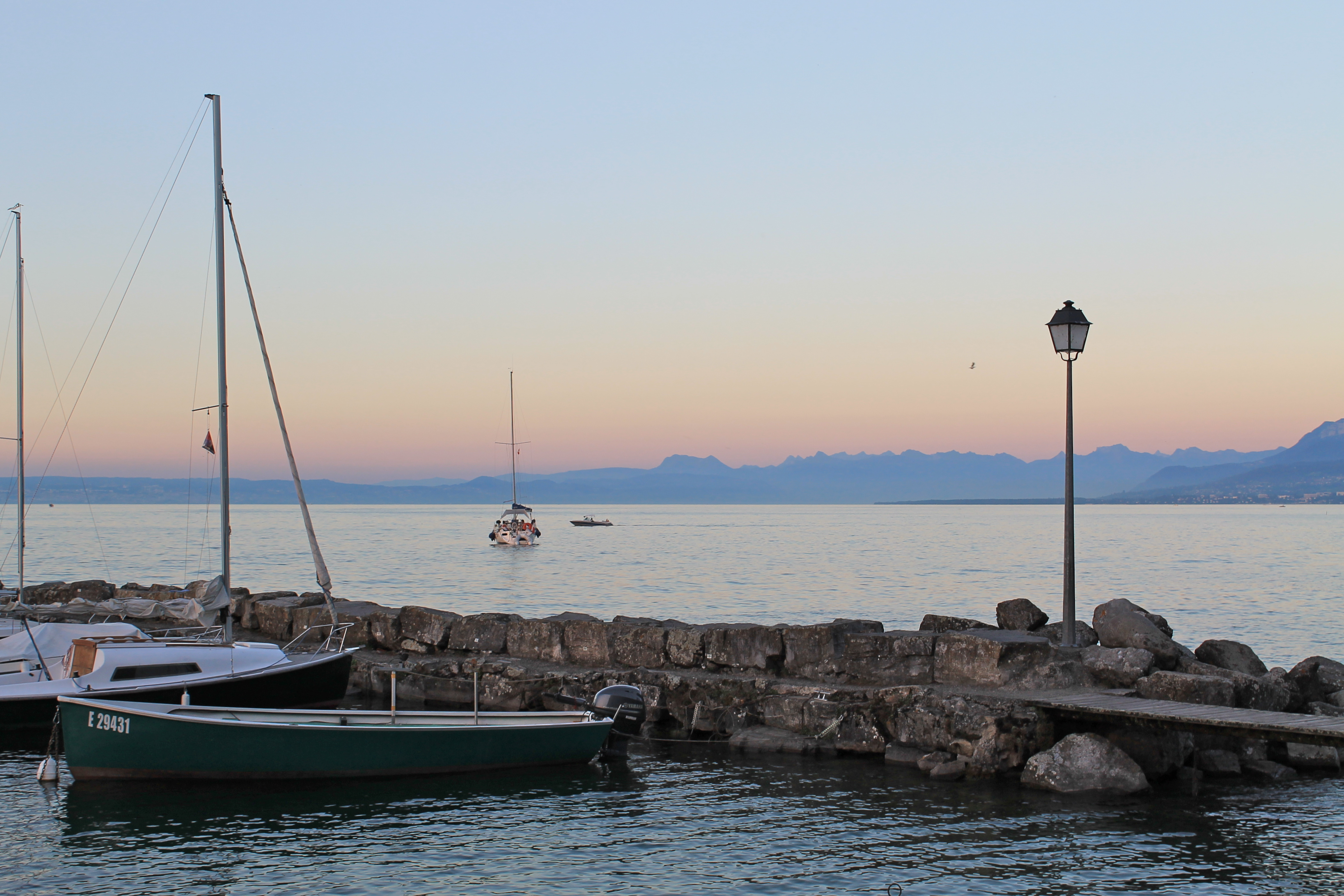
Le Léman, depuis le port d'Yvoire.

Le 18 août 1969, le bateau-promenade La Fraidieu fait naufrage dans la baie de Saint-Disdille près de Thonon-les-bains, causant ainsi la mort de 24 personnes, en majorité des orphelines qui étaient alors en colonie de vacances. La cause du naufrage a principalement été attribuée à la surcharge du navire conçu pour transporter 50 personnes et qui en transportait 58 (mais essentiellement des enfants), mais après expertise, il semble que le navire était vétuste et sa coque présentait des fissures,.
Le 7 août 1970 à 16 h 55, la vedette à moteur, la Sainte-Odile chavire à 200 m du port d’Yvoire, tuant sept personnes. Malgré une météo se dégradant avec l'apparition de Joran, les signaux clignotants d'alarme suisse et une bonne expérience du lac, Fernand Raymond quitte l'embarcadère avec 25 passagers à bord et se fait surprendre par deux lames qui font chavirer le navire en quelques minutes par 4,5 m de fond. Les passagers n'avaient par ailleurs pas montré d'inquiétude. Les témoins de la scène dont le comte Berthier de Sauvigny et le futur maire d'Yvoire, Jean-François Kung, récupèrent les naufragés. Le maire de l'époque, Paul Jacquier, sentant venir la catastrophe, avait même prévenu 10 minutes avant le sauvetage, les pompiers et les gendarmes et parlera par la suite d'inconscience. De même le pilote du Rhône de la CGN indiquera au tribunal : « Ils sont gonflés de sortir sur cette petite embarcation par le temps que l'on voit va avoir ». À la suite de ce second naufrage, moins d'un an après celui de La Fraidieu, le sous-préfet de l'époque, Henri Baud, réuni la semaine suivante les seize communes lacustres, les représentants des sections de sauvetage, des sociétés nautiques, des pêcheurs et des loueurs de bateaux. Dès 1971, les sauveteurs français reçoivent trois vedettes équipées de deux moteurs de 120 CV (Léman I, II et III) et six embarcations légères d'intervention rapide. Les règles de navigation en eau douce sont aussi renforcées en France, sur proposition du sous-préfet, par le décret du 2 septembre 1970, entrainant le retrait de plusieurs navires.

##### AuXXIesiècle
Le 7 septembre 2019, un bateau de plaisance de cinq mètres de long percute un rocher au large d'Yvoire. Ses cinq occupants sont récupérés par les sapeurs pompiers français.

## Activités

### Équipements publics

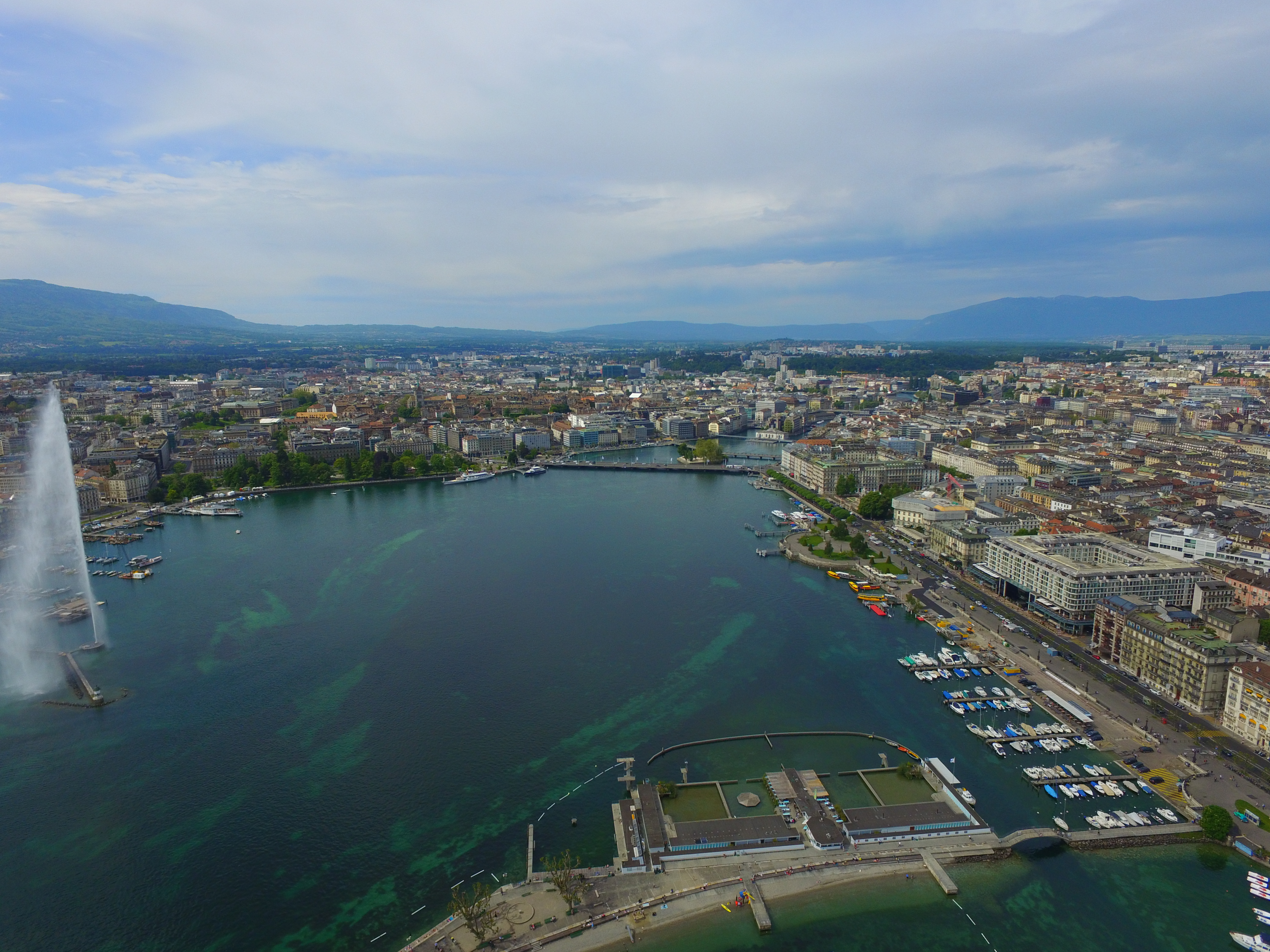
Bains des Pâquis, vus du ciel.

#### Canton de Genève

##### Les Bains des Pâquis
Les Bains des Pâquis sont une installation de bains publics située sur le môle de la rive droite du Léman qui protège la rade de Genève, à la hauteur du quartier des Pâquis.
Cet équipement, créé en 1872, abrite le siège de l'Association des usagers de Bains des Pâquis (AUBP) et du Sauvetage de Genève. Cette association, créée en 1987 a pris la décision d’ouvrir les bains tout l’année.

##### Genève-Plage
Créé en 1932, Genève-Plage est un parc de 42 000 m2 qui héberge une piscine publique et une plage située sur le territoire de la commune de Cologny, dans le canton de Genève.

#### Canton de Vaud
Les bains de Bellerive à Lausanne est la plus grande piscine au bord du lac. D'autres piscines avec accès au lac sont présentes dans les villes de Nyon, Morges, Pully, Corseaux, Villeneuve. La réserve naturelle des Grangettes permet des promenades pédagogiques autour de la biodiversité du Léman.

#### Canton du Valais
Sur la rive valaisanne du Léman, plusieurs équipements publics sont dédiés aux activités nautiques. Les communes de Port-Valais et de Saint-Gingolph disposent de plages aménagées, de quais pour la navigation de plaisance et d'aires de loisirs au bord du lac.

#### Haute-Savoie
La rive française du Léman dispose de plusieurs installations publiques orientées vers les sports nautiques et la baignade. Thonon-les-Bains, Publier-Amphion et Évian-les-Bains possèdent des plages municipales surveillées, des ports de plaisance et des centres nautiques.

### Transport et navigation lacustre

#### Ports
Le Léman comporte plus d'une centaine de ports répartis sur le littoral lacustre. Si la plupart sont gérés par les collectivités publiques, certains sont opérés par des structures privées comme des sociétés nautiques (Port de la Nautique à Genève) ou des coopératives. L'Office des Nations unies à Genève gère aussi sa propre installation portuaire (UN Port) à l'extrémité nord de Genève. Le port du Vieux-Rhône est le seul port à ne pas être situé sur la rive du lac mais le long du Vieux-Rhône.
| Canton / Département | Port                         | Capacité | Ville            |
| -------------------- | ---------------------------- | -------- | ---------------- |
| Genève               | Port de la Nautique          | 1 000    | Cologny          |
| Haute-Savoie         | Port des Mouettes            | 850      | Évian-les-Bains  |
| Genève               | Port-Choiseul                | 800      | Versoix          |
| Haute-Savoie         | Port de Plaisance de Rives   | 798      | Thonon-les-Bains |
| Valais               | Port du Bouveret             | 786      | Port-Valais      |
| Vaud                 | Port de Vidy                 | 750      | Lausanne         |
| Vaud                 | Port d'Ouchy                 | 745      | Lausanne         |
| Genève               | Rade de Genève - Rive gauche | 700      | Genève           |
| Genève               | Port-Noir                    | 437      | Genève           |
| Haute-Savoie         | Port de Plaisance d'Yvoire   | 430      | Yvoire           |

Environ 20 000 embarcations sont amarrées au bord du lac, pour ce qui concerne la plaisance, les déplacements et la pêche. Selon une enquête effectuée par les services cantonaux de navigation et publiée en 2017, 40 % des bateaux amarrés dans les 70 ports ne naviguent jamais et un certain nombre d'autres bateaux sortent « rarement à très rarement ».

#### Compagnie générale de navigation

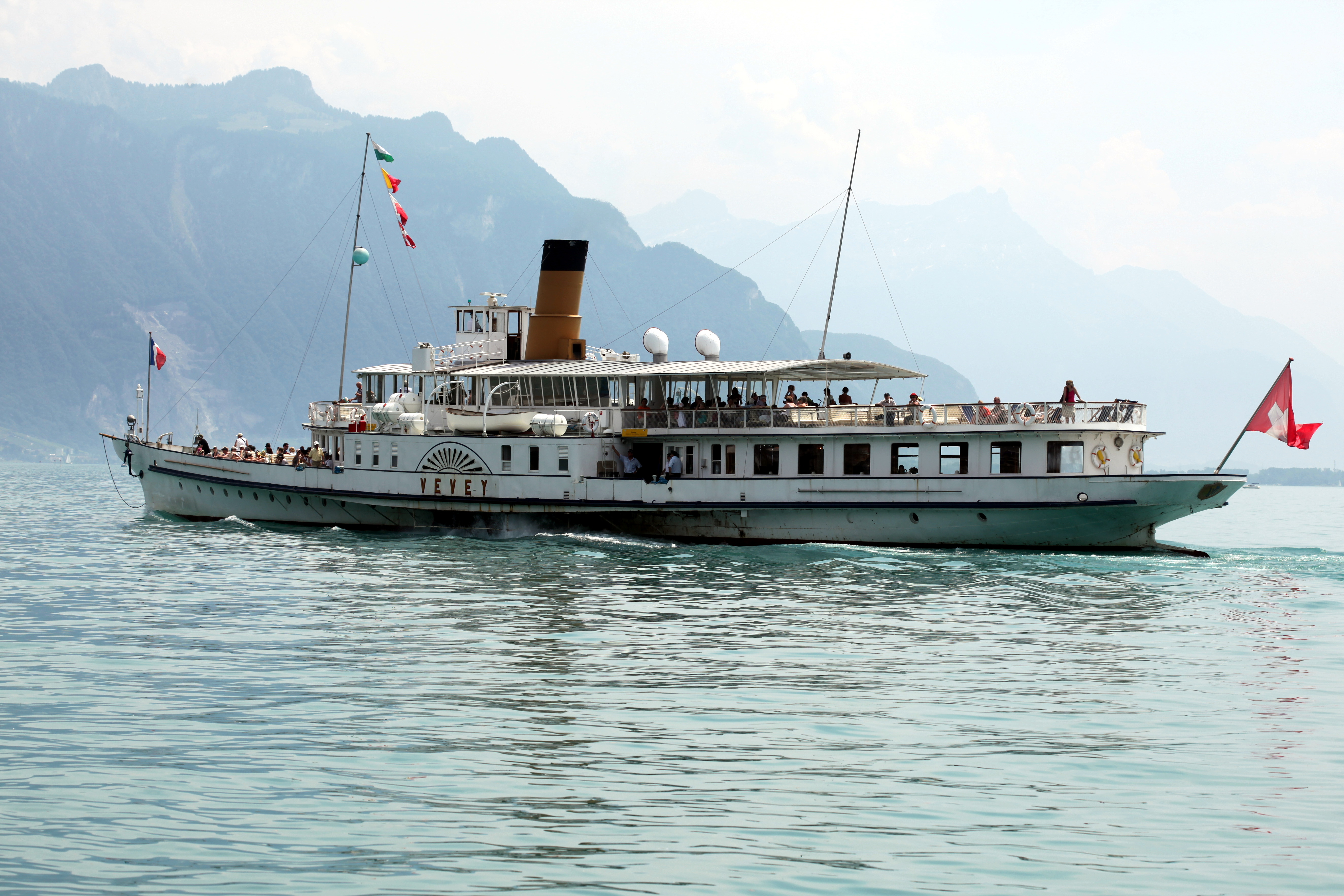
Le Vevey en déplacement sur le Léman, au départ du ponton de Vevey.

Un service de bateaux à aubes (dont la flotte est appelée Belle Époque), dessert depuis le XIXe siècle les principales localités entourant le lac. Sa gestion est confiée à la Compagnie générale de navigation sur le lac Léman (CGN).
La mission de la CGN est l'exploitation commerciale des moyens de transport sur le Léman, l'entretien, la conservation et l'exploitation des bateaux. En plus de sa flotte, la CGN possède un chantier naval à Lausanne, à proximité du port.
La flotte comprend 5 bateaux à vapeur et à roues à aubes, 3 bateaux à propulsion Diesel-électrique et à roues à aubes, 5 bateaux « modernes » sans roues à aubes, 4 vedettes et 2 navibus.

#### Mouettes genevoises

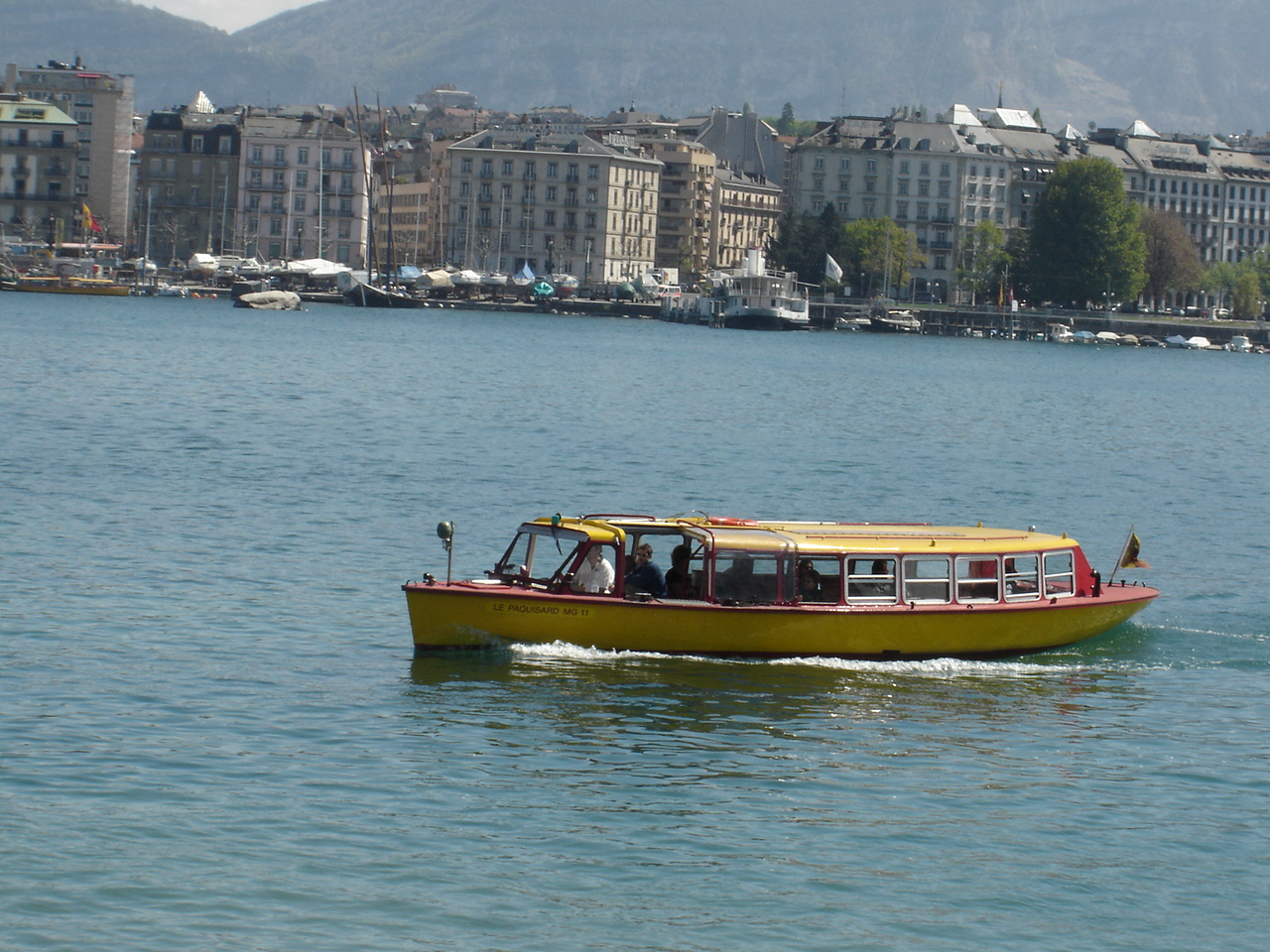
Une Mouette genevoise (« Le Pâquisard »).

La Société des Mouettes genevoises (SMGN-SA) exploite un réseau de quatre lignes lacustres naviguant sur le Léman, au niveau de la rade de Genève. Cette société gère six bateaux peints en rouge et jaune, couleurs de la ville de Genève. D'ici la fin des années 2010, deux des trois bateaux en bois seront remplacés par des bateaux à propulsion électrique

#### Barques du Léman
On peut également naviguer à l'ancienne avec des barques traditionnelles (dites aussi barques de Meillerie du nom d'une carrière et de son port), mais les missions de ces navires historiques sont plus liées à l'activité touristique et au devoir de mémoire locale qu'au transport de biens ou de personnes. Aujourd'hui, cinq barques sont en circulation et se destinent à la plaisance, dont La Neptune, construite en 1904, restaurée en 2004, la Vaudoise (ex la Violette, construite en 1932), la Savoie, réplique d'un navire en 1896, construite en 2000, l'Aurore, copie d'une cochère gingolaise et construite, elle aussi, en 2000 et La Demoiselle, également dénommée « barque des enfants » est la réplique, à l'identique, d'un bateau construite à Vevey en 1828 et portant le même nom.

Les barques du Léman
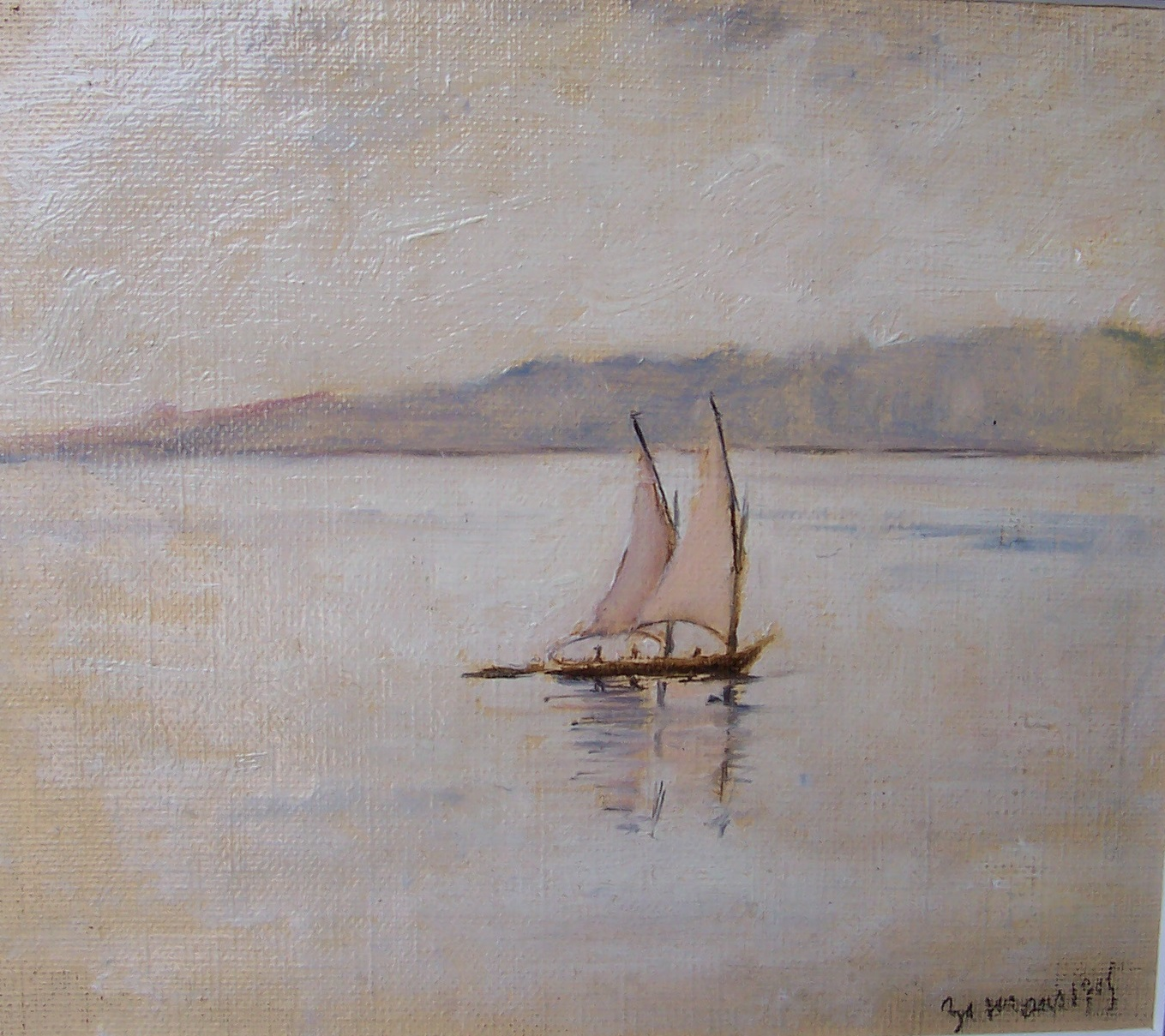
Une barque du Léman en 1905 (Charles Favre).
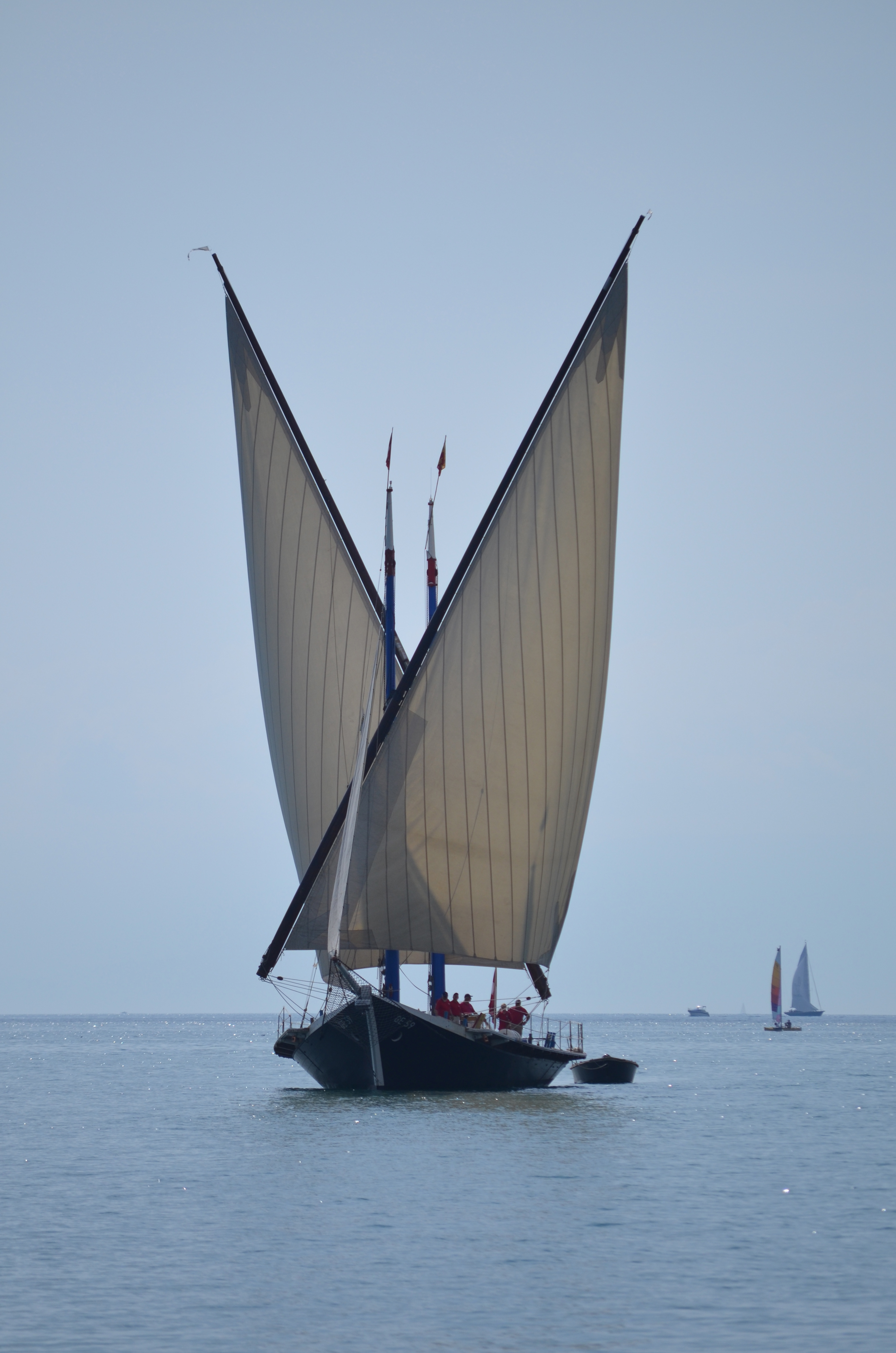
La Neptune.
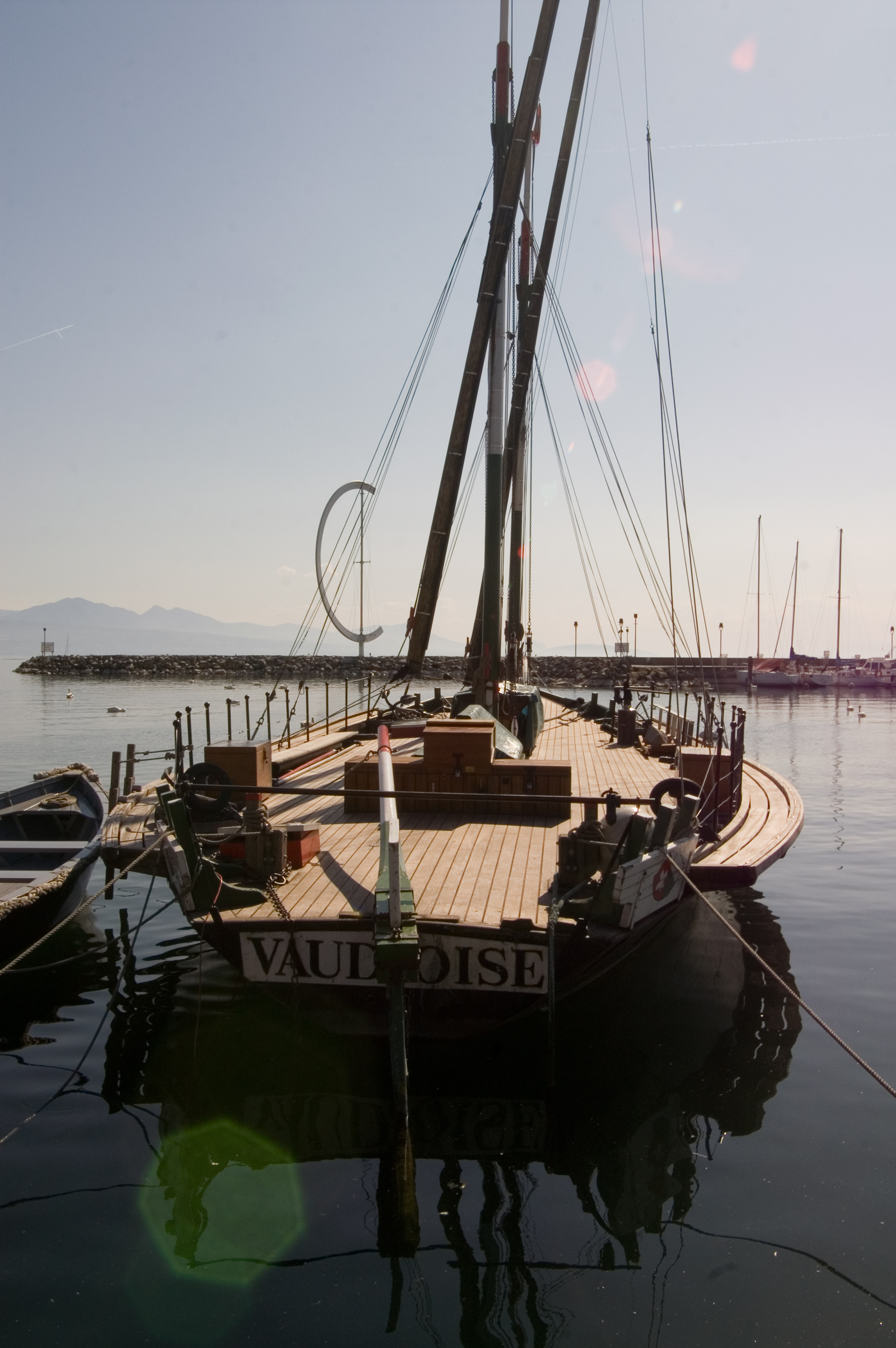
La Vaudoise.
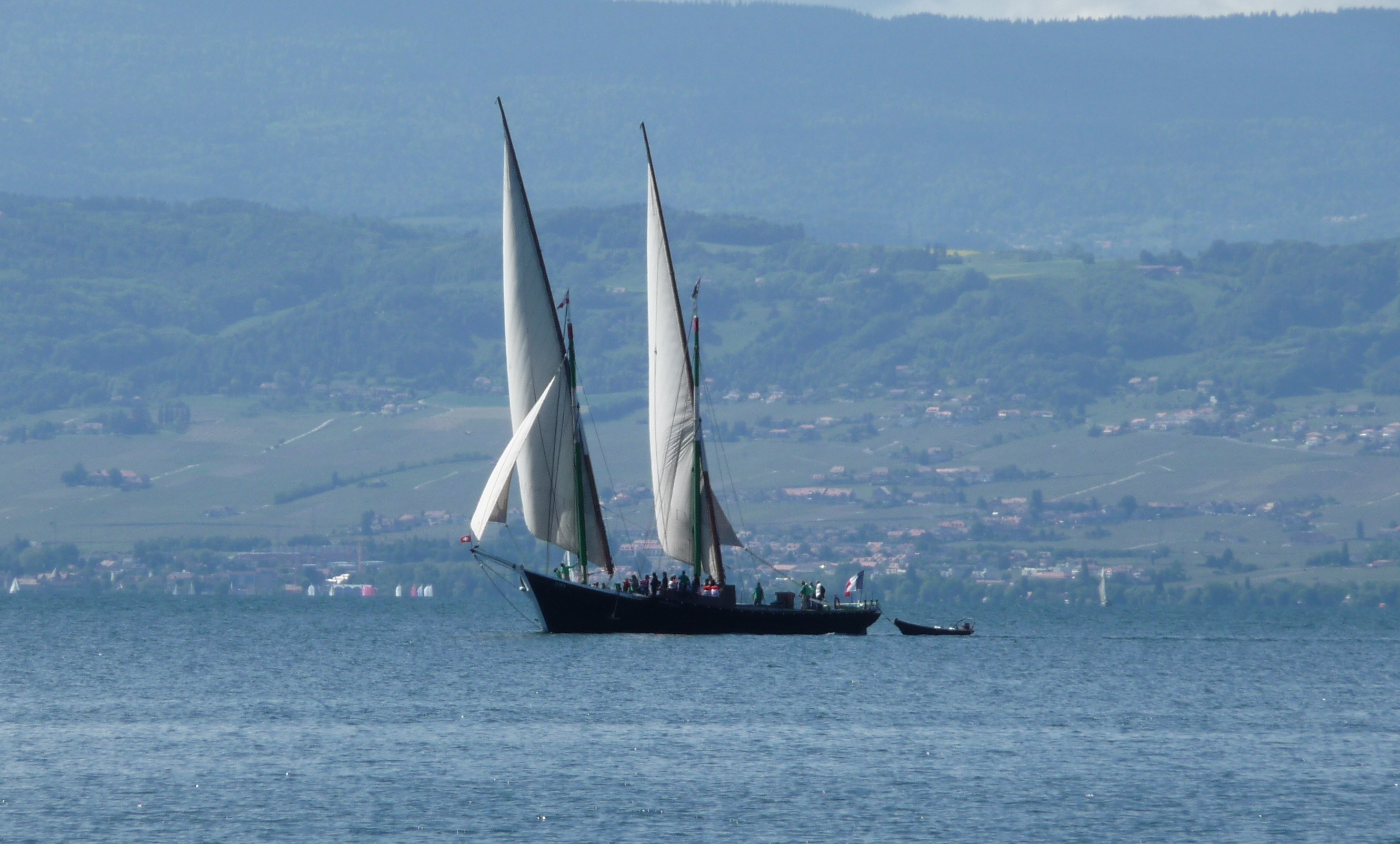
La Savoie.
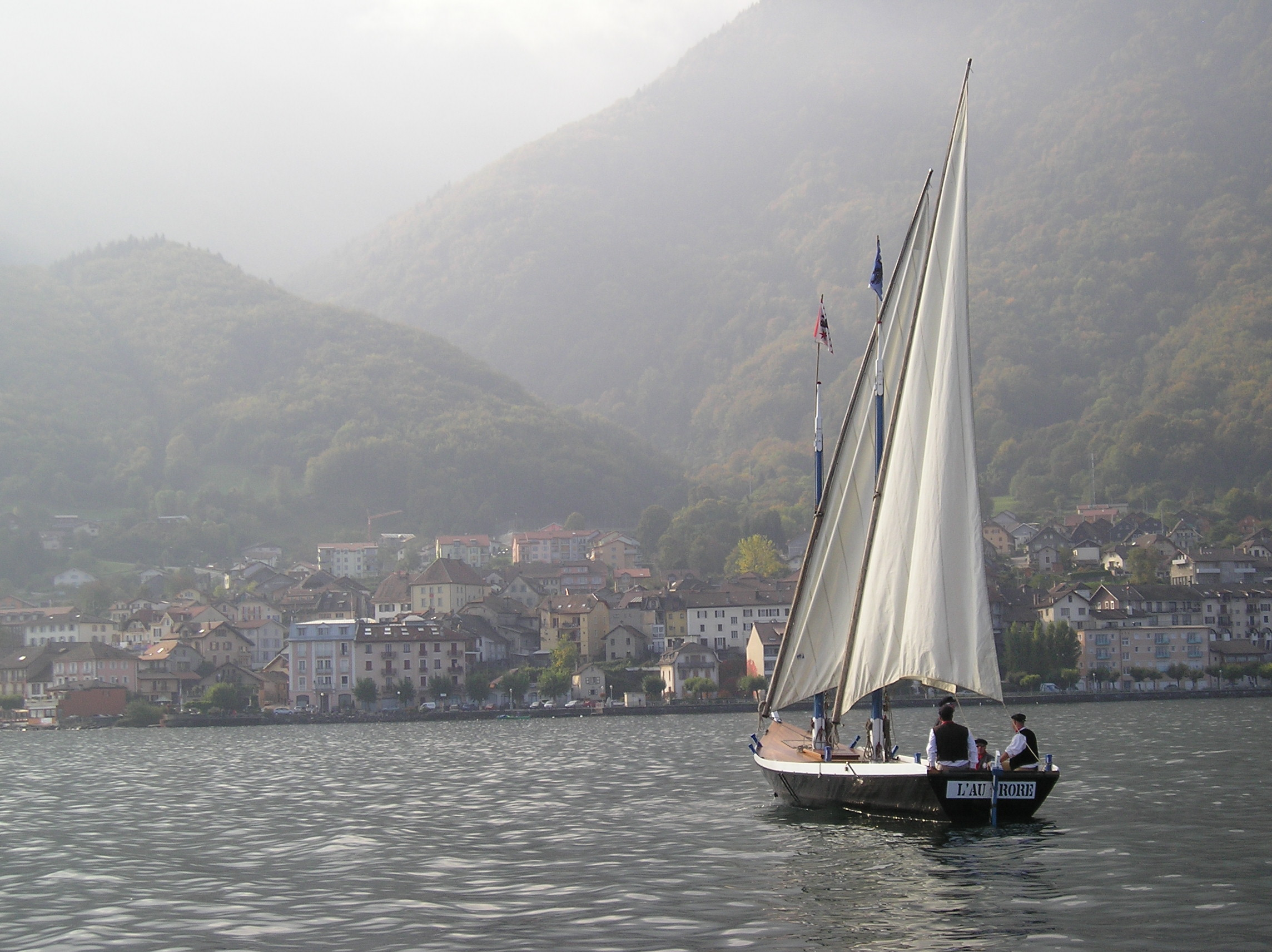
L'Aurore.
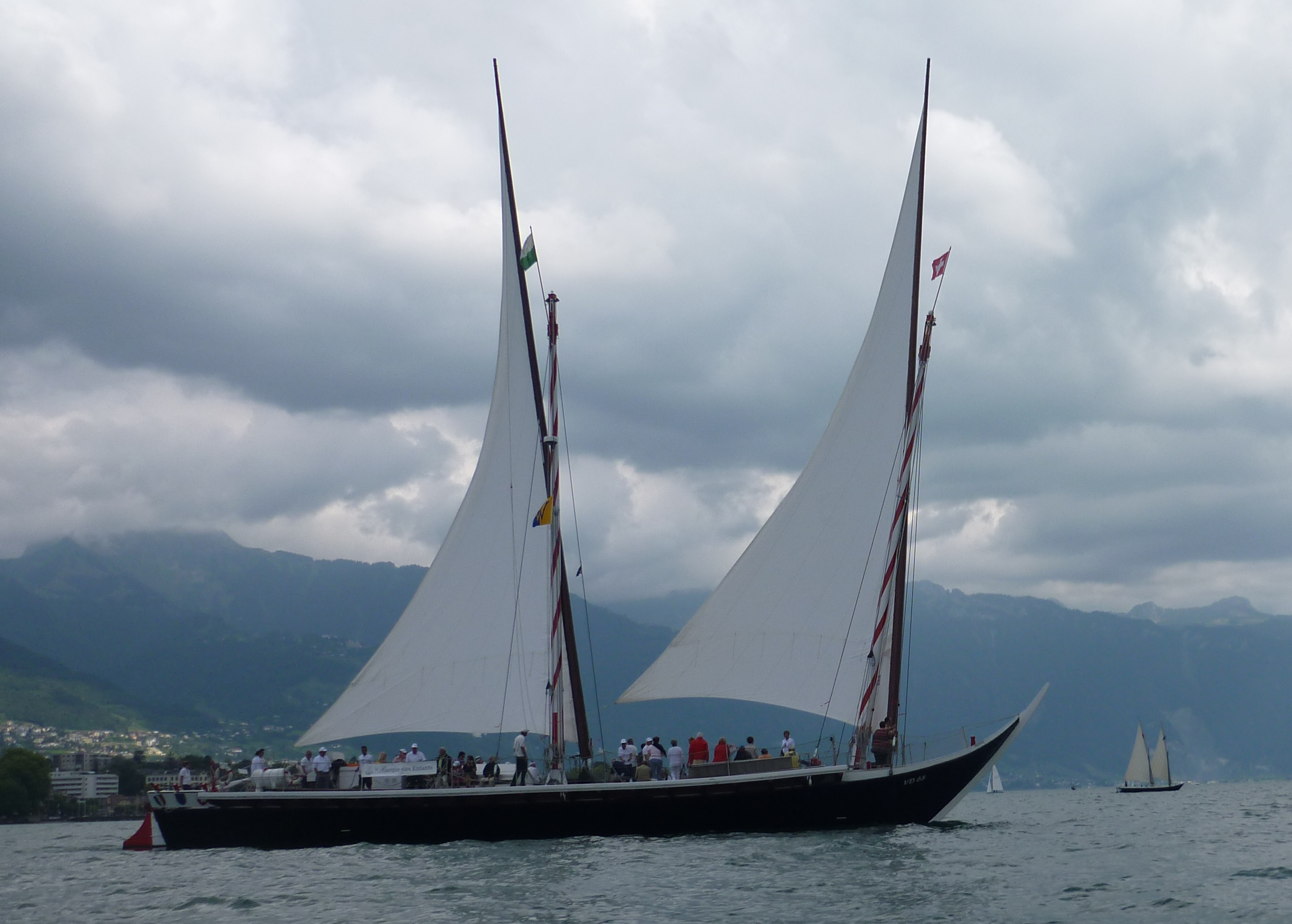
La Demoiselle.

#### Taxis du Léman
L'installation d'une société de bateaux volants électriques assurant un service de taxi dénommés Sea Bubble est prévue à Genève entre les deux rives du lac.
Depuis avril 2018, une ligne pilote est en test pour une durée initiale de trois à neuf mois. Ce projet a reçu le soutien du département des transports du canton de Genève.
La phase de commercialisation pour une livraison des engins était envisagée au premier trimestre 2019.
À la fin de 2019, aucune demande d'homologation n'avait été transmise au Canton de Genève.
Toutefois, Alain Thébault rêve toujours de voir flotter un jour ses « SeaBubbles » sur les eaux bleues du lac. Il réaffirme le 16 octobre 2019, son intention de déployer ses navires au printemps 2020.

#### Catamaran «Évian One»
L'élaboration du navire dénommé Évian One, puis sa construction s'inscrit dans le cadre du plan de développement engagé par un complexe hôtelier d'Évian. Il s'agit d'un catamaran équipé de deux moteurs de 330 chevaux avec des coques profilées, afin d'obtenir le meilleur aérodynamisme possible. Les clients du complexe hôtelier peuvent rallier l'aéroport de Genève en cinquante minutes au lieu d'une heure et trente minutes par la route.

#### Sous-marins

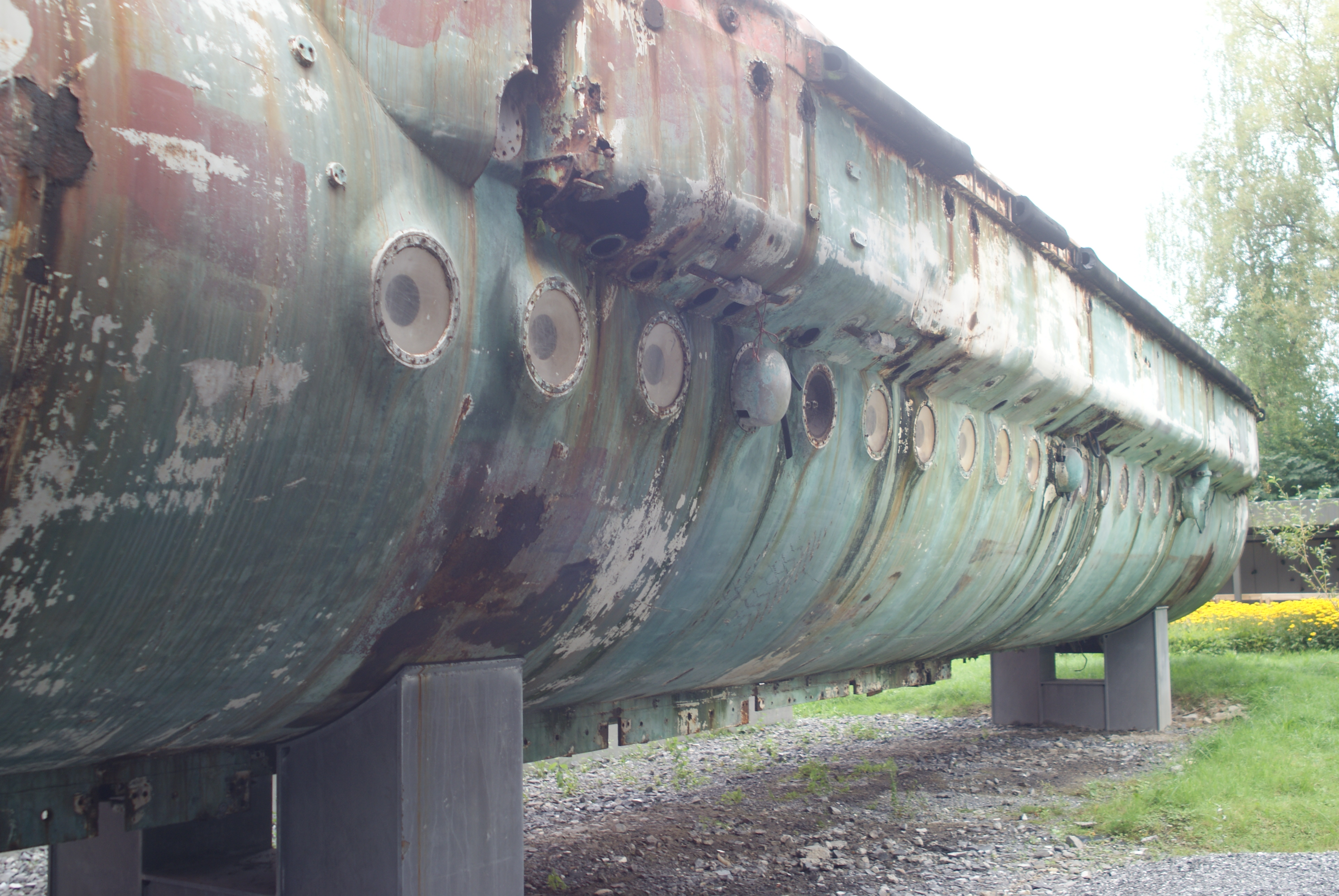
Le mésoscaphe Auguste Piccard.

Quatre sous-marins ont plongé dans le Léman : le mésoscaphe Auguste Piccard (lors de l'exposition nationale suisse de 1964), le F.-A. Forel (mis à l'eau en 1979) et les sous-marins russes Mir 1 et Mir 2 en 2011,.
Le sous-marin F.-A. Forel est toujours visible, car il a été cédé à la Fondation de « La Maison de la Rivière », situé à Tolochenaz, par l'ingénieur Jacques Piccard, en novembre 2006, et reste une pièce de la collection permanente de ce musée situé à proximité immédiate du lac.
En 2018, un robot planeur sous-marin élaboré aux États-Unis va sonder les tourbillons du Léman, afin de permettre aux chercheurs locaux de l'école polytechnique fédérale de Lausanne, de pouvoir collecter des données inédites qui permettront de mieux comprendre l’impact du gyre sur la structure tridimensionnelle de l’écosystème aquatique lémanique.

#### Motomarine
La pratique de motomarine (ou jet-ski) sur les eaux lémaniques a été interdite par les autorités fédérales suisses depuis le février 2019.
Côté français, le préfet de Haute-Savoie affirme dès juin 2018 vouloir faire interdire totalement cette pratique dès l'année 2019.
L'interdiction est effective sur l'ensemble du lac depuis le 1er juin 2019.

#### Traversée aérienne
Pour stimuler le développement de l'aviation à Genève alors balbutiant, la société Perrot Duval, spécialisée dans la motorisation, offre en 1909 un prix de 5 000 Frs au premier pilote capable d'effectuer une traversée aérienne du Léman dans sa longueur (80 km). La traversée est alors considérée comme un exploit car elle s'effectue un an après la première traversée de la Manche par Louis Blériot, alors moitié plus courte (35 km), et la topographie autour du lac restreint les zones d’atterrissage sur la rive gauche. Le défi est cependant rapidement réalisé par les frères Henri et Armand Dufaux le 28 août 1910, après s'être inscrit le 27 juillet 1910.

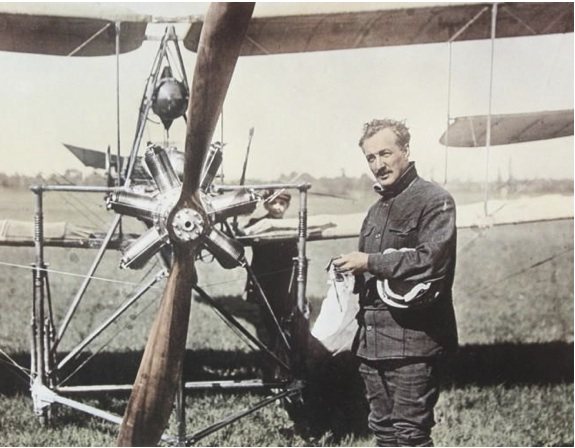
Armand Dufaux devant son biplan.

La traversée est effectuée par Armand Dufaux, son frère Henri ne sachant pas nager, à bord d'un Dufaux 4 de leur conception. L'avion est équipé de 35 flotteurs construits à partir de vessies de cochon qu'ils achètent dans les charcuteries de Genève. La tentative est initialement annoncée pour le 7 août 1910 mais elle est reportée pour le 28 août 1910 en raison d'une avarie moteur, soit après le meeting de Viry qui a lieu du 14 au 21 août.
Le vol débute depuis Noville à « 5h44’59’’3/5 » d'après le chronomètre des commissaires. Le décollage a lieu sur une zone marécageuse empêchant un roulage trop important au risque de s'embourber. Armand Dufaux vole à 30-50 m au-dessus du lac mais doit dès le début gérer des trous d'air qui le menace de s'écraser dans le lac d'autant plus qu'il n'est pas sanglé. La plaque protectrice de celluloïd qui lui sert de pare-brise s'envole ensuite et, dépourvu de lunettes, reçoit le vent, les gaz d'échappement et l'huile moteur en plein visage. Armand Dufaux traverse la ligne d'arrivée virtuelle Versoix – Bellerive, signalé par un coup de canon tiré depuis Bellerive, les yeux brûlés par l'huile de ricin mais il lui faut encore atterrir sur la rive pour gagner le prix. Il effectue un virage sur la droite qui le rabat encore plus vers le lac en raison du couple moteur. Son moteur commence alors à faiblir et l'avion perd le peu d'altitude qui lui reste. Il atterrit comme prévu au lieu-dit la Gabiule, sur la commune de Collonge-Bellerive, entre deux poteaux télégraphiques, à « 6h41’06’’2/5 » soit un parcours de 66 km réalisé en « 56’06’’ 4/5 ».

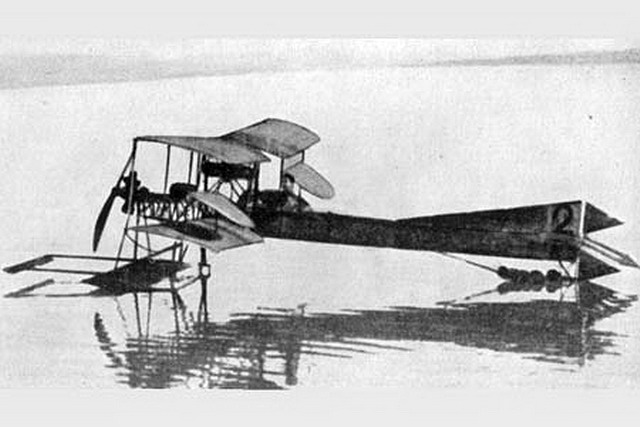
Le Dufaux 4 équipé de flotteurs.
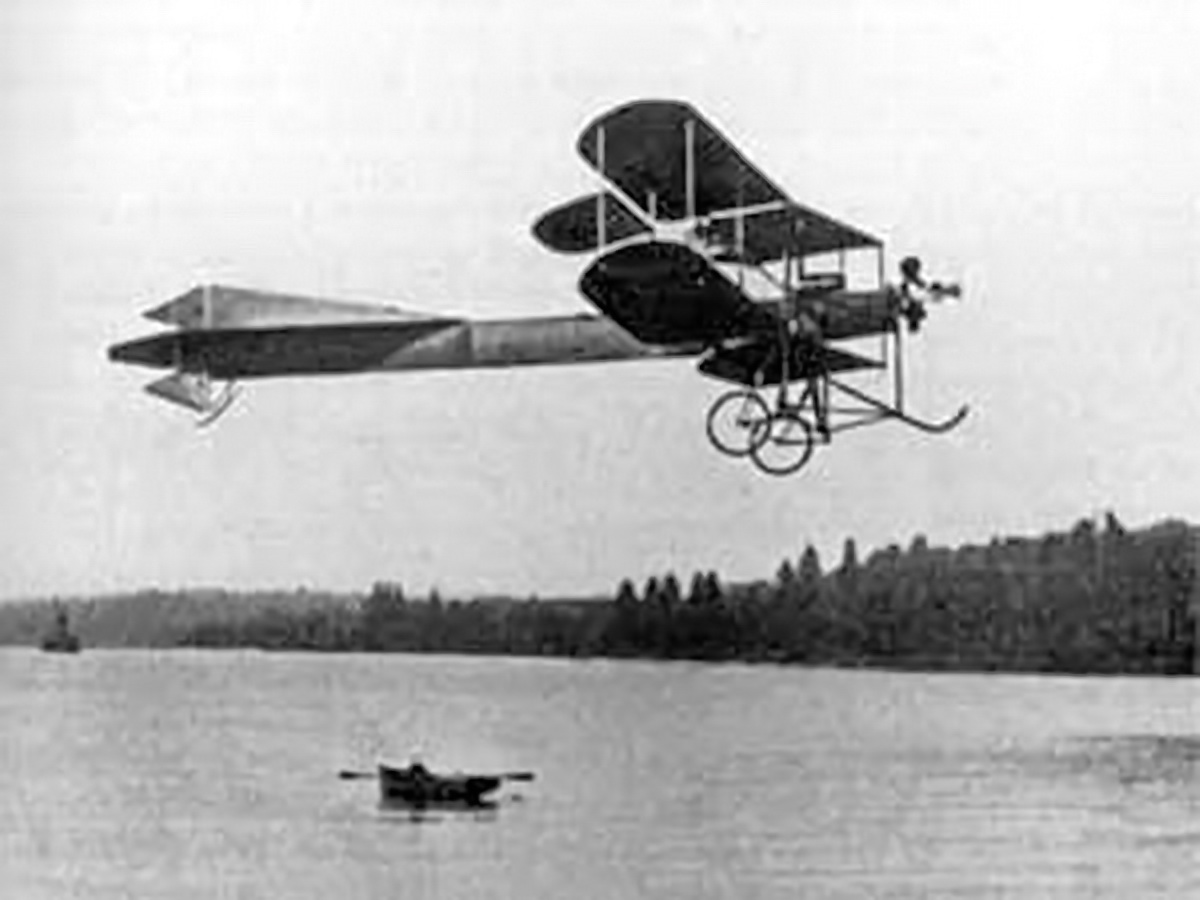
Armand Dufaux lors de la traversée du lac.

Grâce à cet exploit, Armand Dufaux supplante le record de durée de vol au-dessus des eaux de Louis Blériot dont la traversée de la Manche avait été effectuée en 37 min. Un monument, conçu par Maurice Sarkissof, est inauguré à l'emplacement de l’atterrissage le 21 mai 1911 à l'initiative des amis des frères Dufaux et du Club Suisse d'Aviation. Le monument sera ensuite déplacé en 1932 (46° 15′ 50″ N, 6° 12′ 21″ E) dans une rue qui sera nommée en l'honneur du pilote à la suite de son décès en 1941. Aujourd'hui un monolithe marque toujours l’atterrissage.

### Pêche

#### Pêcheurs amateurs
Aucune période de fermeture annuelle de la pêche n'est imposée pour le Léman, il existe cependant des périodes de protection selon les différentes espèces de poisson. L'application d'un concordat entre la France et la Suisse permet que ces limitations soient les mêmes dans ces deux pays. Un permis de pêche est obligatoire pour pécher sur le plan d'eau. La pêche sans permis peut être autorisée mais à condition de pécher au bouchon fixe et avec une limite d'une ligne par personne.

#### Pêcheurs professionnels
En 2015, selon le site de presse économique français La Tribune, 132 pêcheurs professionnels étaient en activité sur le lac. Selon ce même site, la profession génère une centaine d'emplois, tous liés à la transformation du poisson.

#### Halieutique
En 2007, au total 1,2 million d'ombles chevaliers (de 5 à 9 mm) et 500 000 truites (de 5 à 10 mm) ainsi que des féras ont été lâchés autant du côté français que suisse, mais, selon l'INRA, « la reproduction naturelle a repris le dessus, grâce à la meilleure santé du lac qui offre une qualité de planctons accrue ». Cependant, « le brochet, grand prédateur du lac, fait des ravages » en particulier chez l'omble chevalier et la truite. Du coup, les captures de cette espèce sont passés en quelque temps de 4 tonnes avec un but de 50 tonnes par an, mais cela ne semble pas suffire.
Selon le site de l'université de Genève après une forte augmentation consécutive à ce repeuplement intensif, les captures d’ombles chevaliers dans le Léman sont en constante diminution depuis les années 2000.

#### Perles du Léman
Saint-Gingolph s'est fait connaitre à partir des années 1920 pour sa production de fausse perles imitant le rendu d'une perle naturelle. Elles étaient réalisées à partir du broyage des écailles d'ablette qui ont la particularité d'exploiter la brillance de leur écaille comme camouflage. Le produit à la texture pâteuse et à l'éclat scintillant était autrefois dénommée essence ou brillant d'Orient. Des perles en porcelaine sont ensuite plongées dans cette solution mélangée à du collodion pour obtenir le résultat final.
À l'origine, au début du XXe siècle, la confection de ces perles s'effectuait à Paris qui comptaient alors plusieurs ateliers de conception de fausses perles et  nécessitaient l'importation de brillant d'Orient d'Allemagne. L'avènement de la Première Guerre mondiale entraine l'arrêt des approvisionnements et obligent les fabricants parisiens à se tourner vers la pisciculture de Thonon-les-Bains. La demande élevée (10 kg d'écaille d'ablette par jour) et le prix élevé (jusqu'à 120 Francs le kilo en 1919) génère une ruée des pêcheurs entre Saint-Gingolph et Neuvecelle. Ces derniers capturaient les poissons au moyen d'une seine à petite maille pour ne pas les abimer. La technique, dénommée l'aéroplane, était interdite mais les autorités fermaient les yeux pendant la guerre. Le brillant d'Orient était ensuite envoyé en barrique à Paris par train. Le reste du poisson était ensuite vendu comme sardine ordinaire ou rejeté dans le lac. Parallèlement, des ateliers de confections de perles apparaissent à Saint-Gingolph, Meillerie et Thonon-les-Bains mais seul ceux de Saint-Gingolph (la Perle de Saint-Gingolph, la Perle du Lac, la Perle Orion et la Perle du Léman) réussissent à subsister. L'ouverture des frontières ainsi que le développement de nouvelles techniques entrainent leur fermeture définitive en 1974 et sauve par la même occasion l'ablette de l'extinction. L'activité reprend au début des années 2020 avec l'ouverture de la Fabrique des Perles du Léman. Son procédé de fabrication se distingue par l'absence de recours à des substances toxiques en recourant à des polymères à base de coton et reposent sur l'extraction de nacre depuis divers poissons (féra, gardon et perche).

### Société Internationale de Sauvetage du Léman

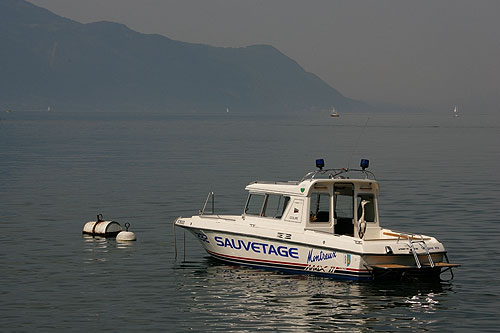
Vedette Vigie III (Lémano 232) de la section de Montreux.

La Société Internationale de Sauvetage du Léman (SISL) est une organisation franco-suisse à but non lucratif ayant pour but le sauvetage sur le lac. Formée de 2 200 membres bénévoles, elle est active depuis 1885. Elle est organisée en 34 sections, qui ont chacune la responsabilité d'un poste de sauvetage.

#### Flotte
En avril 2017, la SISL dispose de 25 unités d'intervention (embarcations de sauvetage sans cabine) et 27 vedettes (embarcations de sauvetage avec cabine).
Le flotte historique et traditionnelle des canots à rames représente 43 unités, pour la plupart entièrement en bois. Ces canots sont utilisés pour les entraînements et les courses à la rame.

### Service d'avertissement des coups de vents

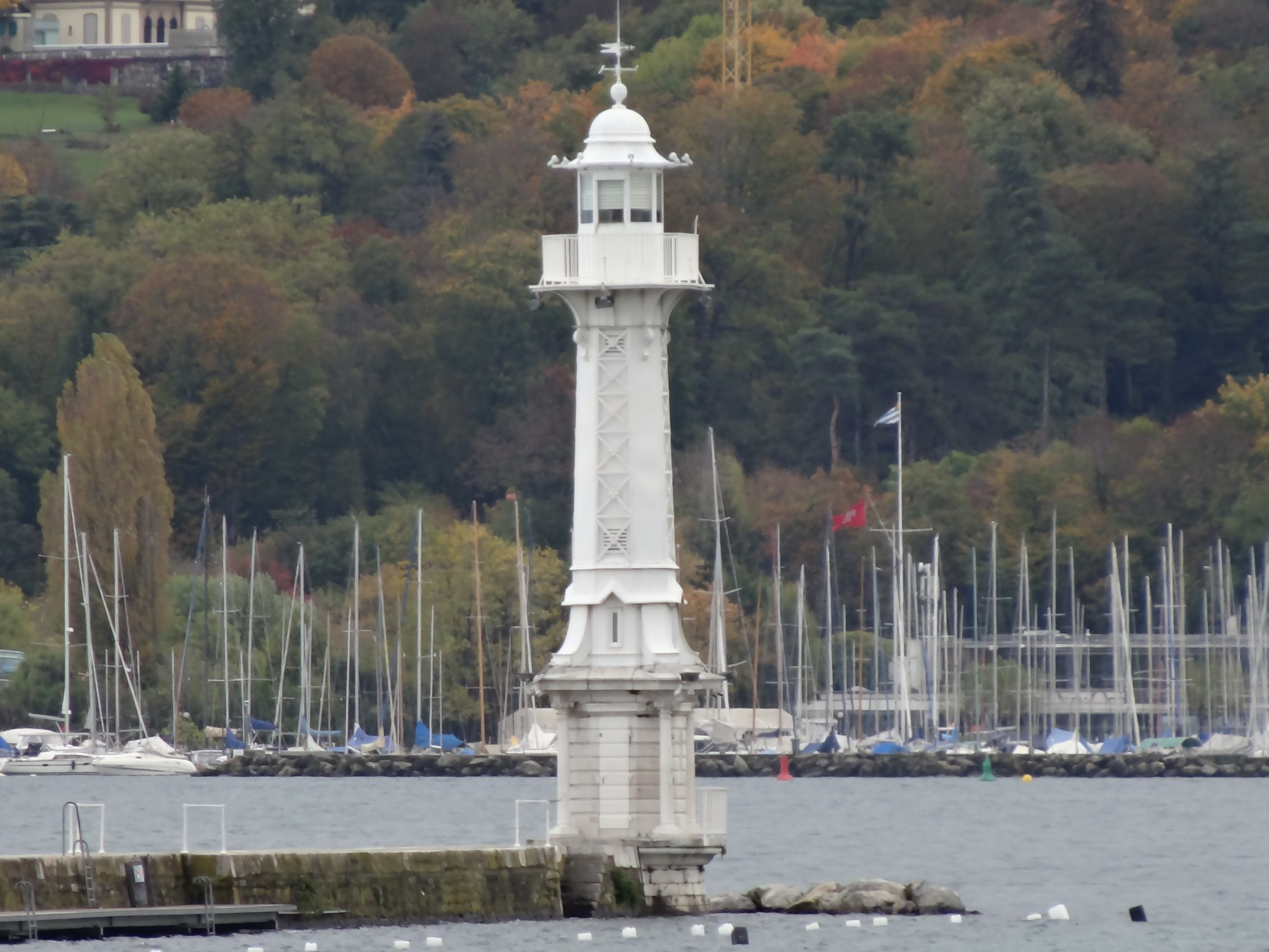
Phare des Pâquis (Genève).

Le lac est équipé d'un réseau de phares alertant les usagers du lac, souvent deux heures à l'avance, de l'imminence d'un probable coup de vent ou orage. Au nombre de 22, ils sont disposés tout autour du lac regroupés dans trois zones d'alerte : le Haut Lac (Vevey, La Tour-de-Peiz, Montreux, Villeneuve, Le Bouveret, et Meillerie), le Grand Lac (Rolle, St-Prex, Morges, St-Sulpice, Vidy, Ouchy, Pully, Lutry, Cully, Evian, Thonon et Excenevex) et le Petit Lac (Genève, Versoix, Nyon et Nernier).
Selon l'article 40 Signaux d’avis de tempête de l’ordonnance sur la navigation dans les eaux suisses
« L’avis de fort vent (feu orange scintillant à environ 40 apparitions de lumière par minute) attire l’attention sur le danger de l’arrivée de vents dont les rafales peuvent atteindre 25 à 33 nœuds (env. 46 à 61 km/h), sans indication précise de l’heure. Il est émis aussi tôt que possible. »
« L’avis de tempête (feu orange scintillant à environ 90 apparitions de lumière par minute) attire l’attention sur le danger de l’arrivée de vents dont les rafales peuvent dépasser 33 nœuds (env. 60 km/h), sans indication précise de l’heure. ».

### Organisations d'événements sportifs
Le lac est lié à l'organisation de nombreuses compétitions sportives, notamment dans le domaine nautique, mais aussi des épreuves d'autres sports pratiqués sur ses berges. Ses rives accueillent de nombreux triathlons dont notamment à Lausanne, à Thonon-les-Bains et à Genève.
La motomarine, bien que sujette à désaccord, est interdite sur l'ensemble du Léman en vertu d'un accord entre la France et la Suisse.
Le siège du Comité international olympique est situé au bord du Léman au château de Vidy et son musée longe le quai d'Ouchy, à Lausanne.

#### Régates

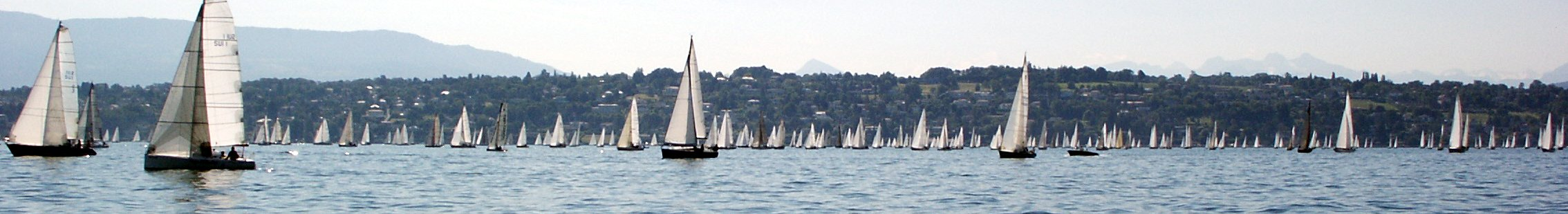
Les participants du Bol d'or de 2005 peu après le départ.

- Bol d'or : chaque année, au mois de juin a lieu la plus importante compétition de voile au monde sur plan d'eau fermé (lac), le Bol d'or Mirabaud dont la 81e édition est organisée en 2019. Près de 600 bateaux y prennent part en moyenne. Le but est de réaliser le plus vite possible l'aller-retour entre Genève (extrémité ouest du lac) et Le Bouveret (extrémité est du lac)[199],[200].
- Translémanique : à la mi-septembre, une régate similaire est organisée mais en solitaire appelée la Translémanique en Solitaire. En juin, une autre régate importante a lieu : les Cinq jours du Léman. C'est la plus longue course d'endurance en bassin fermé d'Europe. Au cours de l'année, de nombreuses autres régates se disputent sur le lac, les séries multicoques étant très bien représentées.

#### Aviron
Depuis 1972, le tour du lac Léman à l'aviron à la rame est organisé chaque année par la Société nautique de Genève. Il s'agit de la plus longue course d'aviron au monde puisque ce ne sont pas moins de 160 km qui sont parcourus le long des côtes en une seule étape.

#### Autres sports

##### Athlétisme
- Marathon de Lausanne : le troisième samedi d'octobre voit se dérouler le marathon de Lausanne, qui longe le bord du Léman jusqu'à La Tour-de-Peilz. La ronde de la presqu'île du Léman est une course à pied, organisée par la ville de Messery (Haute-Savoie) depuis 30 ans. Se présentant en plusieurs sections de différentes distances, elle est enregistrée par la Fédération française d'athlétisme dеs courses dites « hors stаdе ». Elle est également ouvertes aux marcheurs depuis 2010[201].
- Run Mate : la Run Mate est une course à pied, organisée en relais découpée en 19 points et dont la première édition se déroule le dernier week-end 2019 autour du lac. Son point de départ et d'arrivée est situé à Vevey (canton de Vaud) et celle-ci concerne donc l'ensemble des cantons suisses et le département français de la Haute-Savoie. La première édition compte 1 378 participants[202].

##### Cyclisme

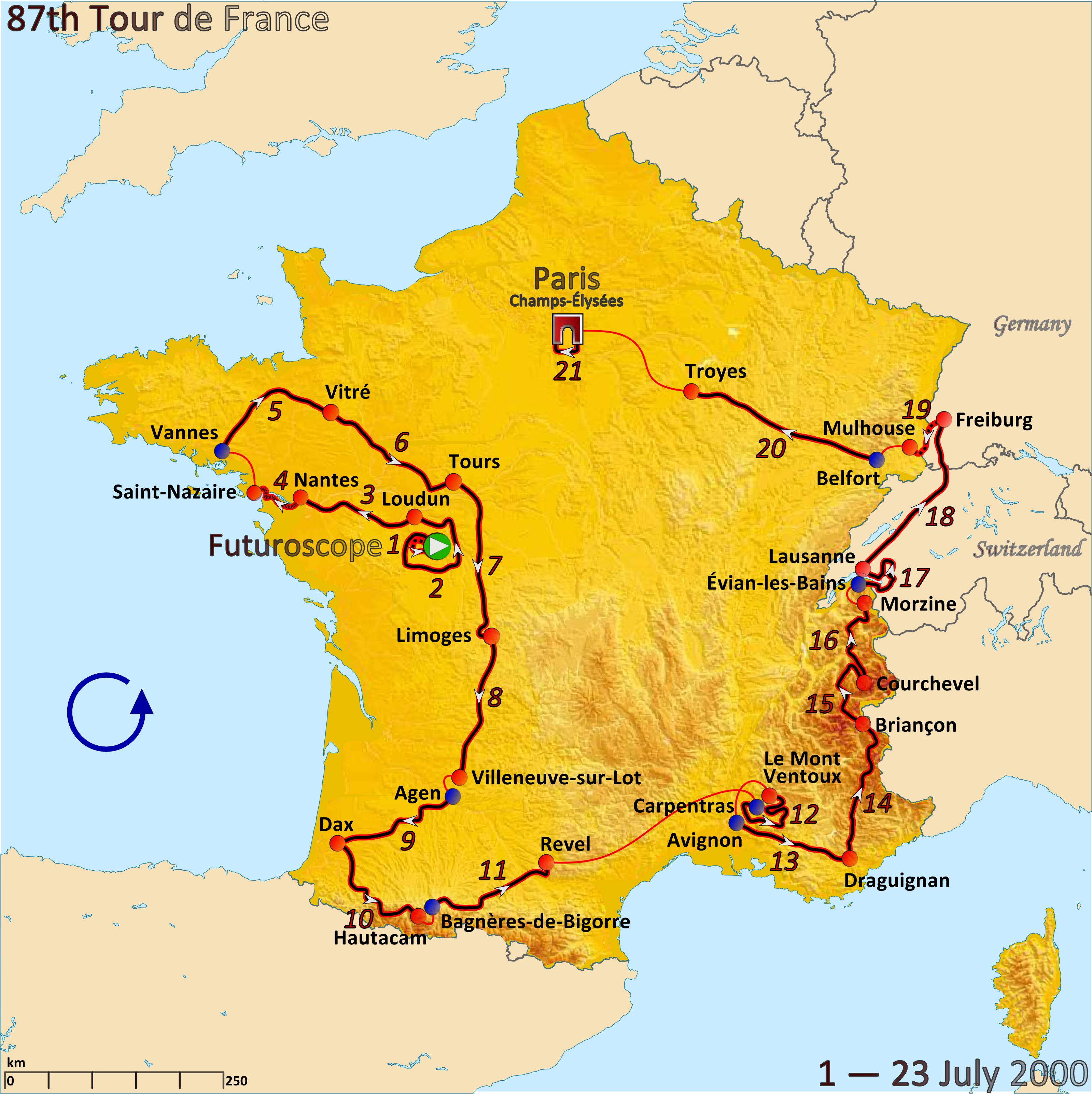
Tour de France 2000.

- Tour du Léman : créé en 1879, Le Tour du lac Léman était une course cycliste suisse. Après deux dernières éditions en 2004 et 2005, cette compétition n'a plus été disputée.
- Tour de France : le Tour de France a consacré la ville de Genève comme ville étape lors éditions de cette compétition en 1913, 1914, 1919, 1921, 1922, 1923, 1935, 1937, 1951 et 1990. Lausanne fut une ville étape lors des tours 1948, 1949, 1952, 1978 et 2000. Thonon-les-bains a également été une ville étape lors des éditions du tour de 1955; 1957, 1960, 1964, 1969, 1970, 1975, 1977, 1981. Enfin Évian-les-Bains a accueilli le tour de France deux fois, durant les éditions de 1979 et de 2000.

##### Nage
Il y a plusieurs compétitions comme la traversée internationale du lac Léman à la nage (Lausanne - Evian) de 13 km, la Traversée de Montreux-Clarens à la nage de 1,8 km, la Traversée du lac de 1,8 km à Genève, toutes en été.
La Coupe de Noël, créée en 1934, Les participants devant parcourir la distance de 100 mètres dans une eau avoisinant les 6 °C en décembre à Genève.

### Tourisme
Bien qu'il paraisse relativement difficile de déterminer les sites à retenir pour donner une approximation de la fréquentation touristique du Léman, il reste toutefois possible, d'après une étude de 2001 de l'Observatoire national du tourisme (ONT), de connaitre la fréquentation touristique liée au lac pour la Suisse était de 1 550 000 personnes en 1999.
En ce qui concerne la France, il était indiqué pour l’année 2001 une fréquentation dans les pays du Léman représentant 16 % des nuitées du département de la Haute-Savoie. Le nombre de nuitées en hôtels et campings cette année-là ayant été d'environ 4 500 000, cela représente donc quelque 720 000 nuitées.
Le sentier de grande randonnée GTA (Grande traversée des Alpes), créé au début des années 1970, commence à Saint-Gingolph, au bord du Léman, au niveau de la frontière franco-suisse.

#### Musées

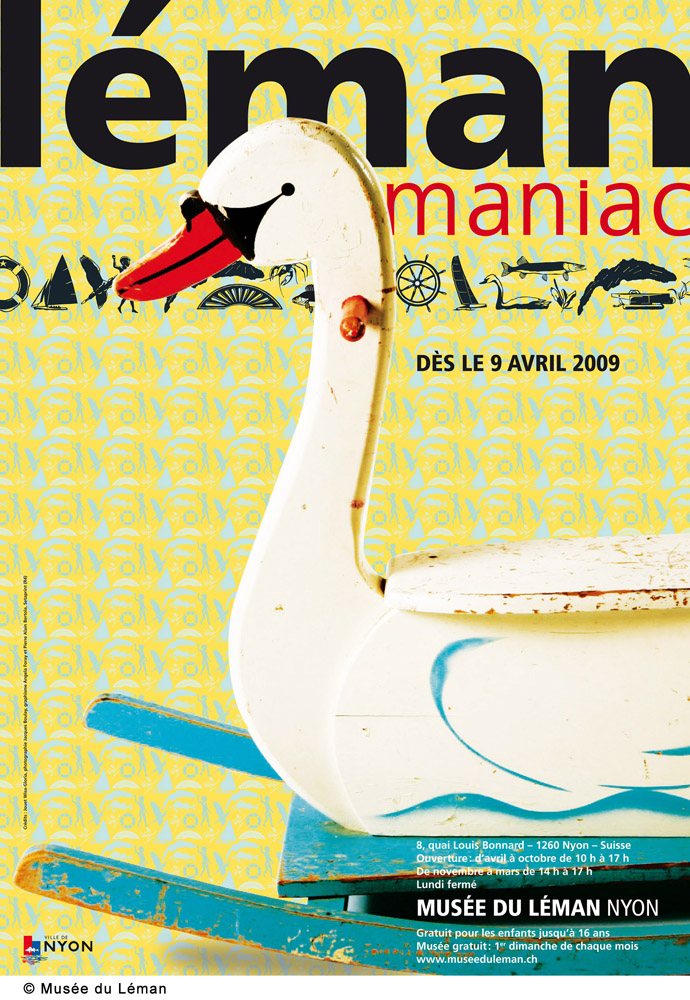
Affiche d'une exposition temporaire au Musée du Léman.

##### Musée du Léman
Fondé et inauguré le 5 juillet 1954 par maître Edgar Pelichet, le musée du Léman se situe à Nyon, en Suisse dans le canton de Vaud, face au port de plaisance.
Constamment agrandi, le musée du Léman présente tout ce qui est trait au lac Léman. Des aquariums géants présentent la faune piscicole du lac. Ce musée couvre une surface de 1 000 m2 d’expositions permanentes et temporaires auxquelles s’ajoutent des locaux administratifs et techniques.

##### Écomusée de la pêche et du lac
Ce petit écomusée local, situé dans le petit quartier portuaire de Thonon-les-bains, dénommé Rives, a été créé en 1987. sa vocation est d'être un lieu de mémoire à l'égard des professionnels de la pêche au Léman.
Des barques, mais aussi des moteurs, nasses et filets, outils anciens ou actuels, sont exposés, offrant ainsi une image la plus exhaustive possible de l'organisation de la pêche en pays lémanique. Un diaporama vous présente leur vie et leur activité au fil de l'année, en toute saison.

#### Sites touristiques liés au lac
Outre les grandes villes du bassin lémanique dont Genève et Lausanne, on trouve sur la Riviera vaudoise le château de Chillon dans son cadre romantique unique popularisé par La Nouvelle Héloïse de Jean-Jacques Rousseau et Le Prisonnier de Chillon de Lord Byron. Les sites présentés ci-dessous sont situés à proximité immédiate de la rive lémanique :

##### Sites en Suisse
- Le jet d'eau de Genève, d'une hauteur moyenne de 140 mètres avec une vitesse de sortie de l'eau de 200 km/h[213], se situe à l'extrémité de la jetée des Eaux-Vives, au cœur de la rade lacustre de Genève.
- Le château de Nyon et son musée consacré au lac, est inscrit comme bien culturel suisse d'importance nationale est ouvert aux visiteurs. Le musée du Léman a pour but de faire prendre conscience des défis actuels du Léman : lutte contre la pollution, maintien de la faune et de la flore aquatique ainsi que la qualité de l'eau du lac.
- Le château d'Ouchy, bâtiment de style néo-gothique, à usage d’hôtel, inscrit comme bien culturel suisse d'importance régionale, est situé face à la rive nord du lac, à Lausanne.
- Le château de Chillon sur la Riviera vaudoise, situé en bordure immédiate du lac, est un site touristique majeur.
- Entre Vevey et Lutry se trouvent les vignobles de Lavaux qui domine la rive lacustre. ils sont inscrits depuis 2007 au patrimoine mondial de l'humanité (UNESCO)[214].
- Sur la rive, à Vevey, on peut découvrir L'Alimentarium, la Fourchette de Vevey et la statue de Charlot.
- L'île de la Harpe, appelée aussi île de Rolle, à 100 mètres environ du bord ; on y accède en été à la nage, ou en toute saison en bateau car il y a un quai.

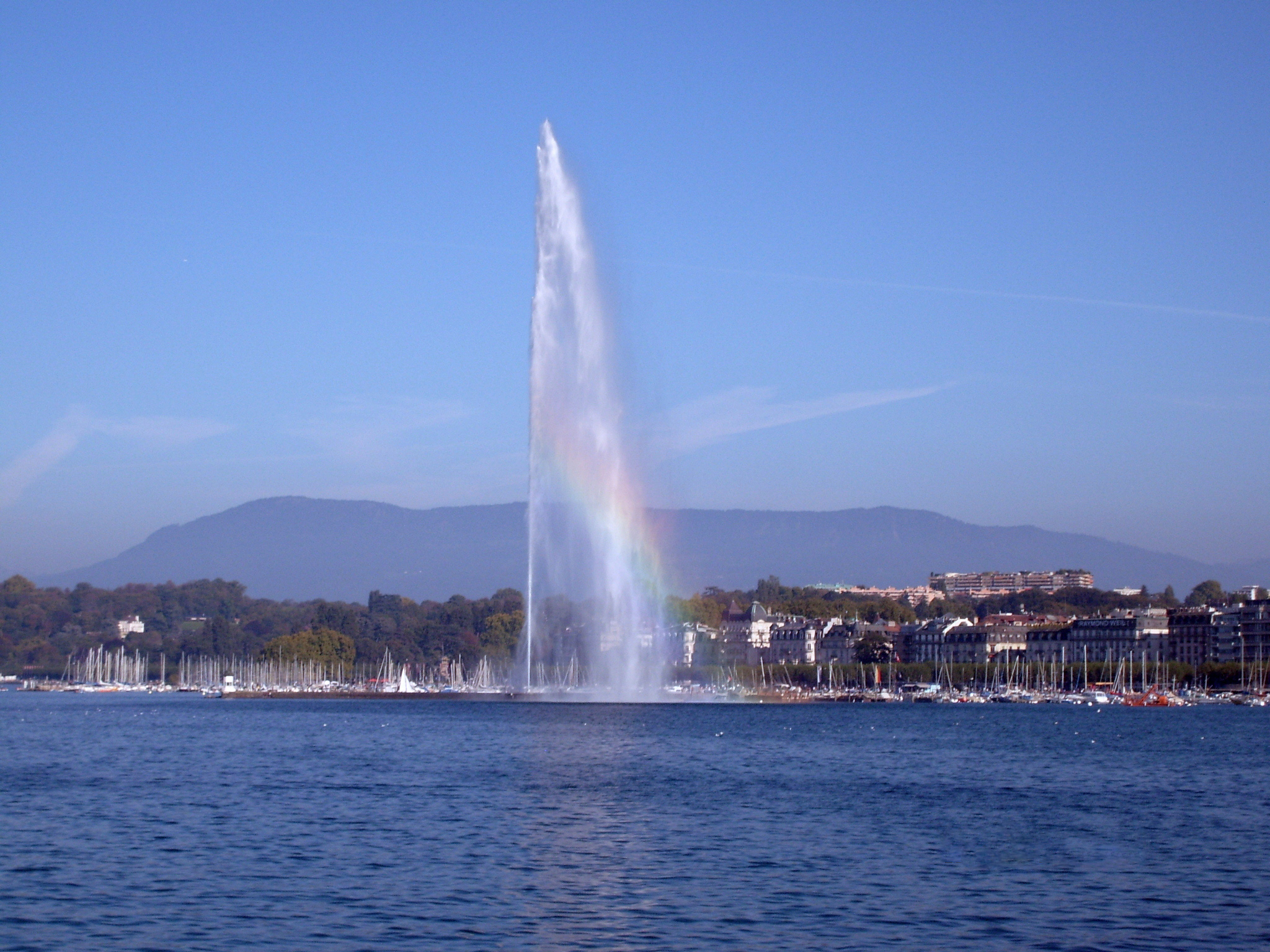
Le Jet d'eau de Genève.
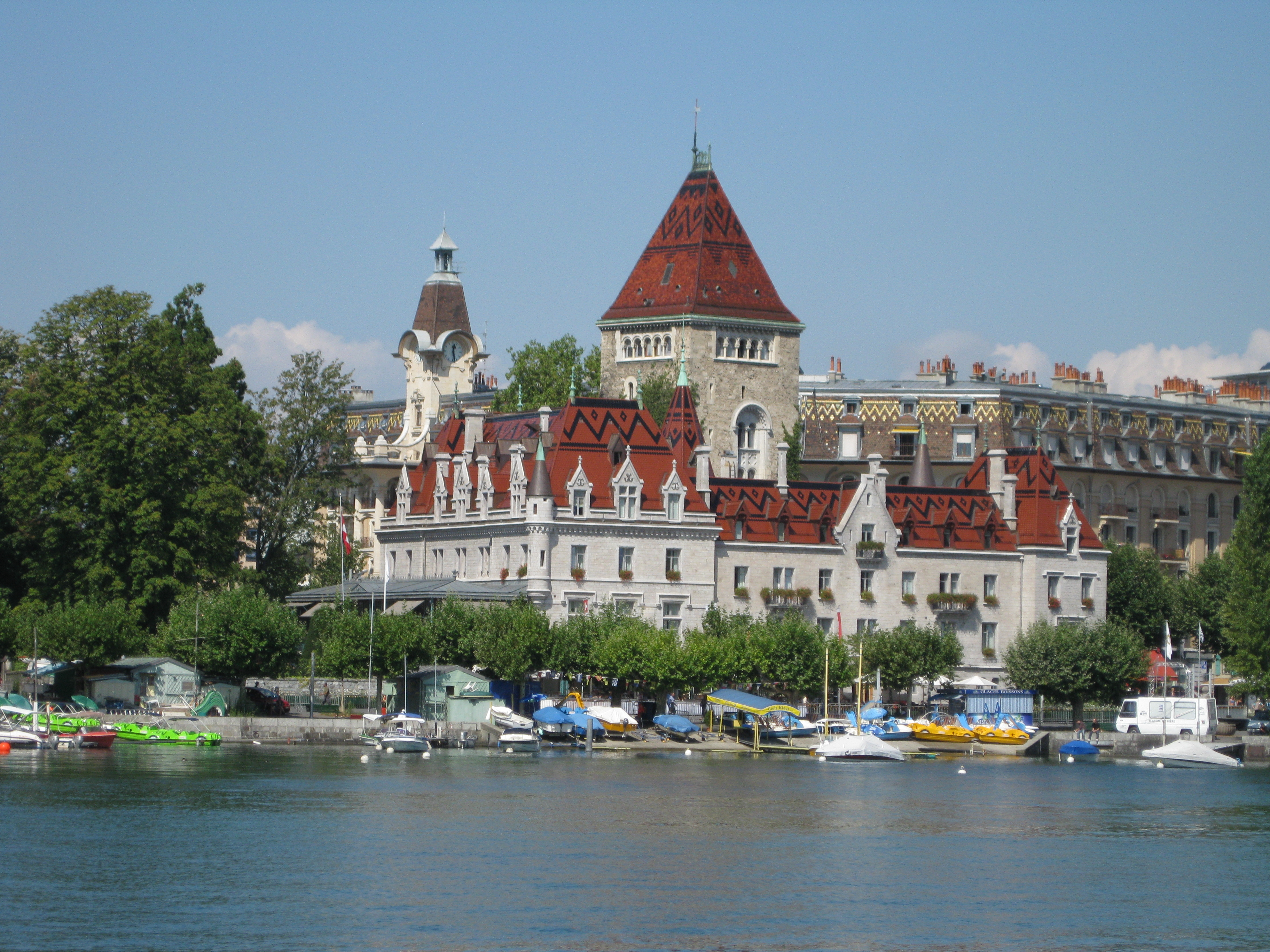
Le château d'Ouchy à Lausanne.
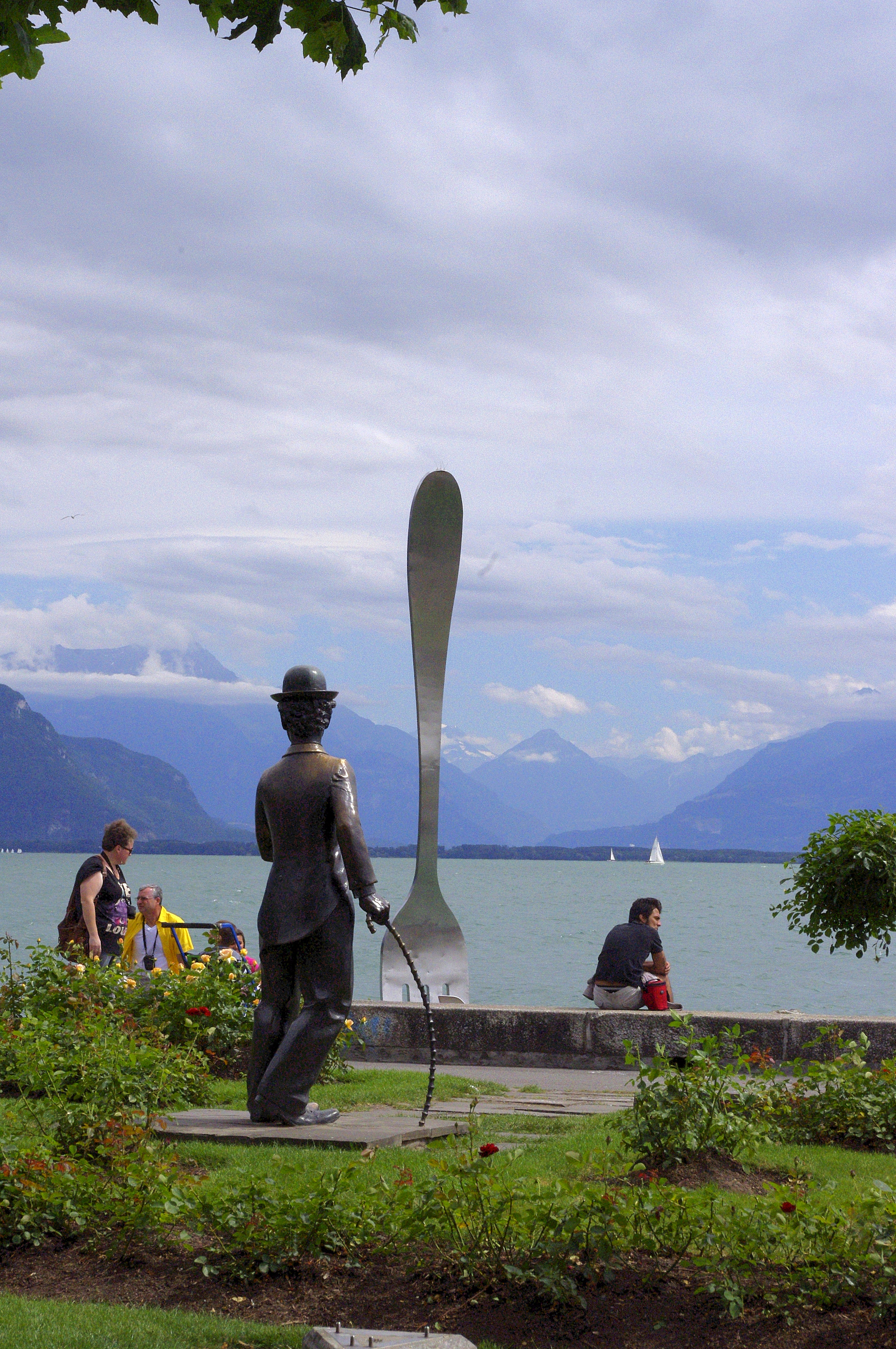
Rive du lac à Vevey
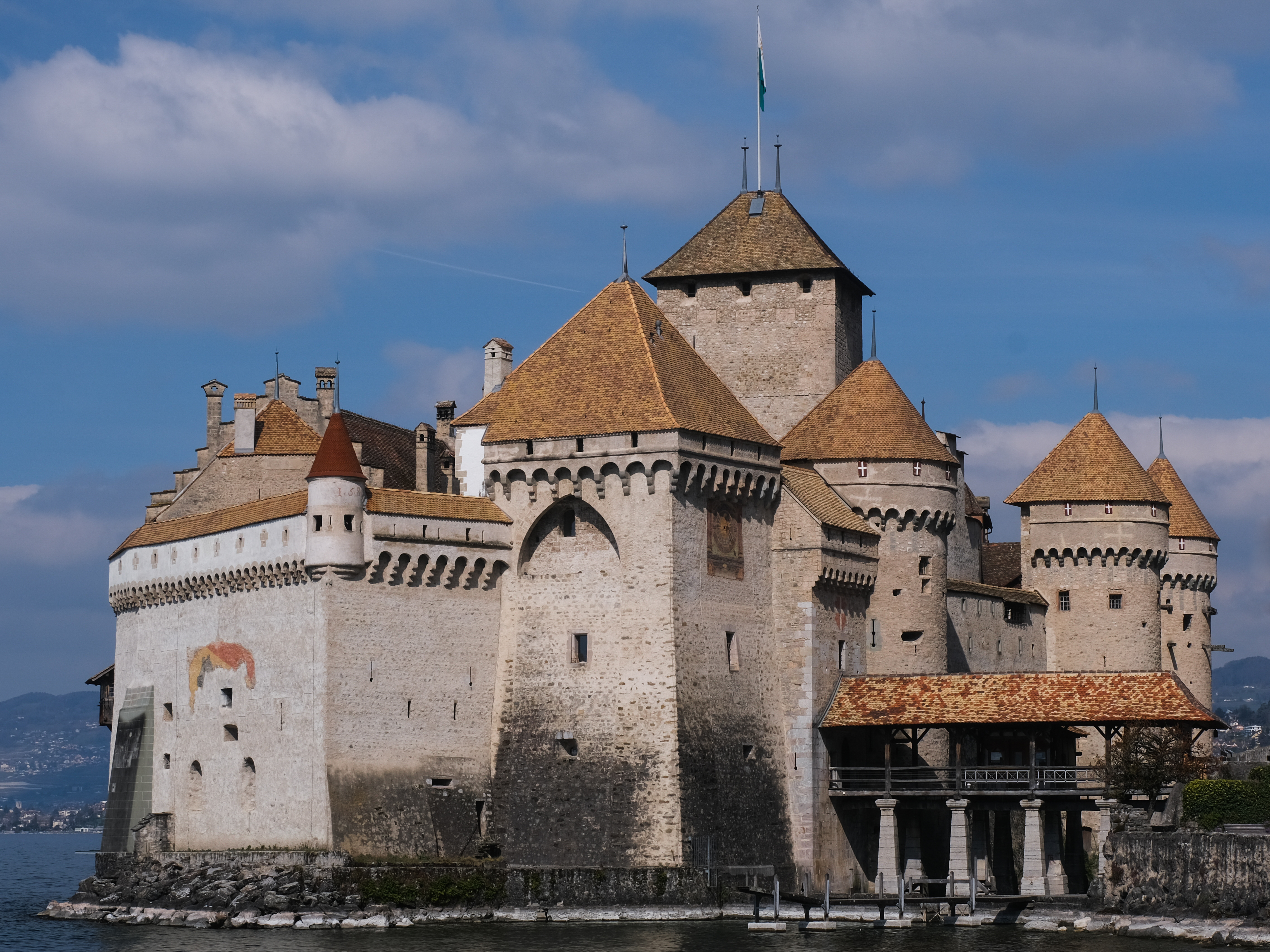
Le château de Chillon.

##### Sites en France
- À l'ouest de la côte du Chablais haut-savoyard, se trouve le village fortifié et très fleuri d'Yvoire, aussi appelé « la perle du Léman », situé sur un éperon rocheux qui domine le Léman, non loin de la grande plage d'Excenevex.
- Au cœur de cette même côte et toujours à proximité du lac, on peut découvrir le château de Ripaille avec ses tours, son parc et son vignoble qui se situe sur la commune de Thonon-les-Bains,
- Un peu plus à l'est de la côte chablaisenne, le Palais Lumière, ancien établissement thermal de la ville d'Évian, transformé depuis 2006 en centre de congrès et d'expositions et le prieuré de Meillerie, avec son église, sa tour et son bâtiment conventuel.
- Encore plus à l'est, toujours sur la côte du Chablais français, on peut découvrir le site de Meillerie, son port des pêcheurs, son prieuré, la Pierre à Jean-Jacques Rousseau et ses anciennes carrières.

Le lac comprend également de nombreuses plages, notamment dans les grandes villes côtières. Depuis juin 2018, une nouvelle plage publique située dans le quartier des Eaux-Vives, près du centre de Genève, est accessible gratuitement. Celle-ci s’étend sur environ 400 mètres sur la rive du lac et peut accueillir jusqu'à 8 000 baigneurs.

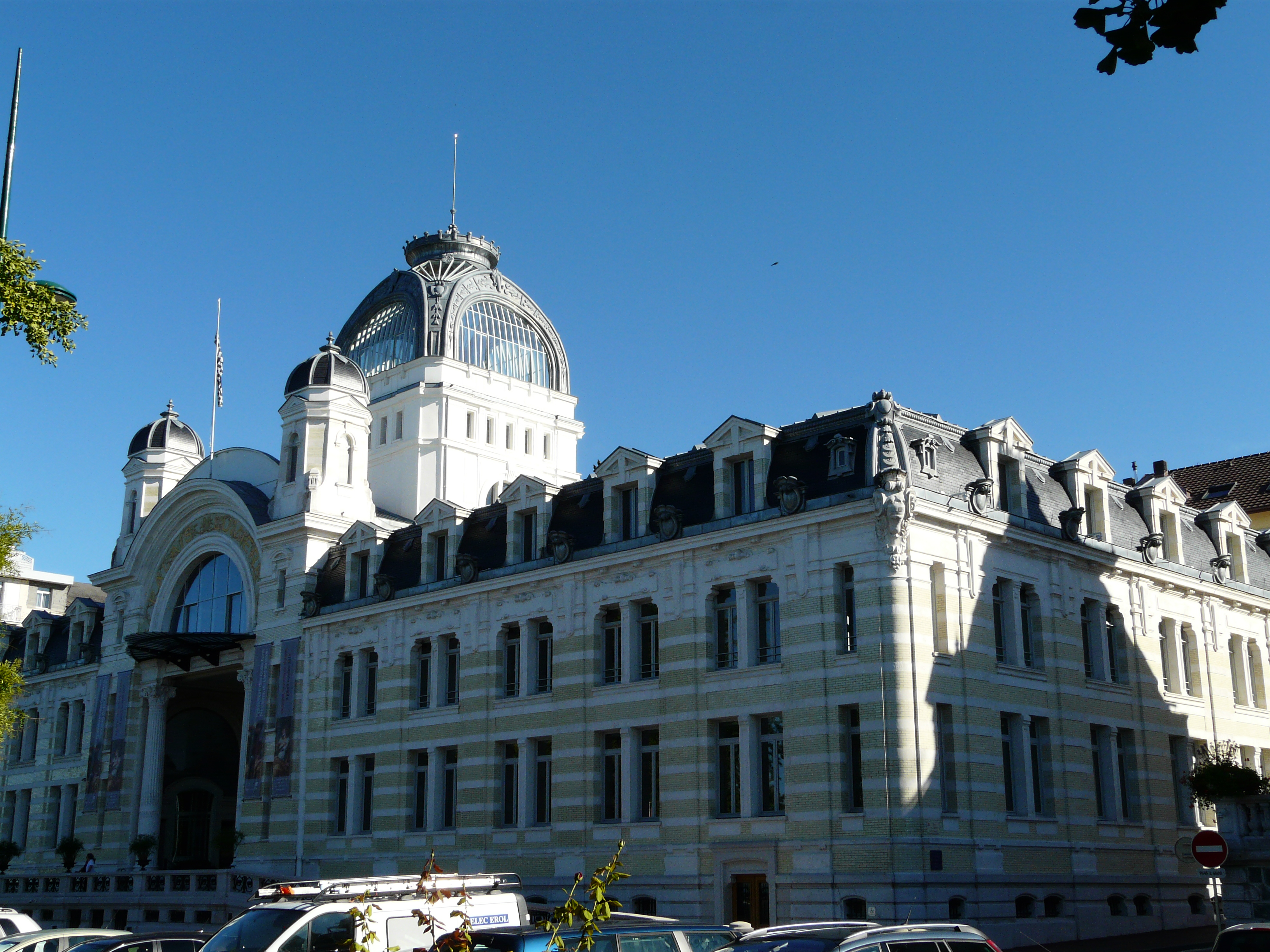
Le palais Lumière (Évian).
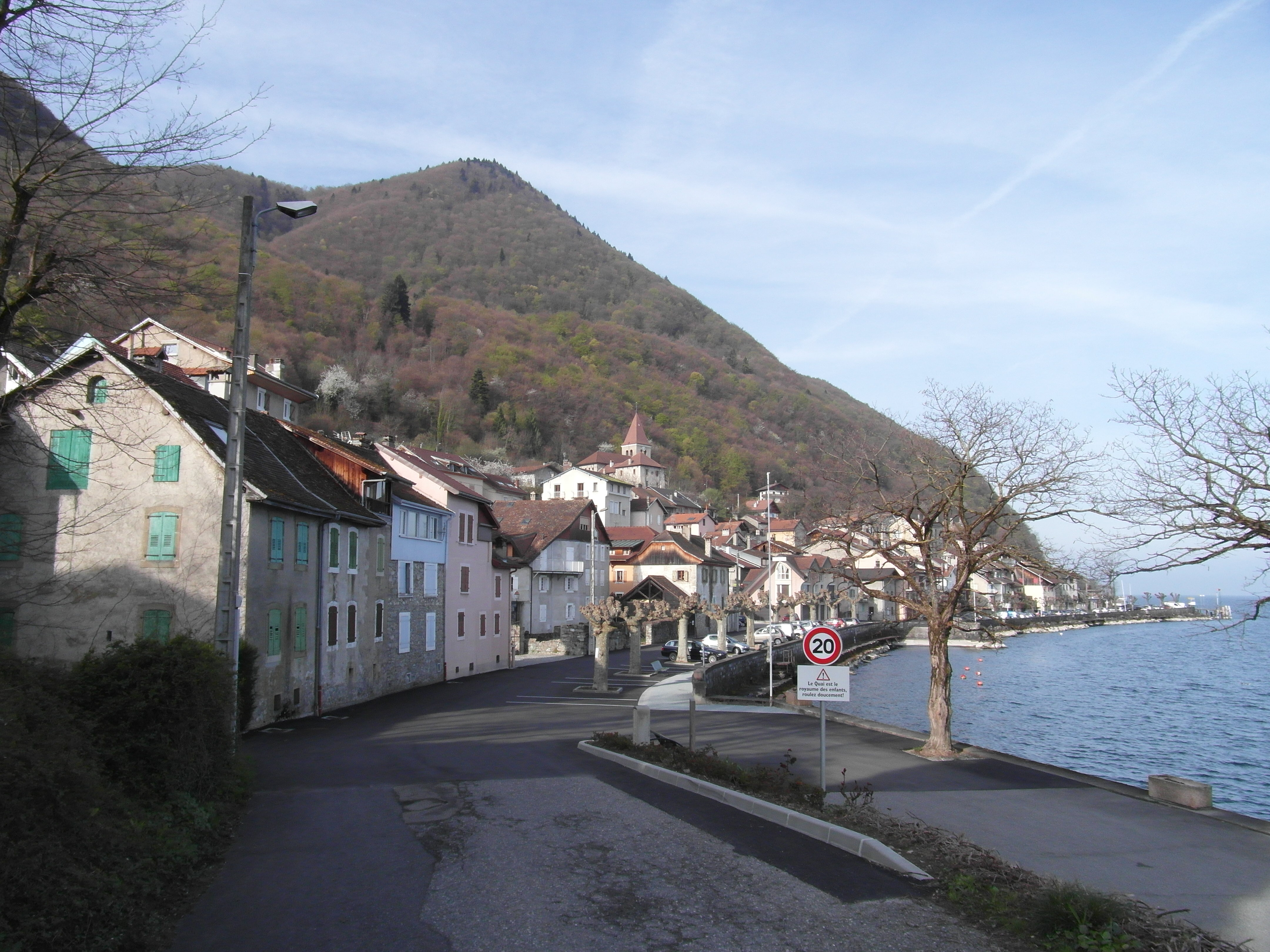
Le site de Meillerie.

### Projets de travaux

#### La traversée de la rade de Genève
Il s'agit d'un projet de mise en place d'une traversée routière du Léman en amont de la ville de Genève (Suisse).
De nombreuses propositions de ponts ou de tunnels, sur des tracés situés plus ou moins loin de la ville, ont été successivement conçus depuis 1896, puis au cours du XXe siècle.
Confirmée par une étude cantonale menée entre 2008 et 2010, l'utilité de la traversée du lac a été inscrite au plan directeur cantonal 2030 en septembre 2013. En mars 2019, Le Grand Conseil a accepté un crédit de 6,3 millions de francs pour financer la première tranche d'études. Ayant reçu de vives critiques de la part de l'opposition locale, sa réalisation qui est conditionnée par le feu vert de la Confédération n'est pas prévue avant 2040.

## Dans la culture

### Culture populaire
Comme toute étendue d'eau de grande superficie, c'est tout d'abord cet élément qui va occuper la première place dans la mythologie lémanique et dans ses mystères.
Selon la Chronologie du Pays de Vaud, écrit de Jean-Antoine Laurens da Monti-Bourboni qui date de 1614, on peut découvrir le nom d’un certain Lemannus, fils du troyen Pâris, qui se serait installé sur les rives du lac et lui aurait ainsi donné son nom. L'ouvrage dénommé L'histoire de l'État et de la ville de Genève, édité en 1682 relate une légende assez similaire en indiquant, en outre, que ses sujets se rebellèrent contre lui, le chassèrent et tuèrent un de ses fils.

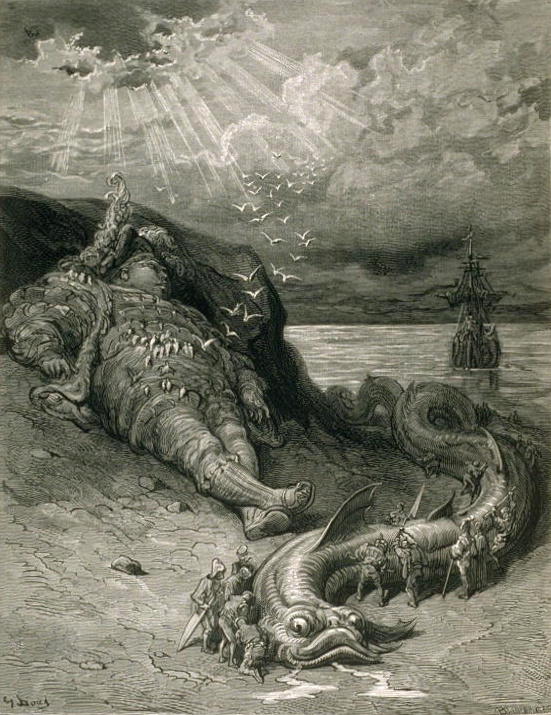
Gargantua.

Selon une légende basée sur le célèbre personnage créé par l'écrivain François Rabelais, le géant Gargantua aurait créé le lac pour étancher sa soif, mais, il serait aussi à l'origine de la création du Salève, qui correspondrait au remblai de terre créé par le creusement du fond lac par le géant.
Selon Grégoire, évêque de Tours qui rapporta dans son ouvrage dénommé Les Sept Livres des Miracles, « il y a dans le lac Léman des truites si grosses qu'elles pèsent jusqu'à cent livres ».
Si on considère le nombre de naufrages répertoriés, il n'est pas trop étonnant que des histoires plus ou moins inventées puissent être évoquées quant à l'existence possible d'un trésor immergé, notamment au sujet d'un navire ayant fait naufrage alors qu'il transportait des collecteurs d'impôts. Un stock d'armes datant de la Seconde Guerre mondiale reposant au fond du lac, côté français, est également évoqué sur le site du journal savoyard Le Messager.

### Culture artistique

#### Peintures

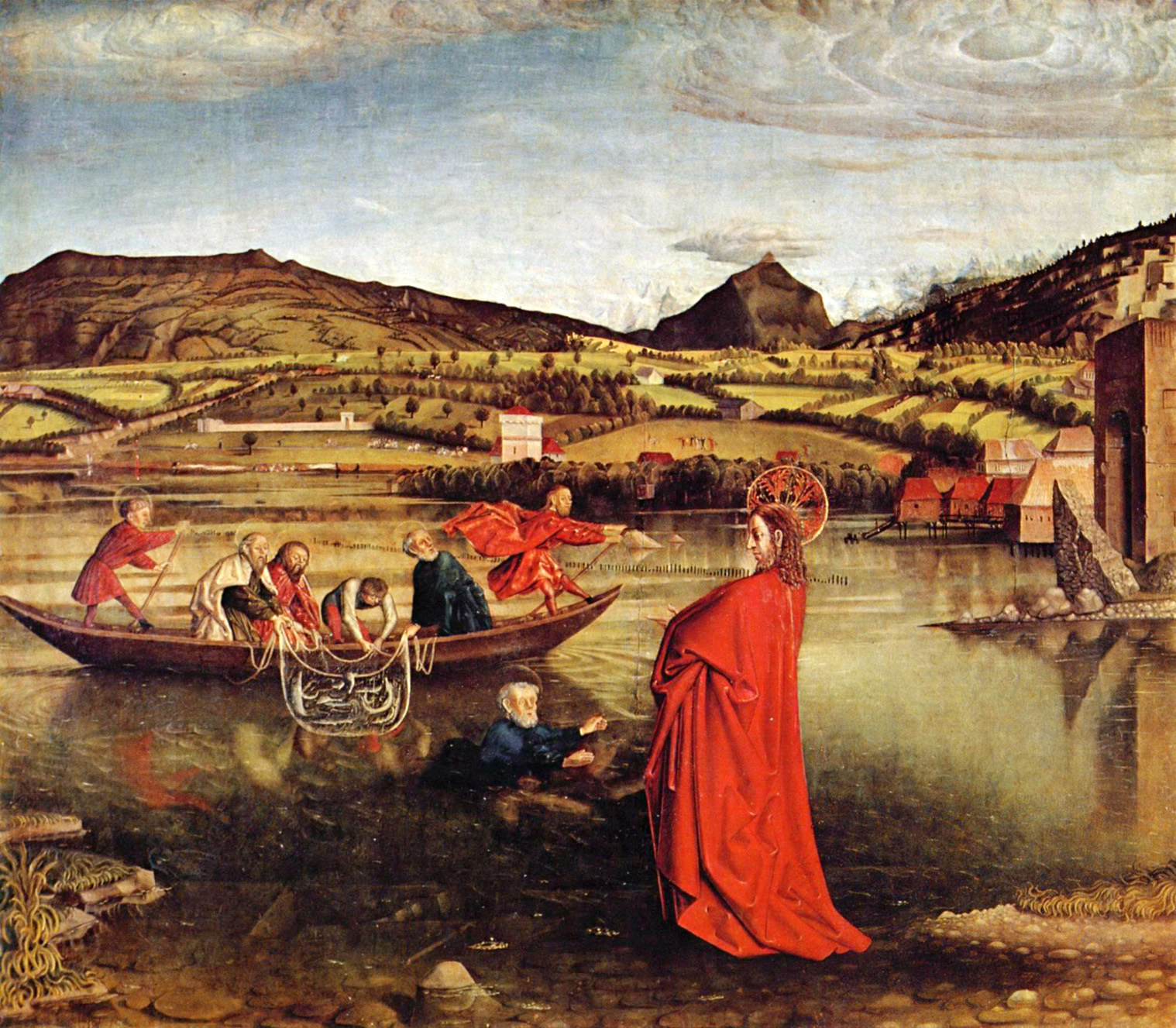
La Pêche miraculeuse (1444) de Konrad Witz.

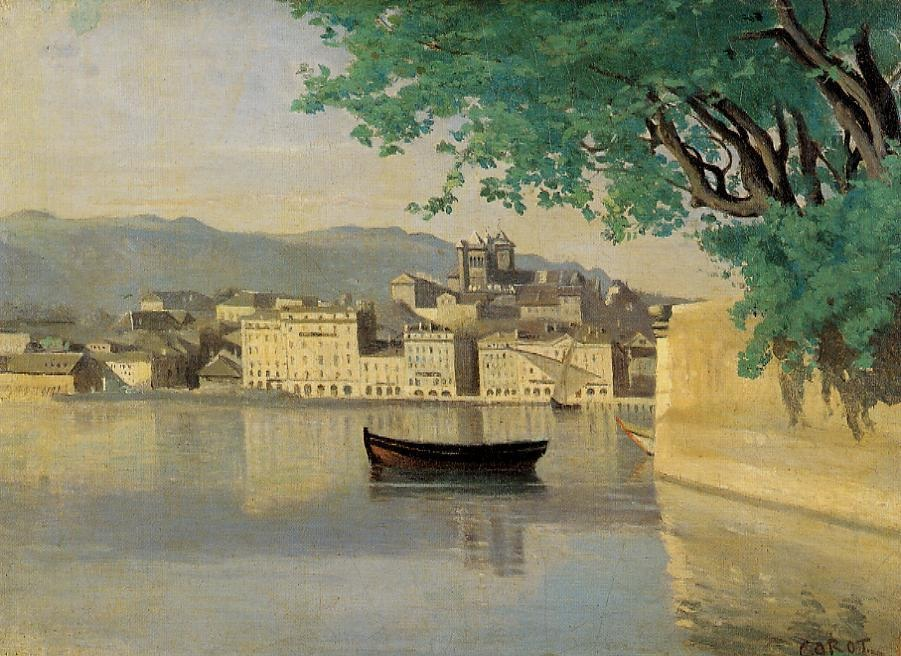
Lac de Genève, Camille Corot, 1839,
Philadelphia Museum of Art.

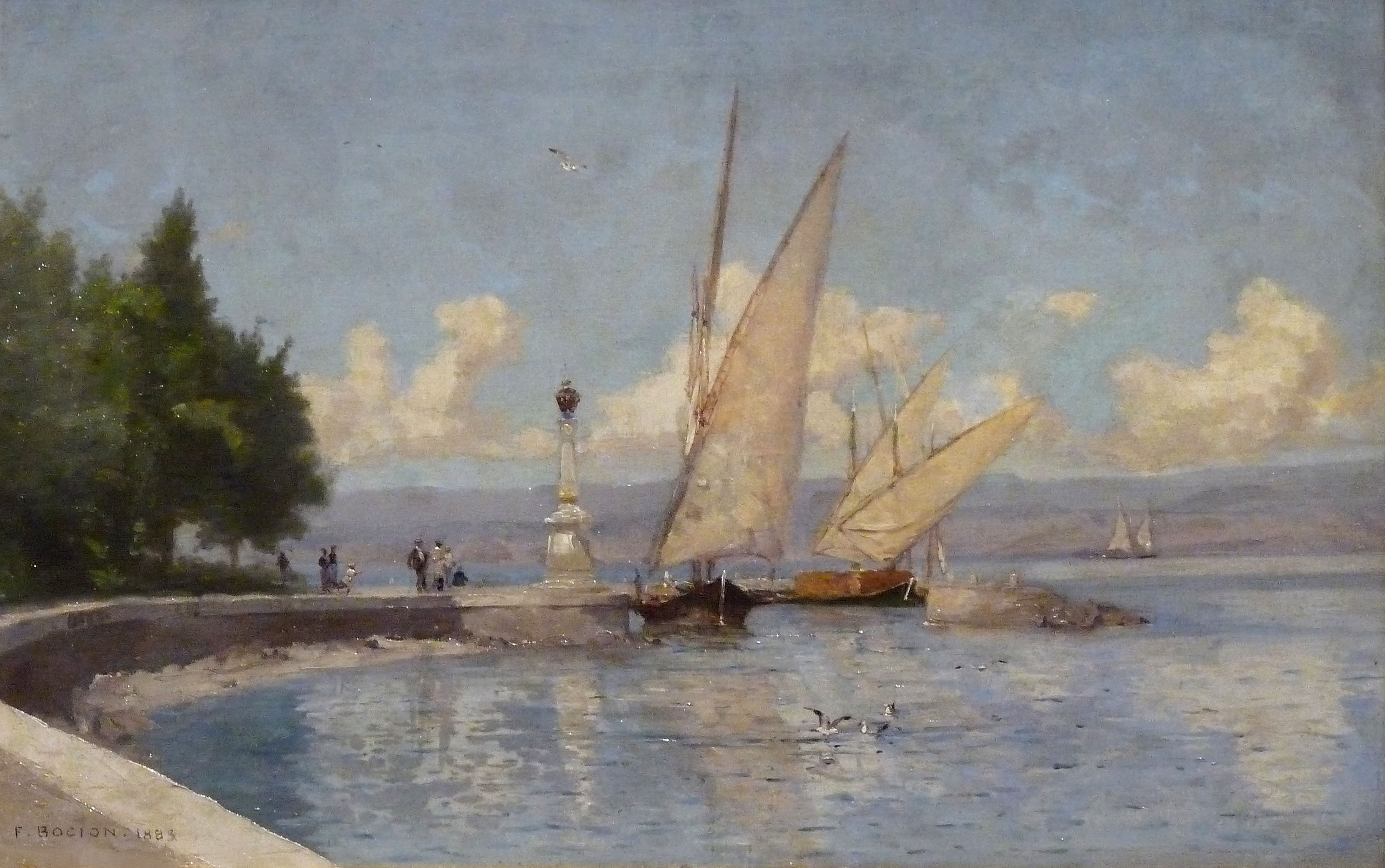
Le Lac Léman, ou Près d'Évian au lac de Genève (1883),
musée des Beaux-Arts de Strasbourg.

Le tableau La Pêche miraculeuse (1444), de Konrad Witz, illustre de manière très précise le paysage bocager du Petit lac, c'est-à-dire de l'extrémité occidentale du Léman. On y voit au loin les Voirons, le Môle et le mont Salève. Il s'agit-là du « premier portrait topographique » de la peinture médiévale, c'est-à-dire le premier tableau, dans l'histoire de l'art, intégrant une scène biblique dans un paysage réel réaliste.
Un tableau, signé Théophile Steinlen, aquatinte peinte vers 1830, représente le château de La Tour-de-Peilz.
Camille Corot a représenté à plusieurs reprises la ville de Genève et le lac. Le Quai des Pâquis à Genève, vers 1842, est conservé au Musée d'art et d'histoire de Genève.
Ferdinand Hodler s'installe au 29 quai du Mont-Blanc à Genève, où il peindra de nombreuses toiles de la vue qu'il avait de son balcon, face au lac. Il a aussi peint le lac au pied du Grammont. Il est mort le 19 mai 1918 à Genève, laissant derrière lui quelques peintures inachevées des paysages représentant le Lac Léman et la chaîne du Mont-Blanc.
L'œuvre de Gustave Courbet est un cas particulier de la peinture paysagère lémanique : en 2017, un tableau dénommé la Vue du lac Léman, appartenant au musée municipal d'art et d'histoire de Granville, avait été « oublié » dans les réserves du musée depuis la Seconde Guerre mondiale. Le tableau est exposé dans ce musée depuis le 16 mars 2017
De nombreux autres peintres tels que le français Albert Marquet, le suisse François Bocion, le japonais Fujishima Takeji, les autrichiens Hubert Sattler et Albert Rieger ont représenté le lac dans leurs œuvres.

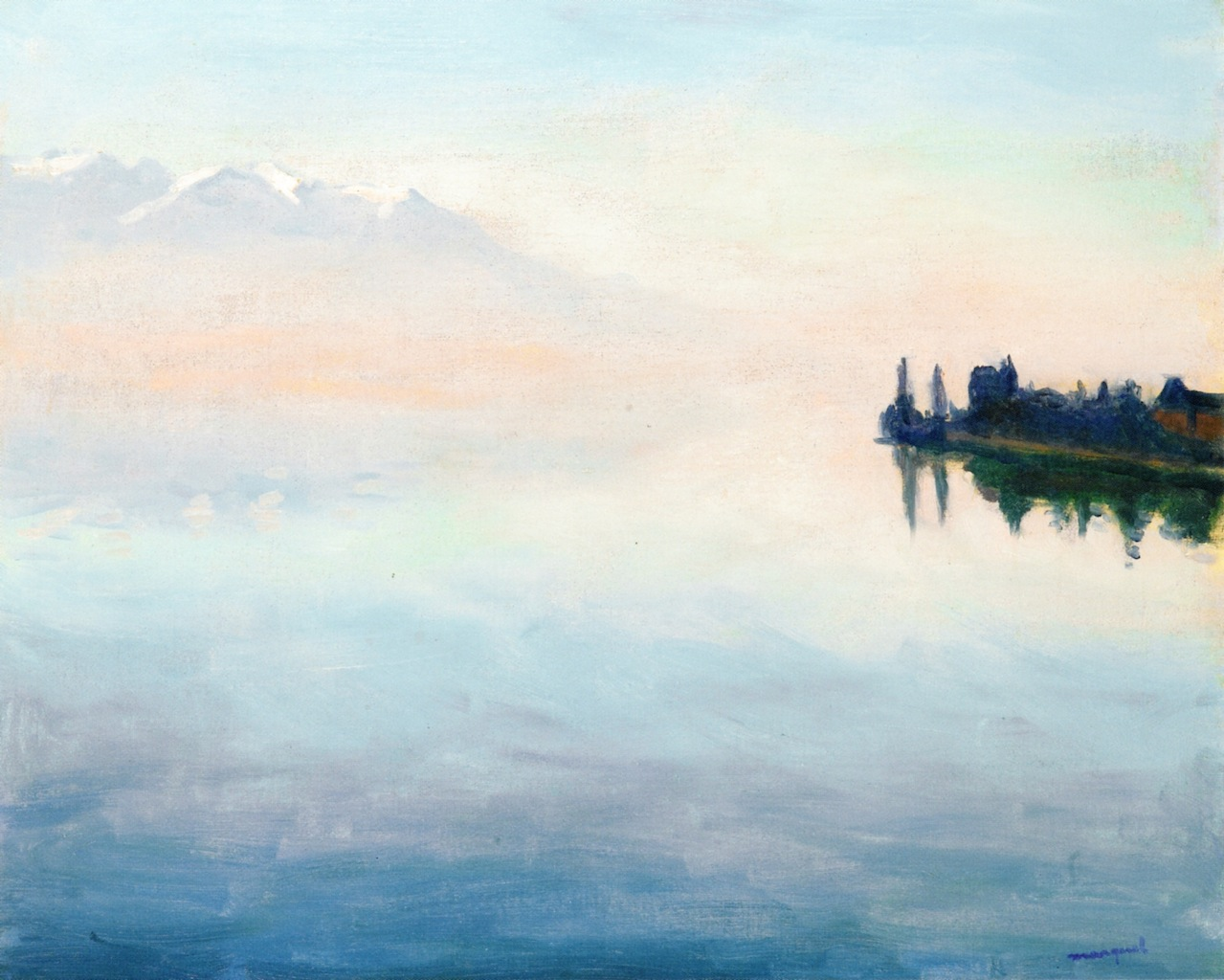
Albert Marquet, Le lac Léman vu de Montreux.
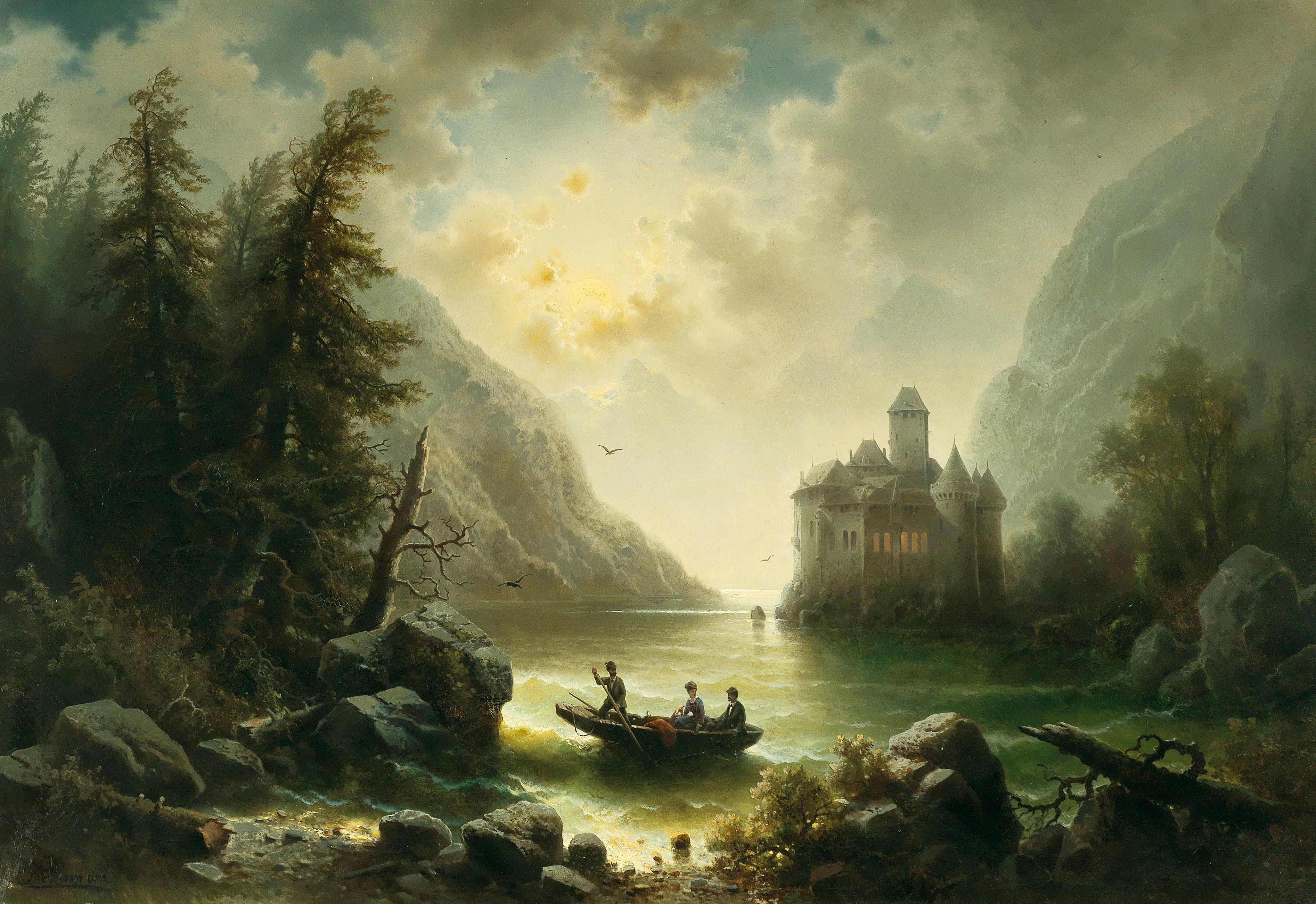
Albert Rieger, Traversée sous la Lune.
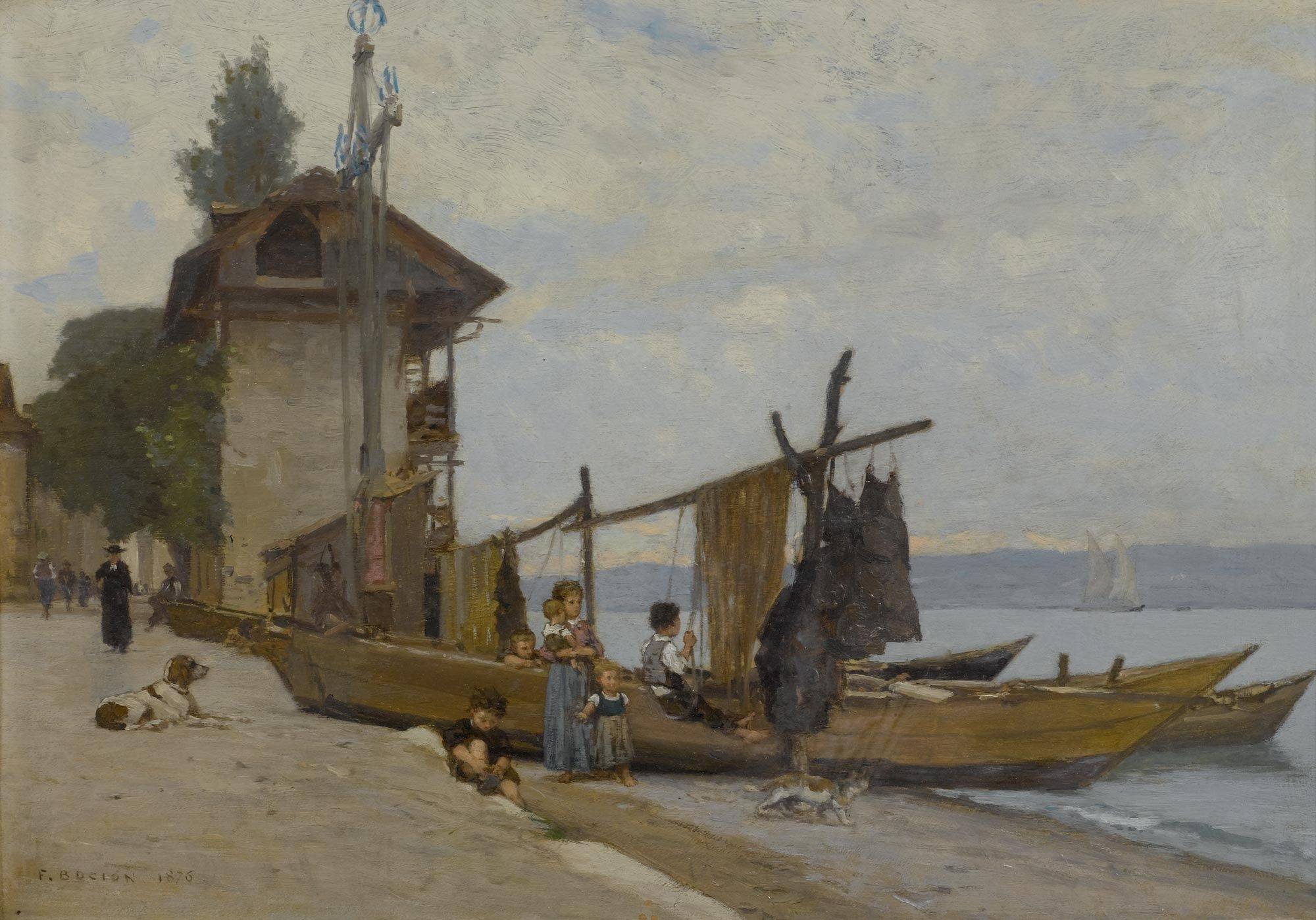
François Bocion, Le Port de Tourronde.
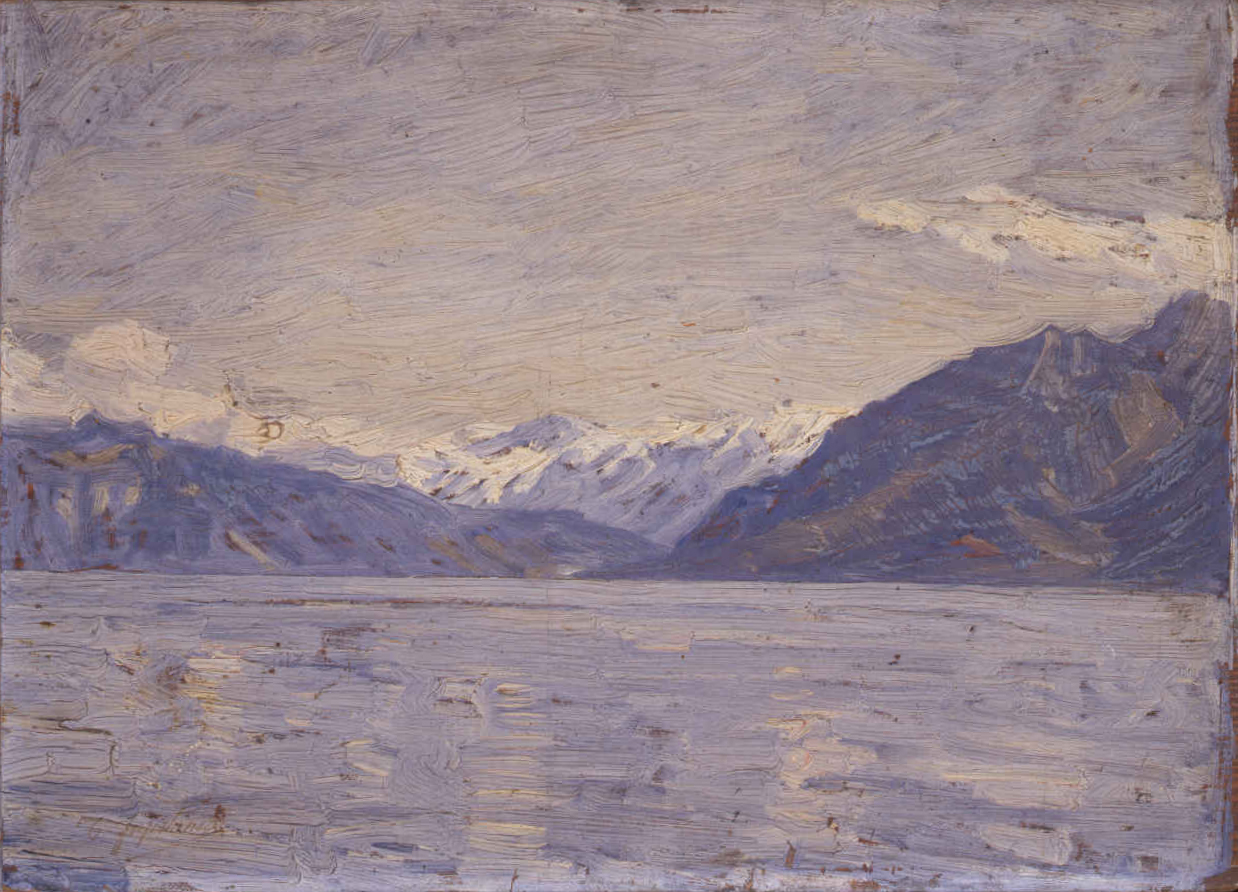
Fujishima Takeji, lac Léman (Mie Prefectural Art Museum).
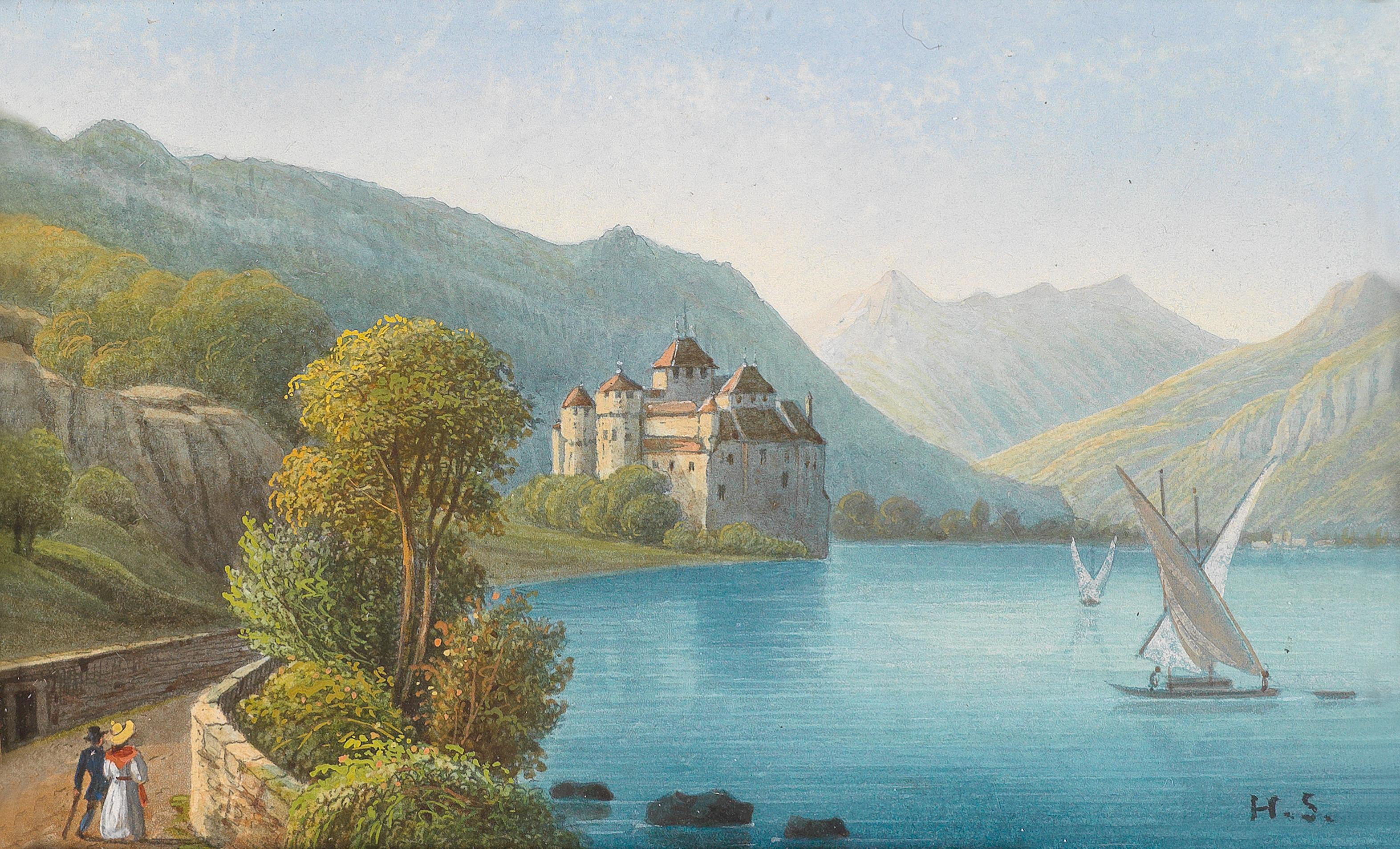
Hubert Sattler, vue sur le château de Chillon et le lac de Genève.
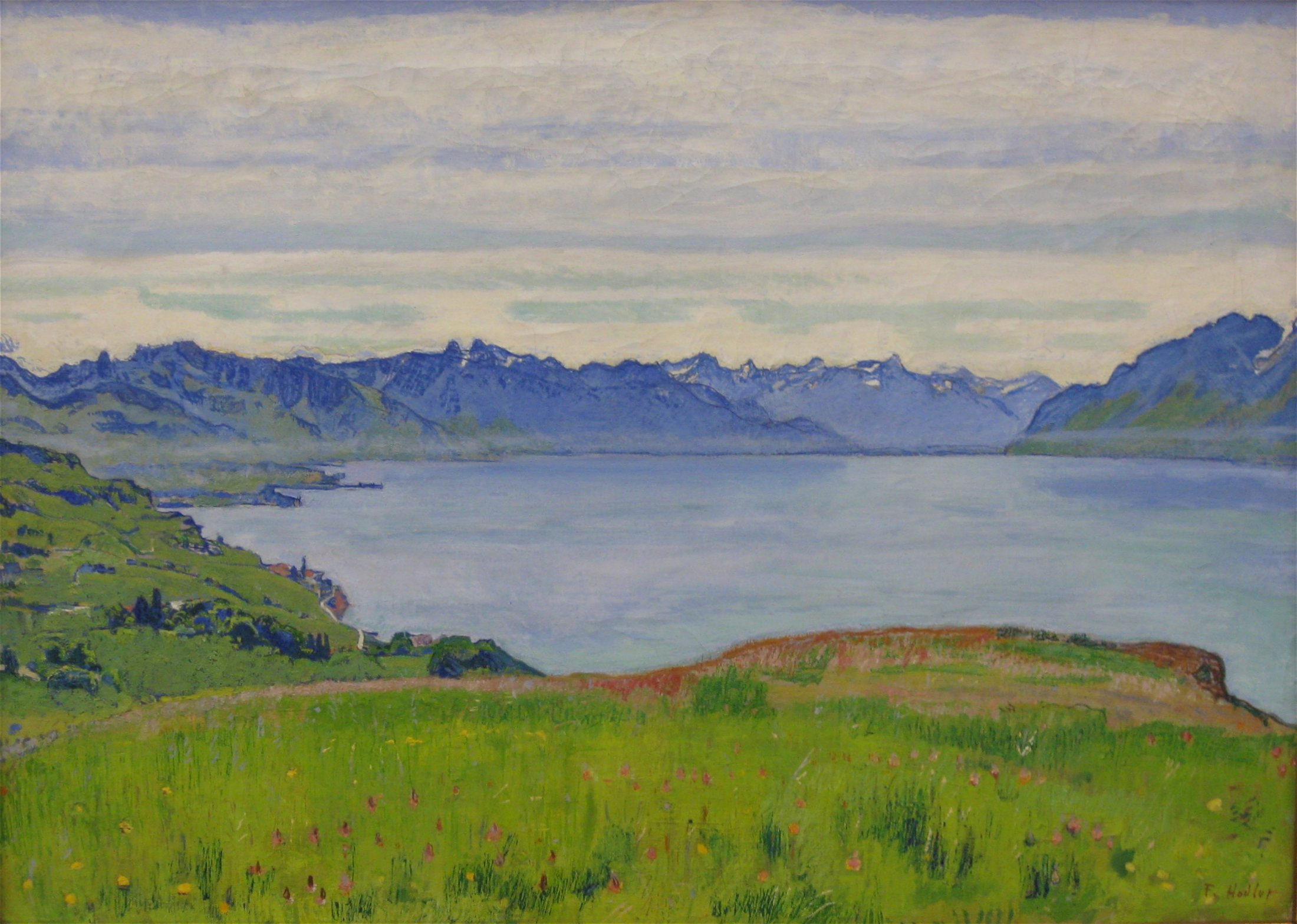
Paysage au-dessus du lac Léman (1906), Nouvelle Pinacothèque de Munich.

#### Chansons

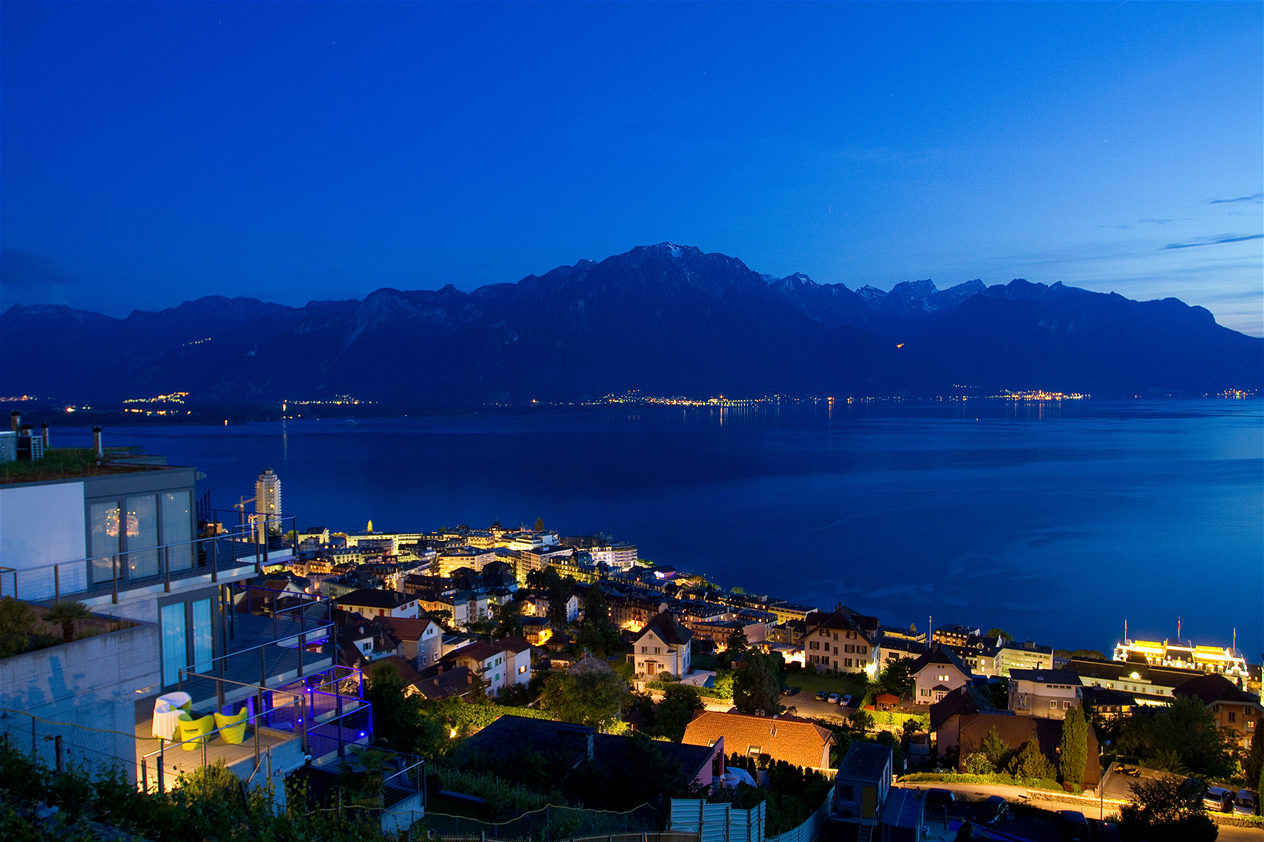
Montreux et le lac.

Montreux est la principale ville liée à la culture musicale contemporaine qui soit située au bord du lac. Un festival de jazz y a été créé en 1967, mais également, des concerts y sont organisés dans le cadre du Super Pop de Montreux, label organisé par le fondateur et directeur du Festival de jazz de Montreux, Claude Nobs (1969 - 1974),.
De 1969 à 1974, de nombreux musiciens de genre musical défileront à Montreux, devenue une capitale du rock locale dont notamment Pink Floyd, Led Zeppelin, Santana, Canned Heat, Yes, Chicago, Deep Purple et Frank Zappa.
Deux chansons, universellement connues, ont rendu célèbre le lac : la première est liée aux manifestations musicales de Montreux et la seconde du fait de l'existence d'un studio d'enregistrement, le Mountain Studios dont le groupe de rock britannique Queen était le propriétaire de 1979 jusqu'en 1993.

##### Deep Purple etSmoke on the Water
Parue en 1972 dans l'album Machine Head et largement connue pour son riff de guitare, la chanson Smoke on the Water, interprétée par Deep Purple, évoque l'incendie du casino de Montreux en 1971. Cette chanson dont le titre signifie en anglais : La fumée sur l'eau évoque la fumée et les flammes de cet incendie au-dessus du lac. Le nom du lac est cité dans le texte dans la deuxième strophe, sous son nom anglais.
«  We all came out to Montreux

On the Lake Geneva shoreline

To make records with a mobile...//...  »

##### Queen etA Winter's Tale
Chanson du groupe Queen, A Winter's Tale, écrite et interprétée par Freddie Mercury, est sortie en décembre 1995 et est le second extrait de l'album Made in Heaven. Elle évoque le Léman, la région de Montreux, ses oiseaux et sa beauté.
« It's winter-fall

Red skies are gleaming - oh -

Sea gulls are flying over

Swans are floatin' by

Smoking chimney-tops

Am I dreaming ...//...  »
On peut également citer la chanson Bicycle Race sortie en 1978., du même groupe et écrite par le même Freddie Mercury, inspiré par une étape du Tour de France à Montreux, où le groupe enregistrait l'album Jazz aux Studios Mountain.

##### Autres chansons
- Donnez-moi la main Mam'zelle (1935), par Maurice Chevalier, débute par « Sur les bords du Lac Léman un beau jour d'été ».
- Mon lac Léman, par Pierre Dudan, sur son album Chante la Suisse, de 1971.
- Chanson pour le lac Léman, par le chanteur suisse Pierre Chastellain, sur son album de 1976.
- La chanson Genève de l'auteur-compositeur-interprète français William Sheller, publiée dans son album de 1976, dénommé Dans un vieux rock 'n' roll, commence par l'évocation de l'île Rousseau.
- Mon jardin anglais (1996), par Philippe Katerine, sur son album Mes mauvaises fréquentations évoque « Les cheveux flottant dans les eaux du Léman ».
- Evian (1995), par Nicolas Peyrac mentionne la ville et le lac.
- Henri Allibert, dit Alibert, chanteur et librettiste français a écrit et interprété la chanson du lac Léman[237]. La chanson, assez tendre et nostalgique comme l'indique cet extrait :

« Quand le soir descend sur le lac Léman

qu'il est doux d'aller tendrement...//...  »

#### Littérature

##### Romans et nouvelles

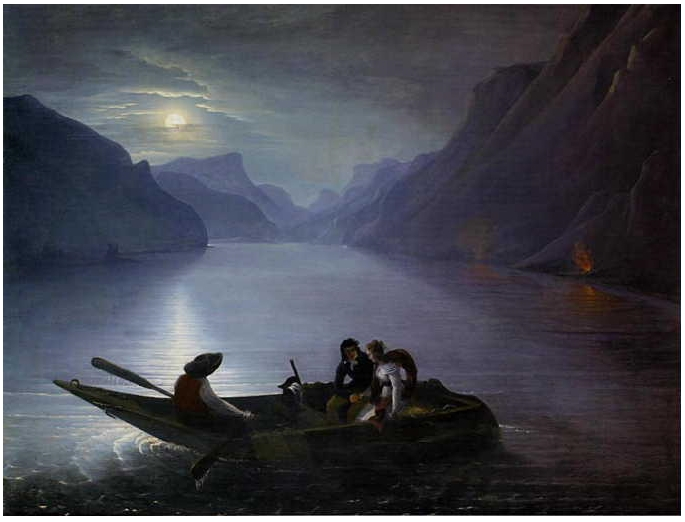
Promenade de Julie et Saint-Preux sur le lac de Genève par Le Prince, 1824.

- Julie ou la Nouvelle Héloïse

Ce roman épistolaire de Jean-Jacques Rousseau est paru en 1761 chez Marc-Michel Rey. Il évoque les amours passionnées entre Julie d’Étange, une jeune noble, et son précepteur, Saint-Preux dans le cadre romantique du Léman. le passage le plus connu de cet épisode romantique évoque un coup de vent, alors qu'ils se promènent en barque sur le lac, au large du petit village de pêcheurs de Meillerie, entre Évian et Saint-Gingolph.
 Tandis que nous nous amusions agréablement à parcourir ainsi des yeux les côtes voisines, un séchard, qui nous poussait de biais vers la rive opposée, s'éleva, fraîchit considérablement ; et quand nous songeâmes à revirer, la résistance se trouva si forte qu'il ne fut plus possible à notre frêle bateau delà vaincre. Bientôt les ondes devinrent terribles : il fallut regagner la rive de Savoie, et tâcher d'y prendre terre au village de Meillerie qui était vis-à-vis de nous, et qui est presque le seul lieu de cette côte ou la grève offre un abord commode. Mais le vent ayant changé se renforçait, rendait inutiles les efforts de nos bateliers, et nous faisait dériver plus bas le long d'une file de rochers escarpés où l'on ne trouve plus d'asile...» (quatrième partie lettre XVII)
- Frankenstein ou le Prométhée moderne

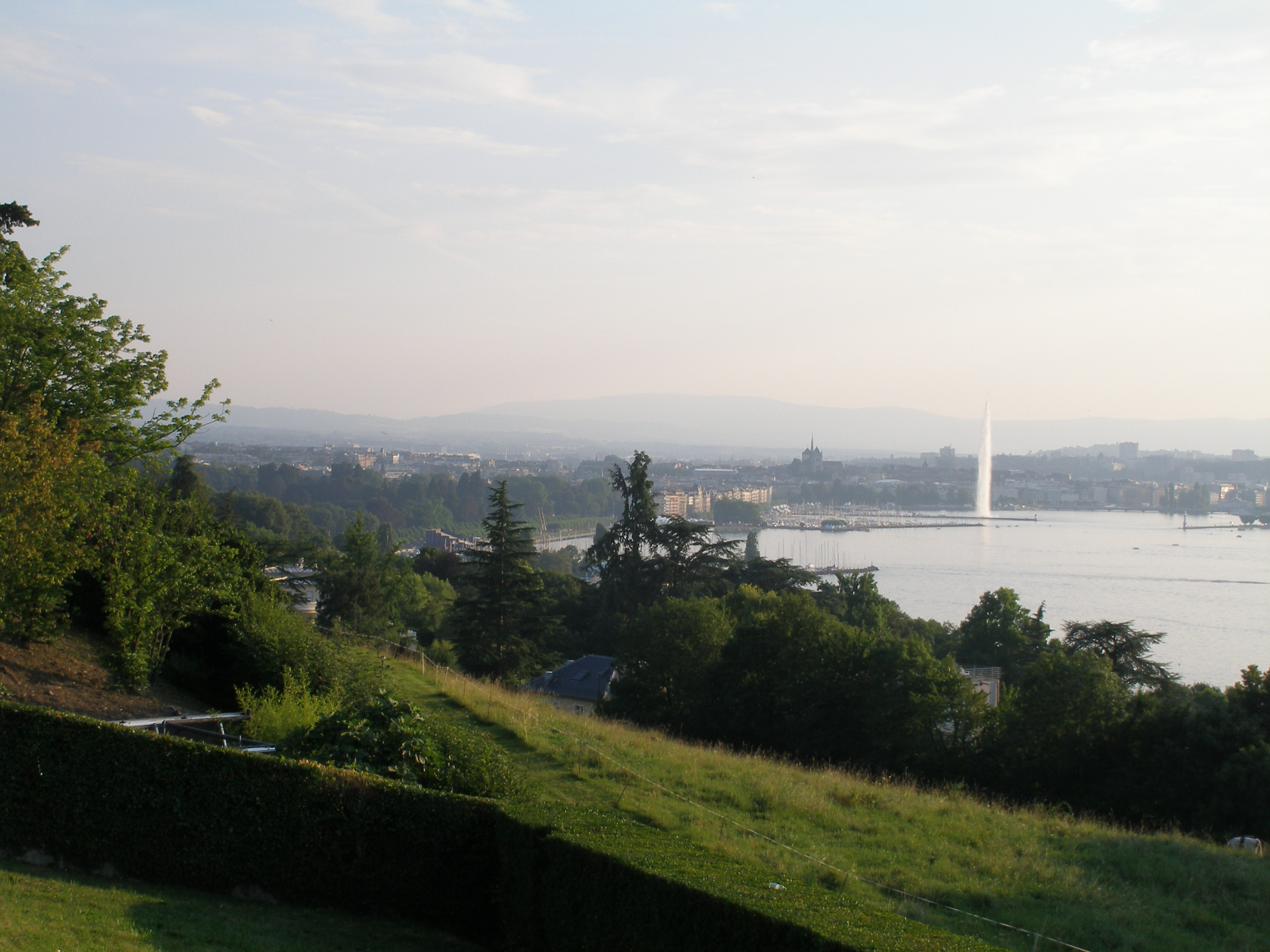
Le lac depuis la terrasse de la villa Diodati.

Plus connu sous le simple titre de Frankenstein, en raison de ses adaptations cinématographiques, le célèbre roman de Mary Shelley fut écrit en 1816 dans la villa Diodati à Cologny, près de Genève. Cette villa, toujours visible en 2016 et située au bord du petit lac, fut le lieu de villégiature durant l'été 1816 du poète Lord Byron qui y avait invité la jeune Mary Shelley, son futur mari Percy Bysshe Shelley et sa demi-sœur Claire Clairmont. Comme ils sont retenus à l'intérieur par la pluie incessante de l'année sans été, Lord Byron propose à ses hôtes (dont fait partie également le médecin anglo-italien John William Polidori) d'écrire chacun une « histoire de fantôme ». Le roman de Mary Shelley évoque dans de nombreux passages la ville de Genève, la région immédiate de la cité suisse, et aussi le Léman :
Je découvrais plus distinctement les mont du Jura et le sommet éclatant du Mont Blanc, je pleurais comme un enfant... "chères montagnes ! Mon lac merveilleux. Quel accueil réservez vous à votre voyageur !" (extrait du chapitre VII).
- La Beauté sur la terre

Ce roman de l'écrivain suisse vaudois Charles Ferdinand Ramuz, né à Lausanne, a été publié en 1927. Il se déroule dans un village du canton de Vaud au bord du lac, face à la Dent d'Oche.
- Le Garçon savoyard est un autre roman publié en 1936 et dont Ramuz situe l'intrigue en grande partie dans le village de Meillerie en Haute-Savoie. Il y décrit l'exploitation des carrières et l'acheminement des pierres par barques à Lausanne.

- Au bord du lac Léman

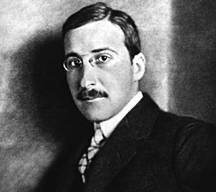
Stefan Zweig.

Cette nouvelle de l'écrivain autrichien Stefan Zweig a été publiée en allemand en 1919 sous le titre Episode am Genfer See. Ce récit paraît pour la première fois en français en 1992 au sein du recueil Un mariage à Lyon. La nouvelle commence par la découverte d'un pêcheur qui retrouve durant l'été 1918 un homme nu sur un radeau de fortune flottant sur le lac au large de Villeneuve dans le canton de Vaud. La localité de Villeneuve était l'une des localités favorites de l'écrivain autrichien à l'époque de la rédaction de cette nouvelle.
- Le Rêve entouré d'eau

Ce roman de Bernard Chapuis a été publié le 19 août 2009 aux éditions Stock et il a reçu le Prix des Deux Magots en 2010. Il s'agit de quatre histoires, quatre voyages dont l'un par le Léman.
- Autres romans et récits
  - Marins d'eau douce évoque la société genevoise au début du XXe siècle, dans son paysage de la rive du lac. Guy de Pourtalès décrit les régates, son premier tour du lac à la voile, le passage des barques du Léman. Écrit en 1912, il a été publié en 1919 à Paris, puis réédité en 1934, avec des dessins de Madeleine Charléty, par Paul Hartmann, Paris[238],[239].
  - L'écrivaine turque Aslı Erdoğan a écrit deux livres ayant pour cadre le Léman : Le Mandarin miraculeux, écrit en 1996 et Les Oiseaux de bois écrit en 2009.
  - En 2017, Summer de l'écrivaine française d'origine italienne Monica Sabolo est un roman à suspens qui se déroule autour du lac où a disparu vingt ans auparavant un adolescent jamais retrouvé.
  - La même année Julien Burri, écrivain et poète suisse vaudois publie un roman Prendre l’eau qui relate un accident mortel se référant à une tragédie survenue à une femme qui se baignait dans les eaux du lac, près de Rivaz, et qui fut tuée par le passage d'un bateau à moteur en 2013[240].

##### Poésies
- Le Prisonnier de Chillon

Ce poème de Lord Byron a été inspiré au poète anglais à la suite de l’histoire de François Bonivard enfermé au château de Chillon, en Suisse, de 1530 à 1536. Il a été publié en 1816, à la suite du séjour en Suisse de Lord Byron avec Mary Shelley à la Villa Diodati et relaté en début de ce chapitre.
- Ressouvenir du Lac Léman

En 1842, le poète français Alphonse de Lamartine publie un long poème intitulé Ressouvenir du Lac Léman, où il évoque les berges du lac dans le secteur de Meillerie dans le Chablais savoyard et dont voici, ci-dessous un court extrait (début du poème) :
« 
Encore mal éveillé du plus brillant des rêves,

Au bruit lointain du lac qui dentelle tes grèves,

Rentré sous l’horizon de mes modestes cieux,

Pour revoir en dedans je referme les yeux,

Et devant mes regards flottent à l’aventure,

Avec des pans de ciel, des lambeaux de nature !
 »

#### Bandes dessinées
Le Léman et son environnement immédiat, ont inspiré des grands auteurs et dessinateurs de bande dessinée de renommée mondiale.
- L'Affaire Tournesol

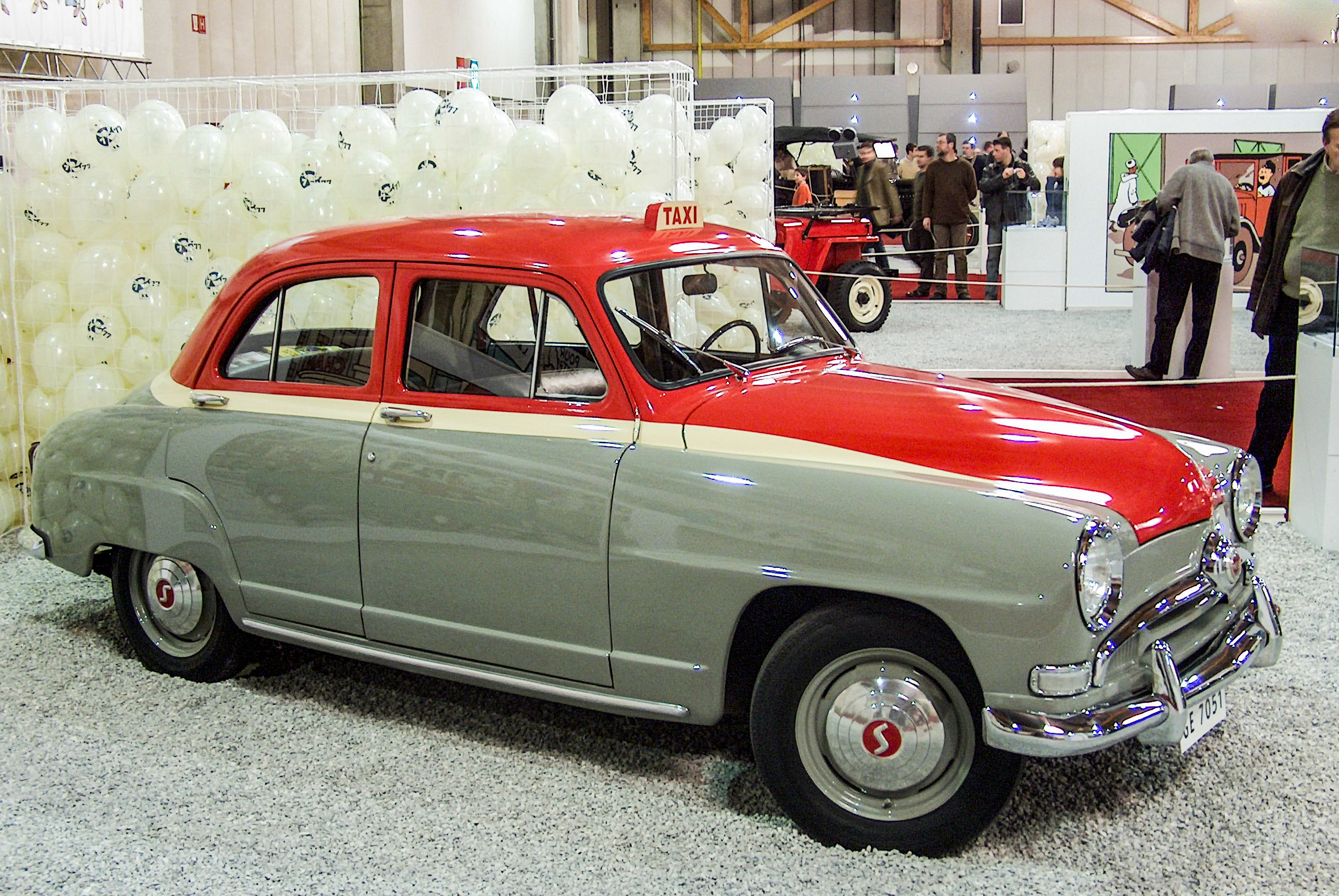
Reproduction du taxi que Tintin et le capitaine prennent pour se rendre à Nyon et qui finira dans les eaux du Léman.

Il s'agit du 18e album de la bande dessinée, dénommée Les Aventures de Tintin, écrite et dessinée par le dessinateur belge Hergé, publié en 1956 et éditée par Casterman. La bande dessinée fut également prépubliée dans le journal de Tintin.
Les hasards d'une enquête liée à la disparition du Professeur Tournesol amènent Tintin, Milou et le capitaine Haddock à venir en Suisse en avion et à s'installer à l'hôtel Cornavin (et ses fameuses portes tournantes) à Genève. L'enquête va également obliger Tintin à faire un plongeon précipité en taxi dans les eaux du lac, non loin de la ville de Nyon dans le canton de Vaud. Milou aura la vie sauve grâce à l'intervention d'un cygne lémanique qui passait sur le lac. Un peu plus tard dans le déroulement de l'histoire, Tintin, toujours accompagné de Haddock et de Milou, alors qu'il est à la poursuite des kidnappeurs de Tournesol, va traverser le Léman et passer sur la rive française, plus précisément à Sciez-sur-Léman, puis à Cervens où la Lancia Aurelia B20 de Tintin (et conduite par son ami Cartoffoli) crée une vraie panique parmi la population du village. C'est dans cet épisode suisse qu'apparaît le célèbre morceau de sparadrap du capitaine Haddock.
En l'honneur de son « séjour » dans la chambre 122 (qui, d'ailleurs, n'existait pas à l'époque), une statue de Tintin est encore visible à l'entrée de l'hôtel Cornavin, établissement situé à proximité immédiate de la gare de Genève-Cornavin.
- Le Maître de l'atome

Il s'agit du 17e album de la bande dessinée, dénommée Lefranc écrit par Michel Jacquemart et dessiné par André Taymans et Erwin Drèze, édité en 2006 par Casterman. C'est un album particulier, imaginé en 1954 par son auteur, Jacques Martin, mais dont la parution fut bloquée par Hergé qui demande à Jacques Martin de participer à l'affaire Tournesol, sa nouvelle bande dessinée paraissant dans Tintin et qui présente une intrigue assez proche dans le même secteur géographique. Cette BD ne fut donc publiée (avec modifications), directement en album, qu'après la mort de son auteur,.
L'intrigue, donc très proche de L'affaire Tournesol évoque la disparition d'un scientifique lors d'un congrès à Genève sur fond de guerre froide. L'histoire débute à Genève ou est organisé un congrès scientifique et se poursuit à Montreux puis en Algérie.
Dans la première planche de l'album, le lecteur peut découvrir de très beaux dessins représentant la ville de Genève, le Léman et le jet d'eau de Genève.
- Astérix chez les Helvètes

Il s'agit du 16e album de la série de bande dessinée Astérix de René Goscinny (scénario) et Albert Uderzo (dessin), publié en album en 1970 et éditée par Hachette. La bande dessinée fut également prépubliée dans Pilote du no 557 (9 juillet 1970) au no 578 (3 décembre 1970).
Comme pour tous les albums d'Astérix, l'intrigue est assez simple et le brave guerrier gaulois doit, avec l'aide de son ami Obélix et de son petit chien Idéfix tenter de défier les pièges tendus par l'Empire romain. Cette aventure l'emmène au pays des Hélvètes, peuple reconnu pour leur exactitude, leur organisation et leur propreté. Le principal clin d'œil à cet hommage sur les qualités suisses se caractérise par le séjour chez l'aubergiste Petisuix. Celui-ci, propriétaire de l'Auberge du lac située au bord du lacus lemanus (le Léman), est obligé de salir sa propre auberge pour protéger les Gaulois et régulièrement, la nuit, il crie « coucou » pour prévenir les clients qu'il est l'heure de retourner les sabliers, ce qui en agace certains.
- Les Helvétiques

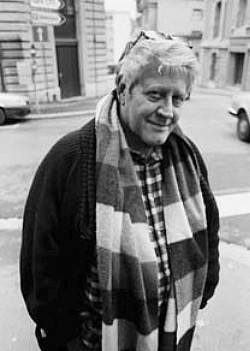
Hugo Pratt à Lausanne.

Il s'agit de la 28e aventure de Corto Maltese écrite et dessinée par le dessinateur italien Hugo Pratt (avec l'aide de Guido Fuggia), publiée en 1988 et éditée par Casterman.
La bande dessinée fut également prépubliée en France dans le numéro 14 du mensuel Corto, de septembre 1987, sous la forme d'un cahier détachable. Certains dessins de l'album ont été inspirés par les illustrations du Codex Manesse, faisant référence à une famille de la haute bourgeoisie zurichoise dénommée Manesse.
L'intrigue de l'album se déroule en 1924. Alors qu'il se repose à Lutry, au bord du lac, Corto accepte d’accompagner son vieil ami, le professeur Jeremiah Steiner, à Sion et, chemin faisant, il fait la rencontre de l'écrivain Hermann Hesse. À partir de là, l'imagination de Corto s'emballe... La Suisse serait elle la terre qui abrite le Saint-Graal ?
En 1984, Le dessinateur Hugo Pratt s’installe à Grandvaux dans le canton de Vaud. C'est dans cette commune qu'il réalisera cet album. Par la suite Pratt passera les dernières années de sa vie à Pully, toujours dans le canton de Vaud, non loin des rives du Léman dans la région viticole de Lavaux.
- Calypso

Cet album de bande dessinée écrit et dessiné par Cosey, d'après une idée originale de François Mattille, édité le 12 octobre 2017 par les éditions Futuropolis présente une intrigue (une star actrice hollywoodienne déchue qui décide de retourner dans son pays d'origine, la Suisse) qui se déroule dans la région lémanique, le lac ayant un rôle essentiel au sein de cette histoire.
- Huit Heures à Berlin

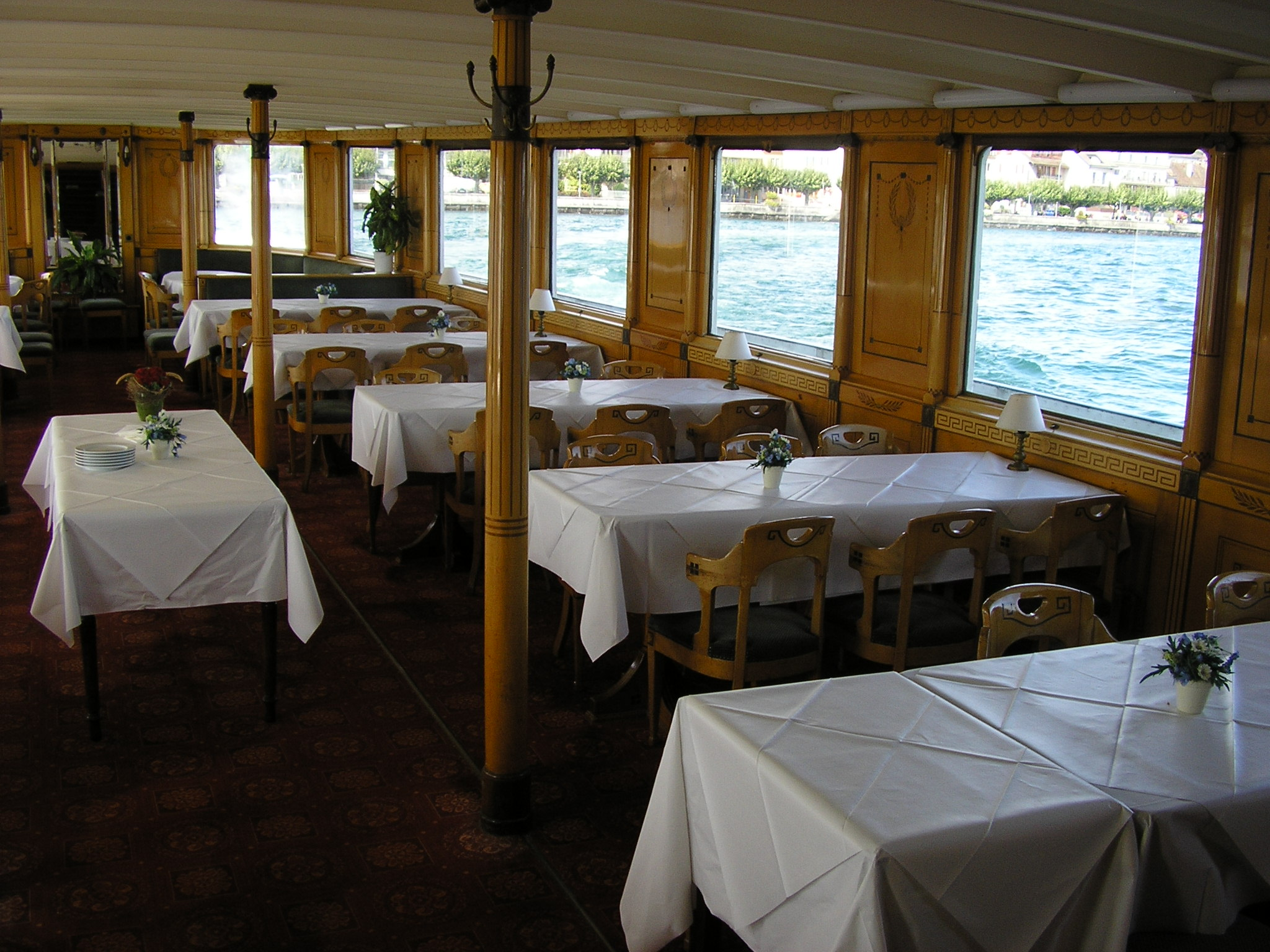
Le restaurant du navire Vevey et le lac, photo très proche de la représentation du lieu dans l'album Huit heures à Berlin.

Le 29e album de la série Blake et Mortimer, sorti en librairie en 2022, se déroule essentiellement à Berlin et en Union soviétique mais les planches des pages 14 à 17 présentent de nombreuses vues du Léman dont notamment une représentation du Vevey, navire de la CGN dans lequel prend place le « Group captain » Francis Blake et ses collègues occidentaux du contre-espionnage. À l'instar de Tintin (descendu comme lui, à l'hôtel Cornavin) dans L'affaire Tournesol, Francis Blake va, également, effectuer un plongeon dans le Lac alors qu'il est assis dans une voiture après avoir été attaqué par des tueurs (également installés dans une Citroën mais d'un modèle plus récent) et s'en sort indemne. La référence est volontaire et peut être considéré comme un hommage.
- Autres albums
  - La série de bande dessinée française dénommée Milan K, écrite par Sam Timel et dessinée par Corentin a été éditée par Les Humanoïdes associés et évoque la vie fictionnelle du fils d'un oligarque russe dénommé Milan Khodorkovski qui lutte contre un pouvoir corrompu et une mafia très organisée. L'aventure commence dans un lycée suisse, située au bord du Léman où le jeune homme poursuit ses études avant de devoir les cesser brutalement[252].
  - La Traverse est un album de Mariette Nodet et d'Edmond Baudoin qui évoque le quotidien de personnes qui aident les réfugiés en difficulté et qui passent à pied les Alpes, du Léman à la Méditerranée[253].
- Festival de bande dessinée

En outre, la ville de Lausanne organise depuis 2005, le festival de bande dessinée BDFil. L'affiche du festival 2011, réalisée par le dessinateur français Loustal, représente un paysage du Léman. On distingue nettement le Chablais et un ferry de la Compagnie générale de navigation en paysage depuis la terrasse d'une maison située sur la rive vaudoise.

#### Cinéma

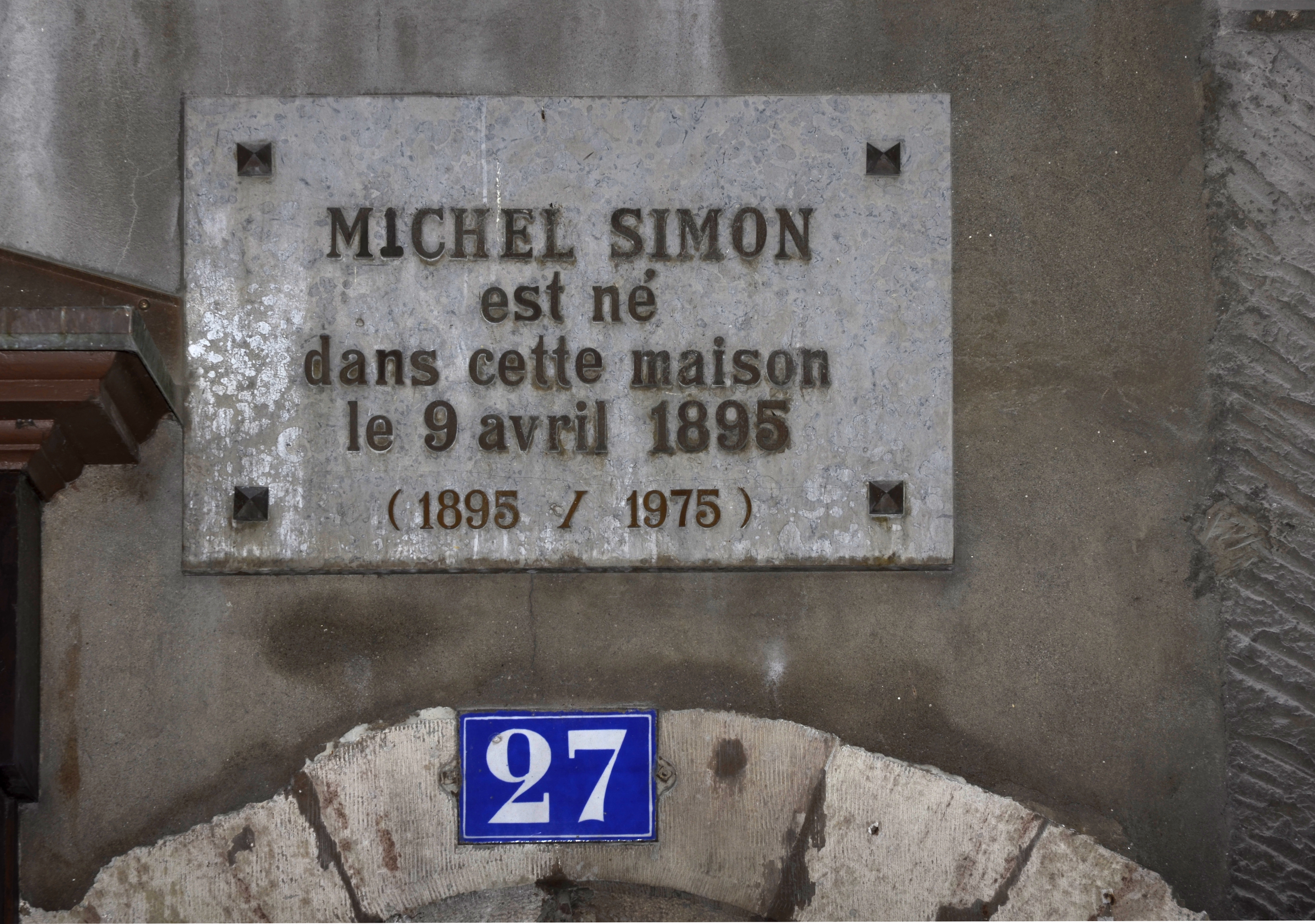
Plaque apposée sur la façade de la demeure de naissance de Michel Simon, acteur suisse, au no 27 Grand-rue à Genève.

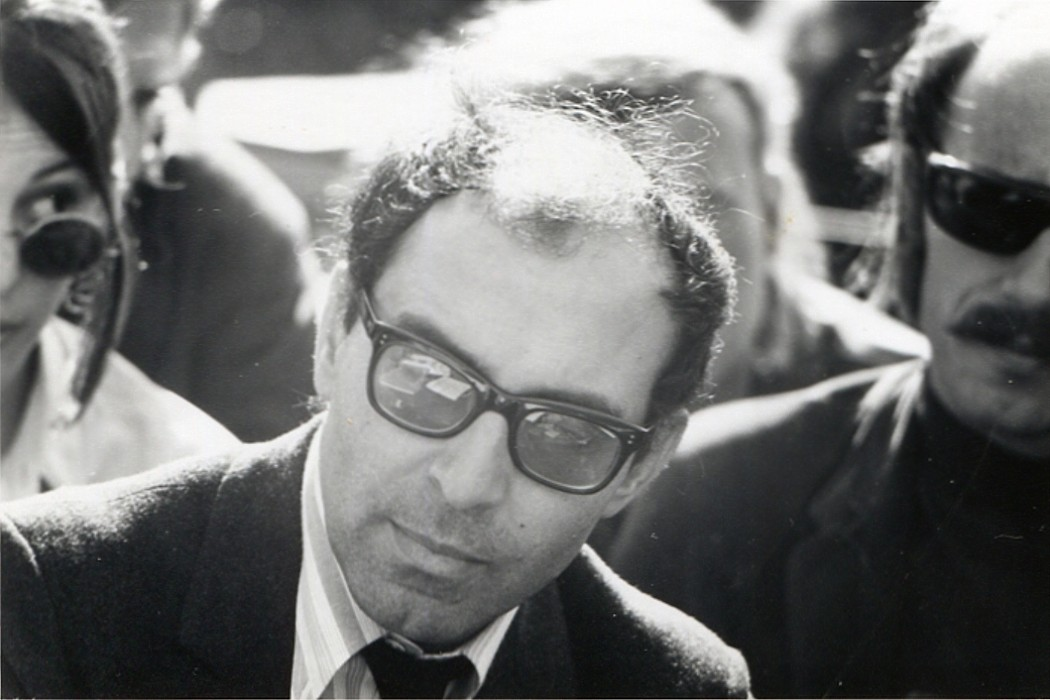
Jean-Luc Godard (ici en 1968) est un cinéaste franco-suisse qui a tourné certains de ses films en Suisse.

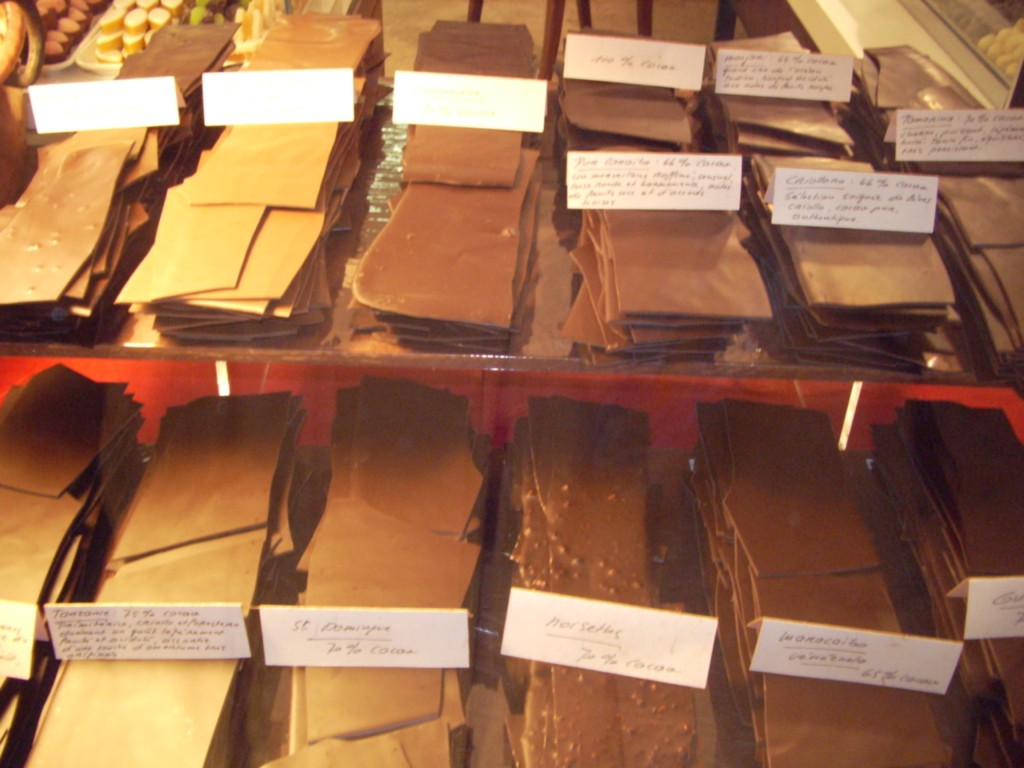
Étal d'un chocolatier suisse à Neuchâtel.

Un numéro du magazine français, L'Alpe, publié par l'éditeur grenoblois Glénat et paru au printemps 2016, est entièrement consacré au lac sous le titre : Lac Léman, petite mer des Alpes. Cette revue explique dans cette édition que si le Léman fut souvent évoqué au cinéma, son absence dans les images filmées s'explique généralement par le coût du tournage en Suisse ou « Tout coûte extrêmement cher » et une « côte française moins accessible ».
Néanmoins, le Léman est directement une source d'inspiration pour de nombreux films français, suisses et d'autres pays :

#### Télévision
- Échappées belles (2009)

Ce magazine de découverte hebdomadaire français, diffusé le samedi en première partie de soirée sur France 5 a présenté le lac durant la deuxième émission de la saison 4.
- Passe-moi les jumelles (2015)

Ce magazine télévisé de découverte hebdomadaire suisse, sur la RTS a présenté le lac durant la septième étapes En croisière sur le Léman de la série Au fil du Rhône.
- Des racines et des ailes (2015)

Ce magazine télévisé français de reportages et de rencontres, diffusé sur France 3 a présenté le lac dans une émission diffusée le 18 février 2015 et dénommée : Passion patrimoine : Des Vosges au lac Léman.
- Fjord du Léman (2016)

Documentaire sur le lac Léman de Philippe Boucher, diffusé sur la Radio télévision suisse,.
- Meurtres sur le lac Léman (2016)

Ce téléfilm français avec Corinne Touzet comme actrice principale, fait partie de la Collection Meurtres à. Il a été réalisé par Jean-Marc Rudnicki avec une intrigue liée à la légende évianaise des « flottins ». Le cadavre d'un homme d'affaires suisse ayant été retrouvé au bord du lac, son corps a, d'ailleurs, été lesté avec ces sculptures de bois propres à cette région du Chablais.

### Personnalités liées au Léman
Ces personnalités ont contribué par leurs actions historiques, scientifiques, sportives, industrielles, sociales ou culturelles à la notoriété du Léman et de son bassin.

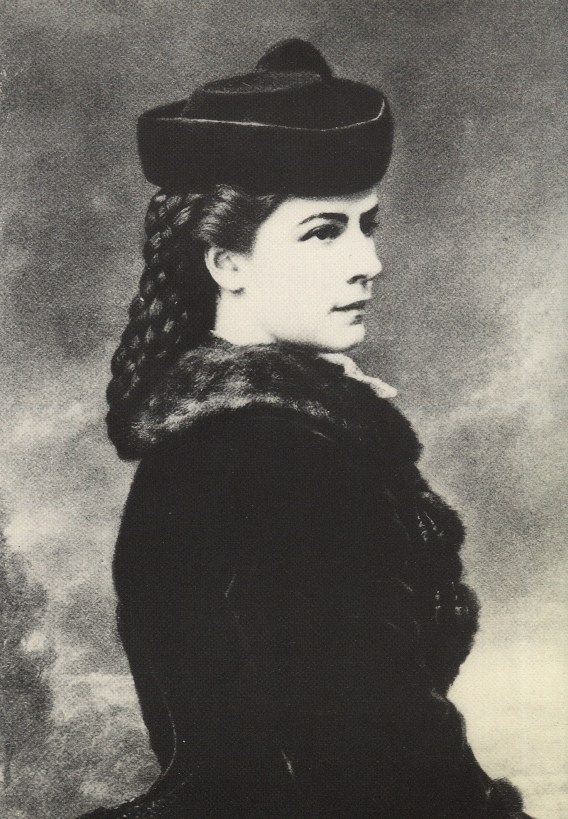
Élisabeth de Wittelsbach, impératrice d'Autriche.

- L'impératrice Élisabeth d'Autriche

Élisabeth de Wittelsbach, impératrice et épouse de l'empereur François-Joseph Ier d'Autriche, également connue sous le nom de Sissi, est victime d'un attentat le 10 septembre 1898 alors qu'elle s'apprête à embarquer sur un bateau à vapeur (Le Genève) pour se rendre à Montreux depuis l'hôtel Beaurivage situé face à l'embarcadère des Pâquis.
Elle est mortellement blessée par le militant anarchiste italien Luigi Lucheni. Peu de temps après cette agression dont les témoins directs n'ont pas compris immédiatement la gravité, elle perd connaissance alors que le bateau a déjà quitté le quai. Prévenu par la dame de compagnie de l'Impératrice, le capitaine du navire décide de retourner vers le débarcadère, les membres de l'équipage débarquant ensuite la victime sur une civière pour la ramener à son hôtel. L'impératrice décède dans l'heure qui suit son agression dans le grand hôtel genevois.
D'une santé fragile, Élisabeth de Wittelsbach avait pris l'habitude de se rendre à Montreux, sur la Riviera vaudoise depuis le 20 février 1893, date de sa première visite dans la cité lémanique.
- La famille Lumière

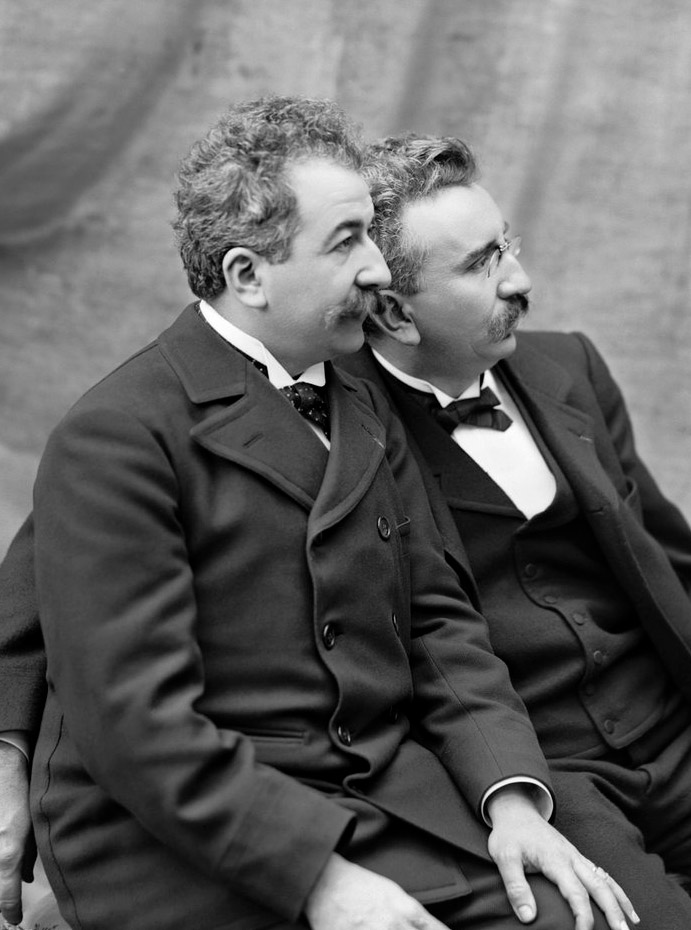
Les frères Lumière.

Jusqu’en 1927, l'actuel Hôtel de ville d'Évian-les-Bains fut une villa privée, construite en 1885 à la demande d'Antoine Lumière (1840 - 1911), le père des frères Lumière, concepteurs du cinématographe et occupée chaque été par la famille Lumière, venant en cure à Évian. La ville et le lac servirent de cadre pour le tournage de dix films des frères Lumière, tous présentés lors d'une exposition organisé au Palais Lumière d'Évian entre le 11 mai 2020 au 3 janvier 2021.
En 1896, Auguste et Louis Lumière filment ainsi le bateau Genève, mis à l’eau depuis peu, quittant le port d'Évian. C'est une des premières images filmées du Léman.
- La famille Piccard

Jean Piccard (1884 - 1963) et son frère, Auguste Piccard (1884 - 1962), le fils Jacques Piccard (décédé à La Tour-de-Peilz) et le petit-fils, Bertrand Piccard de ce dernier, sont les principaux représentants de cette famille suisse qui s'illustra dans, l'océanographie et l'aéronautique. Les membres de cette famille ont séjourné et vécu au bord du Léman.
Le Mésoscaphe Auguste Piccard, créé par Jacques Piccard, a transporté, en 1964, plus de 30 000 personnes jusqu'au fond du lac Léman à l'occasion de plus de mille plongées.
- Henri Nestlé

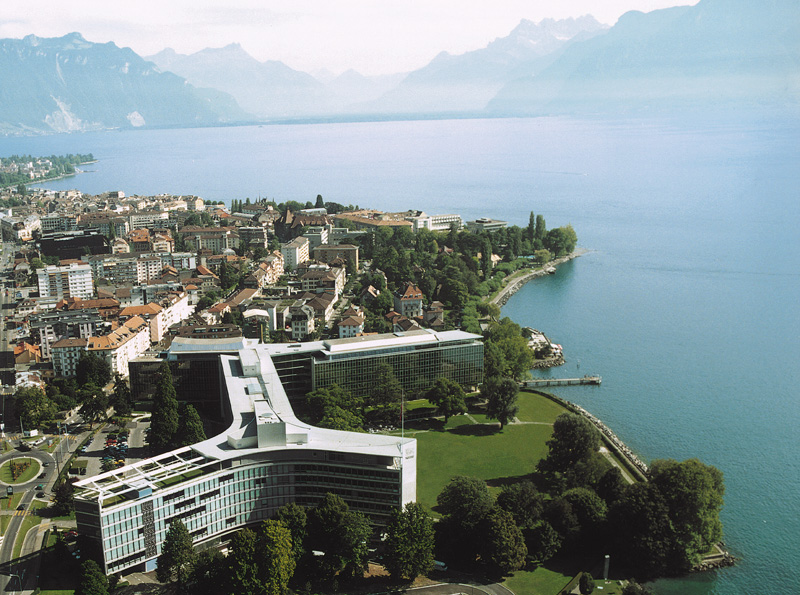
Le siège de la société Nestlé, sur la rive septentrionale du Léman.

Pharmacien d'origine allemande, Henri Nestlé, s’exilera en 1843 en Suisse à Vevey. Il crée son entreprise qui prospère grâce à la production de gaz combustible liquéfié et de 1858 jusqu'en 1863, il vend ce gaz à la commune de Vevey pour alimenter 12 réverbères. En 1875, l'homme vend son entreprise à ses partenaires commerciaux et passe les derniers jours de sa vie à Glion, un village qui dommine le lac et la ville de Montreux.
Le siège de la société Nestlé est situé avenue Nestlé à Vevey et occupe l'intégralité d'un grand bâtiment qui borde la rive immédiate du lac.
- Théobald Chartran

Ce peintre français, né à Besançon en 1849, est surtout connu pour avoir fait construire une villa sur l'Île de Salagnon, une des rares îles du lac, et la seule portant une habitation. D'abord, simple ensemble de récifs lacustres situé en face du port de Clarens, un quartier de Montreux, l'existence de celle-ci est surtout liée aux déversements des matériaux d'excavation du tunnel de Meillerie en Haute-Savoie. Celle-ci fut achetée en 1900 par Théobald Chartran qui y fit bâtir cette villa au style florentin et ou il donna des réceptions grandioses.

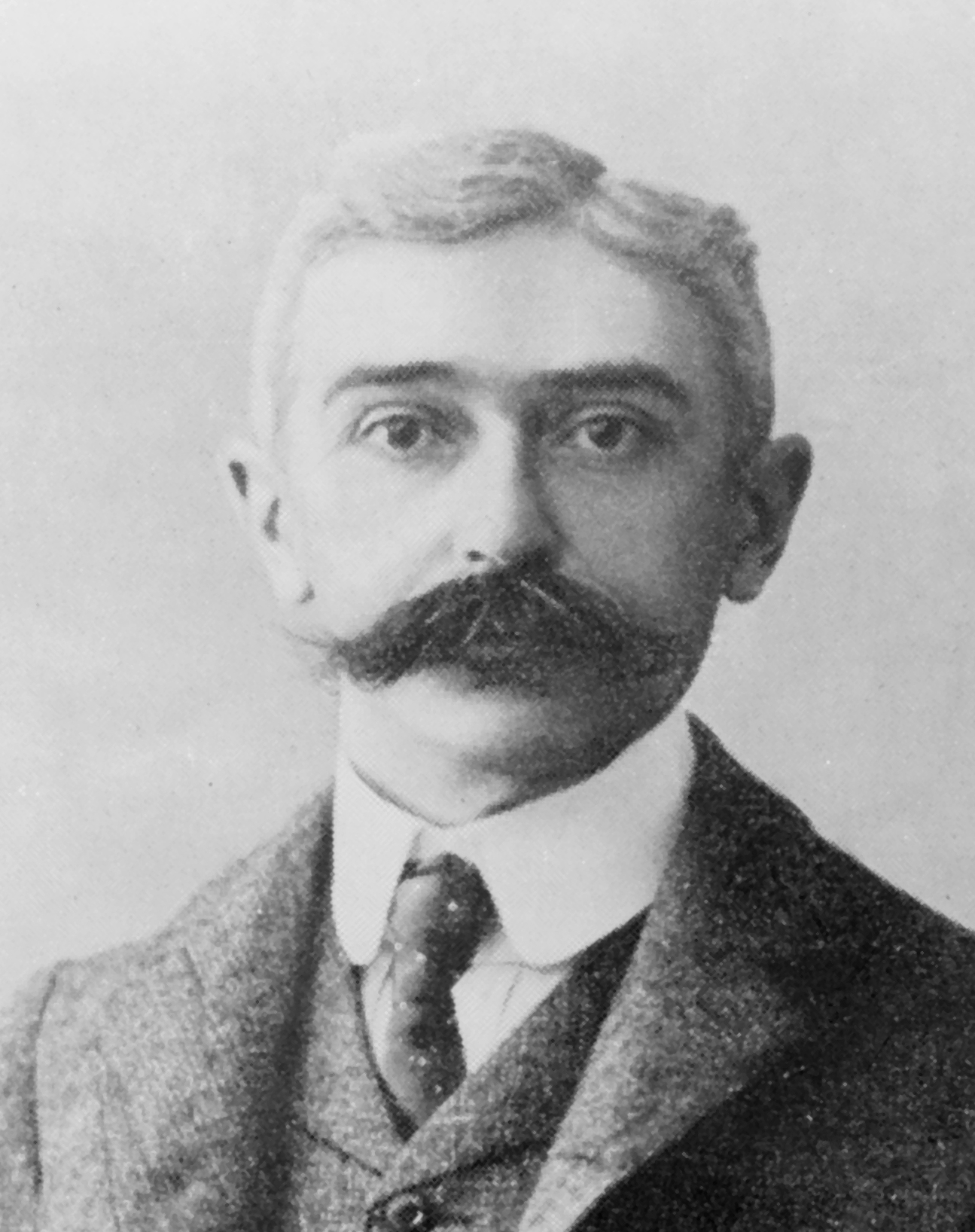
Le baron Pierre de Coubertin.

- Pierre de Coubertin

Le baron Pierre de Coubertin, père de l'olympisme moderne, meurt le 2 septembre 1937 à Genève. Le 10 avril 1915, cet historien et pédagogue français avait décidé d'installer le siège du CIO à Lausanne. Tout d'abord établi au casino de Montbenon de 1915 à 1922, puis, déplacé à la villa Mon-Repos de 1922 à 1968 et, enfin, depuis 1968, au château de Vidy, lequel se situe dans un parc bordant les rives du lac Léman.
En 1906, Pierre de Coubertin avait également émis le souhait de recréer une « Olympie moderne » sur les rive du lac, plus précisément à Vidy, lieu qui aurait été entièrement équipé pour y accueillir toutes les épreuves des jeux olympiques de l'ère moderne, mais malgré son insistance, son projet sera rejeté par les autorités locales. Le baron demanda d'être enterré au Cimetière du Bois-de-Vaux à Ouchy, non loin du Léman, et sa tombe y est toujours visible.
- Le Corbusier

Le Corbusier est le concepteur de la Villa Le Lac, construite en 1923 à Corseaux près de Vevey. La mère de Le Corbusier, Marie-Charlotte-Amélie Jeanneret, a habité cette villa, jusqu'à sa mort, dans sa centième année, en 1960. le frère de Le Corbusier, Albert Jeanneret, musicien, y est resté jusqu'en 1973.
Actuellement, la villa, située au bord du lac, en contrebas du vignoble de Lavaux, est inscrite comme bien culturel suisse d'importance nationale.
- Charlie Chaplin

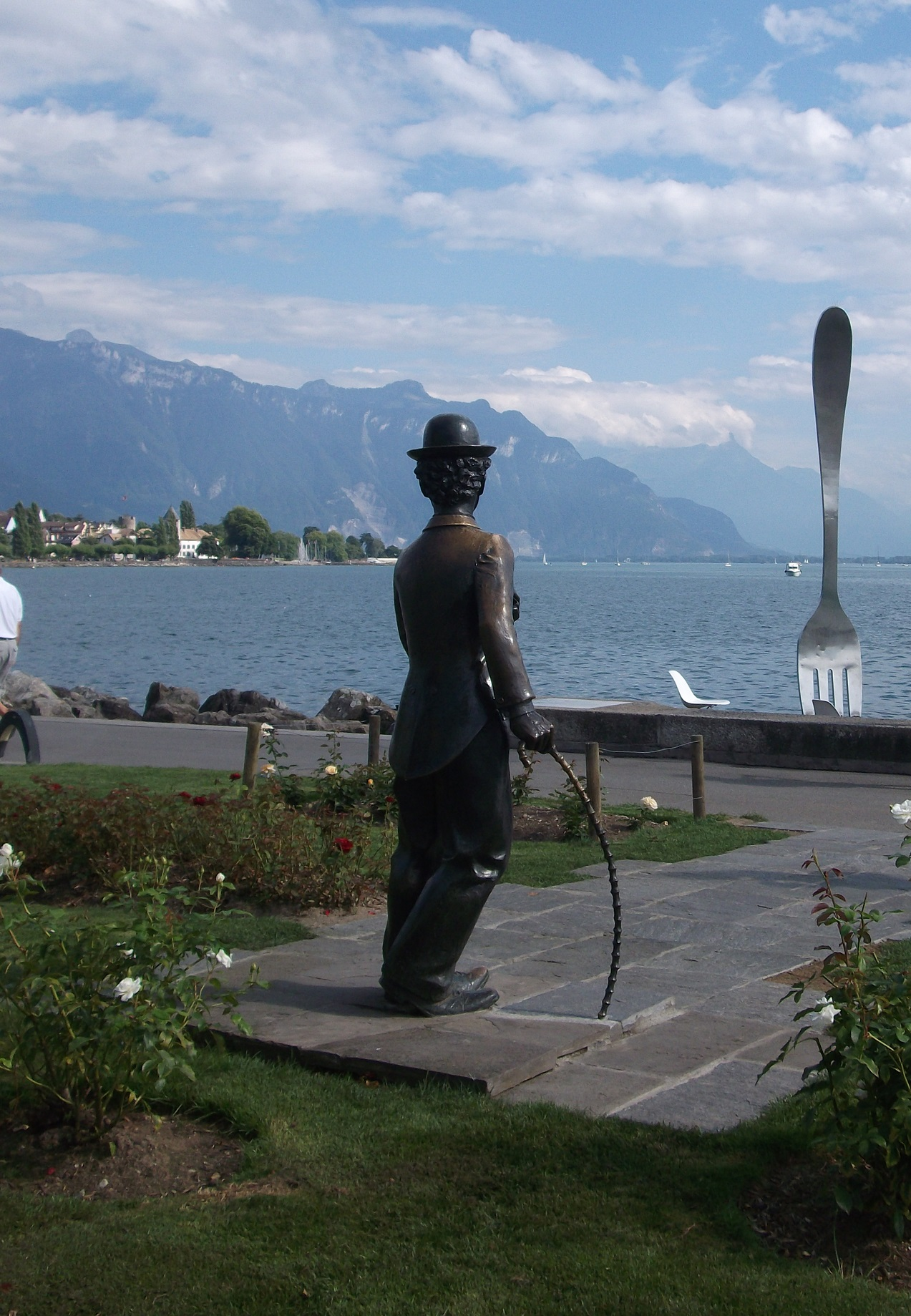
Statue de Chaplin (de dos) face au lac

L'artiste de cinéma anglais, Charlie Chaplin, créateur du célèbre personnage de Charlot (1889 - 1977), s'installera en 1953 au Manoir de Ban, situé dans la commune de Corsier-sur-Vevey. Cette maison et son domaine, ou l'artiste restera jusqu'à la fin de sa vie, domine la lac depuis une hauteur. Le site a été transformé en musée. La ville voisine de Vevey a nommé en son honneur un square sur le quai Perdonnet, au bord du lac Léman, et y a édifié en 1982 une statue de Chaplin, œuvre du sculpteur britannique John Doubleday.
Ses derniers enfants (avec sa dernière épouse Oona O'Neill), dont notamment Eugène Chaplin et Christopher Chaplin, sont nés à Corsier-sur-Vevey et possèdent la nationalité suisse.
- Yul Brynner

D'origine suisse par son grand-père paternel, l'acteur Yul Brynner avait également un logement à Lausanne. Il s'était installé en 1959 dans un appartement au-dessus d'Ouchy et possédait un petit bateau qu'il utilisait sur le Léman. Il a également remis à la Ville de Lausanne, en 1962, une somme de 10 000 francs en faveur d'un centre d'éducation.
Yul Brynner s'est établi quelque temps plus tard à Buchillon dans la propriété de Chanivaz, toujours au bord du Lac Léman. Durant ses années où il vécut dans le canton de Vaud, il cotoya régulièrement les autres stars du cinéma installées en Suisse dont Audrey Hepburn, William Holden, Richard Burton et son épouse Elizabeth Taylor.

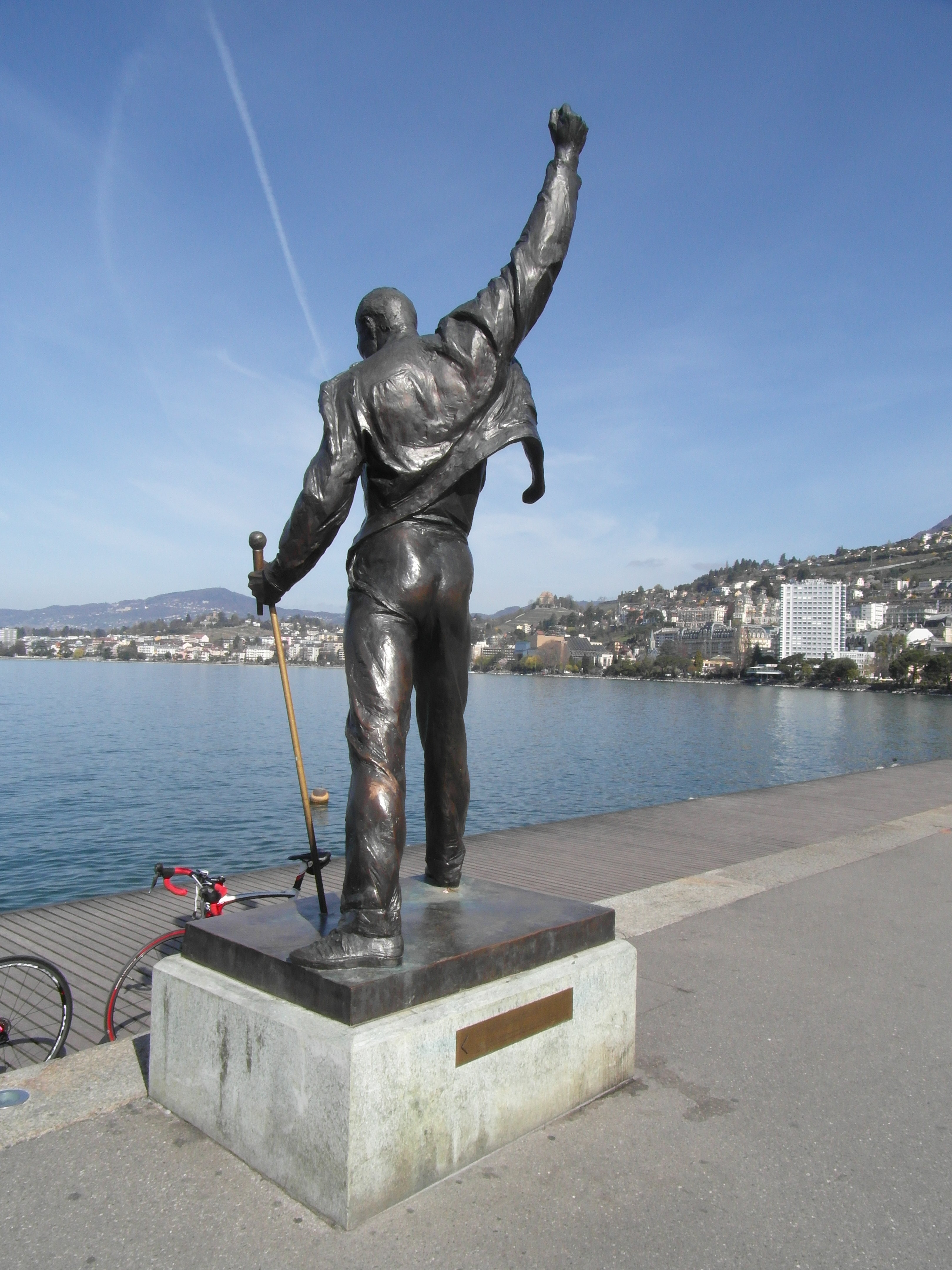
La statue de Freddie Mercury face au lac.

- Freddie Mercury

Freddie Mercury, malade et se sachant condamné à plus ou moins long terme à partir de 1987, enregistrera en 1991 ses dernières prises avec Queen, dont son ultime composition, A Winter's Tale, qui évoque la région de Montreux où il passait alors beaucoup de son temps (le studio d'enregistrement du groupe était alors situé à Montreux). Un des deux clips vidéo tourné à l'occasion de l'enregistrement de cette chanson présente des vues de Montreux et du Léman.
La statue du chanteur, faisant face à la rive française, en costume de scène et en pleine action, se situe dans un parc du centre de la ville.
- Ernesto Bertarelli

D'origine italienne, l'homme d'affaires suisse Ernesto Bertarelli fit ses études à l'institut Florimont, puis à l'école Moser de Genève. Pratiquant la voile depuis sa plus tendre enfance sur le lac, il est le propriétaire de la flotte de bateaux Alinghi, qui a notamment remporté, pour le compte de la Suisse, la Coupe de l'America par deux fois, en 2003, dès sa première participation, ainsi qu'en 2007. Il fut titulaire en 2007, 2008 et 2009 du Challenge Julius-Baer, championnat de voile qui a lieu tous les ans sur le Léman.
- Édouard-Marcel Sandoz

Le sculpteur figuriste et animalier et un peintre d'aquarelles suisse né le 21 mars 1881 à Bâle en Suisse et mort le 20 mars 1971 à Lausanne en Suisse. il est l'auteur de statues de femmes chevauchant des hippocampes sur les rives du lac Léman, visibles depuis la rive, à Vevey.
- Alain Charmey

Le 6 août 1986, Alain Charmey est le premier nageur à traverser le Léman dans le sens de la longueur (Villeneuve-Genève) en 22 heures 42 minutes et 30 secondes. Il est à noter que lors de son entrée dans l'eau à Villeneuve, l'athlète se blesse à la jambe et hésite à se lancer dans l'aventure. Mais la présence d'un journaliste le motive et il n'ose pas renoncer[réf. nécessaire].
- Jaime Caballero

Le nageur espagnol Jaime Caballero est l'actuel (août 2017) recordman de la traversée du Léman dans le sens Villeneuve-Genève qu'il a établi en 22 heures et 39 minutes en août 2016. Ce sportif a établi cet exploit pour le compte de la fondation pour la recherche sur le diabète.

## Le Léman dans les noms de lieux

### Espaces de circulation

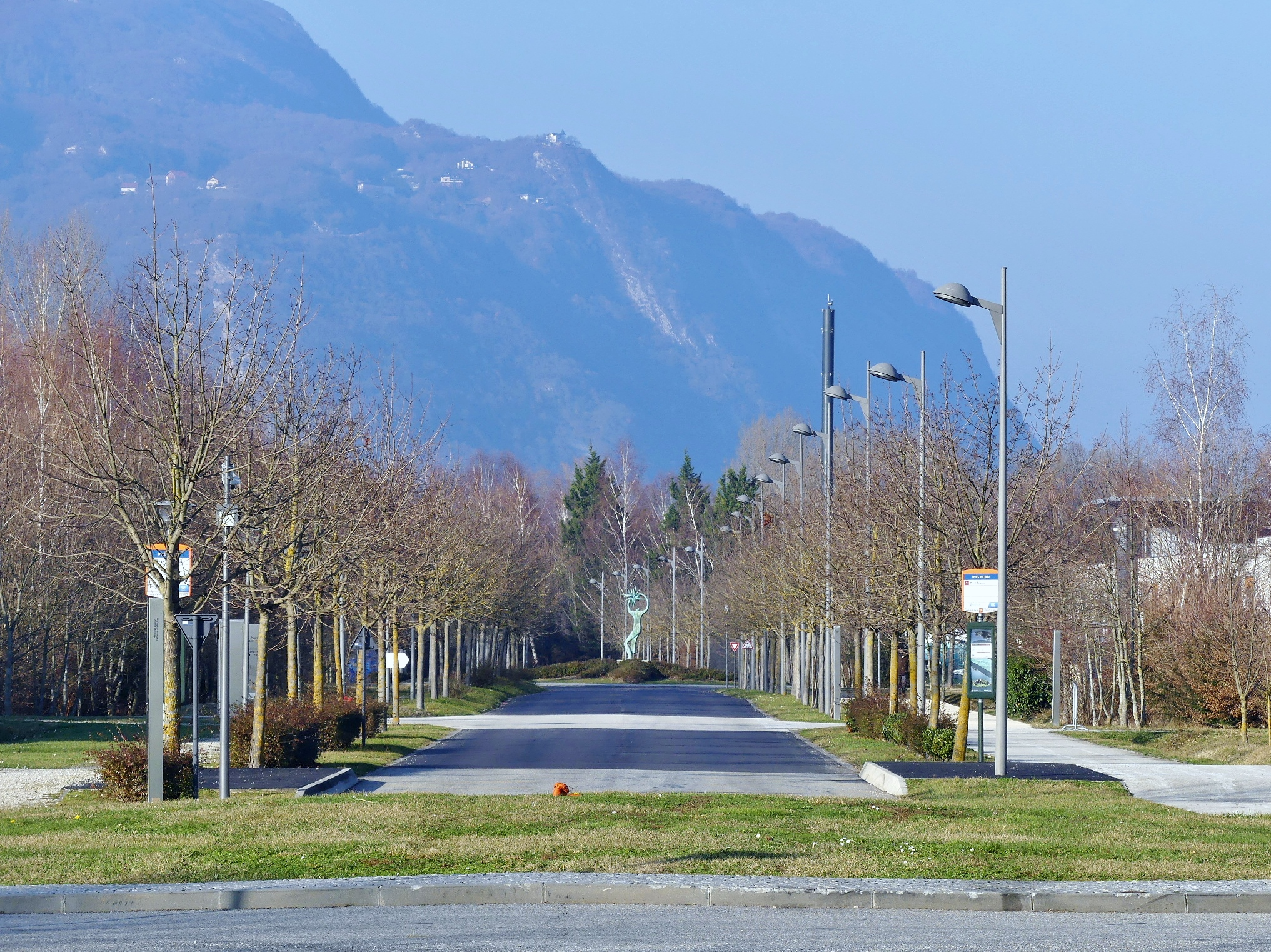
L'avenue du lac Léman au Bourget-du-Lac en Savoie.

- L’avenue du Léman ou du Lac léman

Il existe des avenues du Léman à Annemasse, Bonne, Bons-en-Chablais, Lausanne, Neuvecelle, Prilly, Saint-Sulpice et Thonon-les-Bains. La commune française du Bourget-du-Lac (photo) et suisse de Monthey possèdent également une avenue du Lac Léman.
- La rue du Léman ou du lac Léman

Autour du lac on peut trouver des rues du Léman à Chens-sur-Léman, Clarens, Élancourt, Genève, La Tour de Peilz, Martigny, Renens et Vevey.
En ce qui concerne les parties du Monde plus éloignées, il y a une rue du Léman à Paris (19e arrondissement), à Tunis, ainsi qu'à Madrid (Calle del Lago Leman) et à Campo Grande (rua lago Léman) au Brésil.
- La route du Léman

Il y a des routes du Léman à Charrat, Saxon, Saint-Gingolph, Machilly, Archamps et Vionnaz.
- Le boulevard du Léman

Il y a un boulevard du Léman au quartier Saint-Barnabé, dans le 12e arrondissement de Marseille.
- Autres voies portant le nom de Léman ou du lac Léman

Plusieurs communes ont créé des allées du Léman, notamment à Sciez, à Chambéry. La ville d'Antony possède des allées du lac Léman.
Il existe également des impasses du Léman à Bons-en-Chablais et à Cessy̹.
La Leman street à Londres n'a aucun rapport avec le lac (il s'agit du nom d'un ancien maire de Londres). La ville de Lake Geneva, située au bord du Geneva Lake dans l'État du Wisconsin, aux États-Unis, n'a, elle aussi, aucun rapport direct avec le lac franco-suisse, bien que la ville côtière de Geneva tire son nom de Genève.

### Établissements et équipements
Établissement financier
La banque du Léman, établissement bancaire suisse créé par la Caisse d'Épargne française en 2014, et dont le siège suisse est installé près de la gare de Genève.
Établissements sanitaires
En France
- le centre hospitalier Alpes Léman est situé à Contamine-sur-Arve en Haute-Savoie ;
- les hôpitaux du Léman regroupent depuis 1998 les établissements hospitaliers des villes d'Évian et de Thonon en Haute-Savoie.

En Suisse
- le centre médical du Léman est situé à Genève[284].

Établissements scolaires
En France
- le lycée Savoie-Léman est une école hôtelière située à Thonon-les-Bains[285] ;
- le ciné Léman est un complexe comprenant huit salles de cinéma situé à Thonon-les-Bains[286].
- le collège Les Rives du Léman est un établissement secondaire public (de la 6e à la 3e) situé à Évian-les-Bains[287].

En Suisse
- le collège du Léman est un collège privé, situé à Versoix, en Suisse.

Autres établissements
En France
- le gymnase du Léman est une installation sportive située à Saint-Julien-en-Genevois[288] ;
- la maison des arts du Léman (salle de spectacle) à Thonon-les-Bains[289] ;
- le shopping Léman est un centre commercial situé à Thonon-les-Bains[290].

En Suisse
- le théâtre du Léman, situé quai du Mont Blanc à Genève, face au lac avec une salle de 1 323 places[291].

## Autres utilisations du nom Léman

### En France et en Suisse

Le réseau Léman Express tel que mis en service le 15 décembre 2019.

- Léman Express :

Constitué de six lignes, le Léman Express (ou LEX) est un réseau international au gabarit ferroviaire de transport en commun, mis progressivement en service. Ce réseau dessert Genève et les villes de son agglomération transfrontalière de façon progressive entre 2018 et 2019 et de façon définitive, le 15 décembre 2019
- Léman Pass :

Le Léman Pass est la nouvelle communauté tarifaire transfrontalière entre le canton de Genève et les départements français de l'Ain et de la Haute-Savoie. Sa mise en place a lieu en même temps que celle du Léman Express.
- L'opération Net'Léman :

Il s'agit d'une initiative privée annuelle de nettoyage des rives et des fonds du lac qui s'organise sur une quinzaine de secteurs tour autour du Léman, en Suisse, comme en France. Cette action réunit des plongeurs certifiés, des marcheurs, mais aussi des paddlers, avec comme but essentiel de préserver le cadre écologique du lac.
- Le Léman et le Lémanex :

Le Léman est une monnaie locale complémentaire utilisée, depuis 2015, dans les communes suisses et françaises riveraines du lac. Depuis 2017, le Léman est également disponible sous une forme numérique appelée Lémanex.

### En France
- Le Parc des aigles du Léman :

Un parc animalier d'initiative privée, situé à Sciez-sur-Léman en Haute-Savoie, présente au public un ensemble de près de 200 rapaces de 65 espèces différentes et vivant dans leurs volières.
- Le FC Léman Presqu'île :

il s'agit une équipe de football dont le siège est situé à Chens-sur-Léman.
- Léman SA :

Leman SA est une entreprise dauphinoise conceptrice d'outillages à bois destinés aux professionnels. Son logo représente en partie un dessin évoquant le contour du Léman.

### En Suisse
- Léman bleu :

Léman bleu est une chaîne de télévision suisse, à vocation locale et privée, fondée en 1996 et basée à Genève.
- Caran d'Ache Léman :

Il s'agit d'une collection d'outils d'écriture (stylo plume, roller, stylo à bille et porte plume) de luxe proposé par la maison Caran d'Ache, une entreprise suisse de papeterie dont le siège est fixé à Thônex, dans le canton de Genève.